# 文学館
文学館（ぶんがくかん）は、文学および作家の作品とその成立にまつわる資料を収集、展示した施設。

## 概要
日本における文学館は個人作家の記念館などが先行してあり、1967年の日本近代文学館の開館をきっかけに「文学館」の呼称が一般化し、作品の肉筆原稿や構想メモ、掲載誌や初版本、書簡など文学資料の散逸を危惧した要請を受け各地に文学館が建設されている。1995年、文学館どうしの情報交換・相互協力のための常設的組織「全国文学館協議会」が（略称「全文協」初代会長：中村真一郎、事務局：日本近代文学館内）発足した。
中国では作家の巴金が1980年代から文学館の設置を提唱していた。1985年から万寿寺で準備作業が進められ、2000年に「中国現代文学館」がオープンした。

## 日本国内の施設

### 北海道
- 北海道立文学館（札幌市）[2]
- 渡辺淳一文学館（札幌市）[3]
- 函館市文学館（函館市）
- 小樽文学館（小樽市）
- 港の文学館（室蘭市）
- オホーツク文学館（遠軽町）[4]
- 井上靖記念館（旭川市）[5]
- 三浦綾子記念文学館（旭川市）[6]
- 港文館（釧路市）
- 宮尾登美子文学記念館（伊達市）

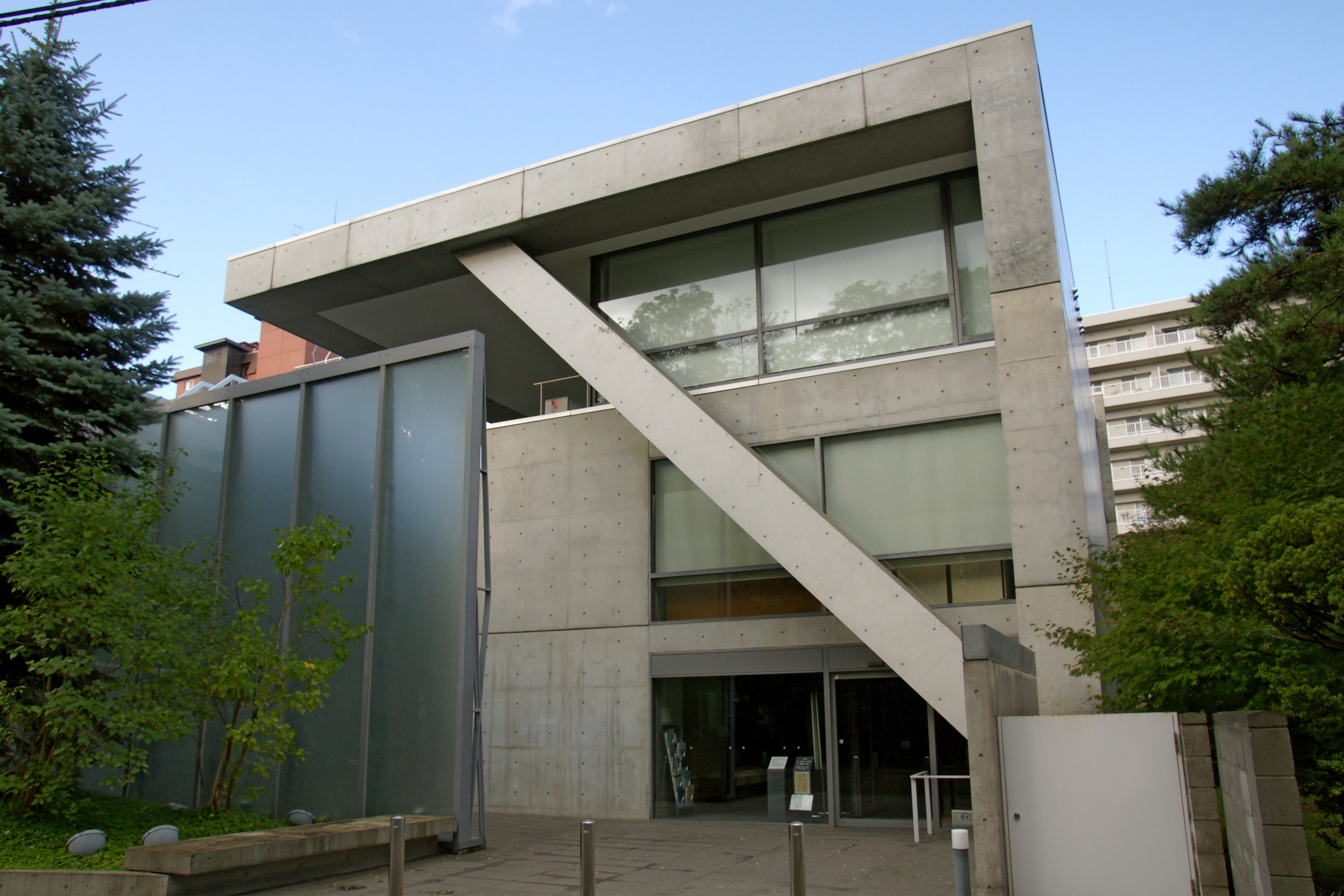
渡辺淳一文学館
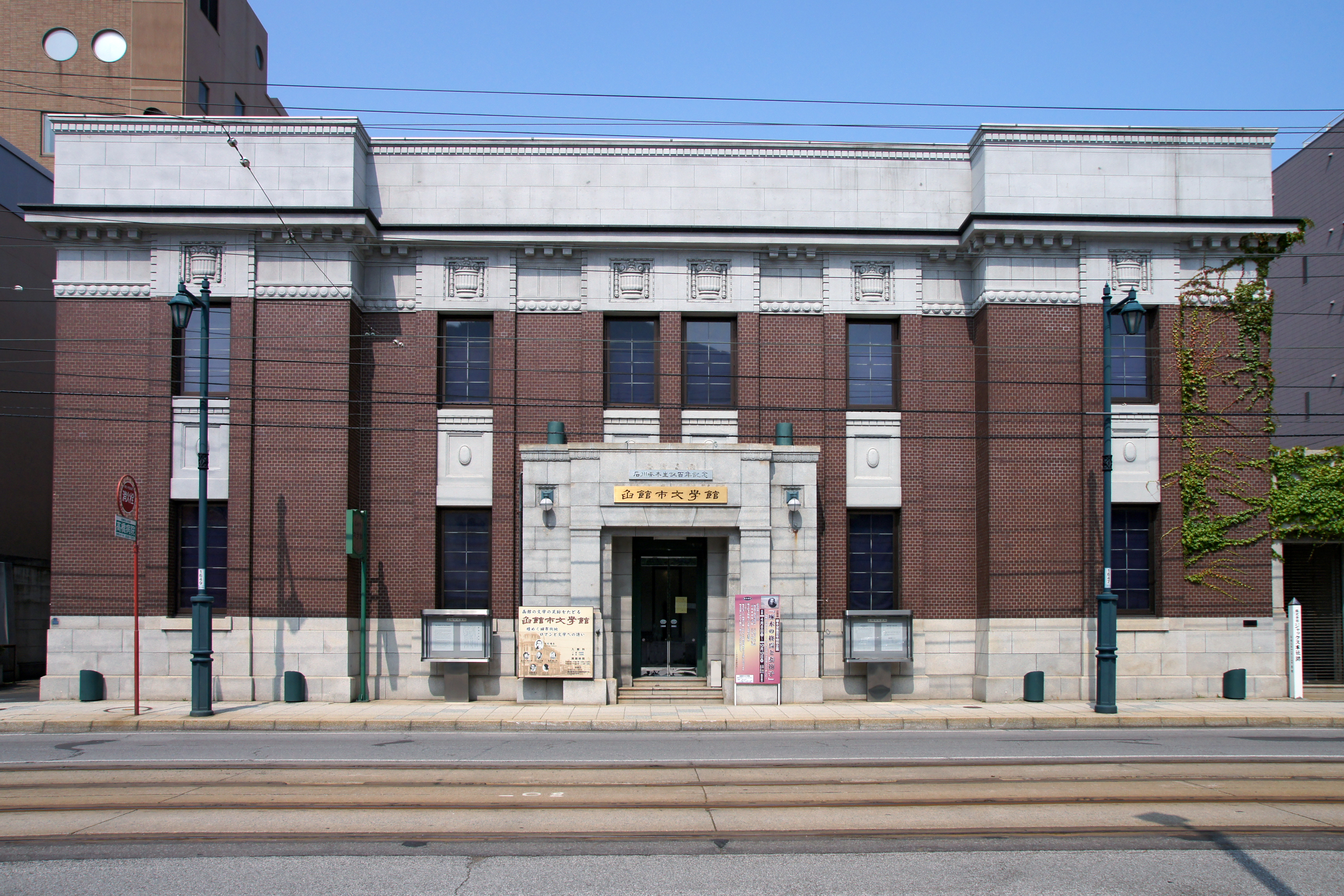
函館市文学館
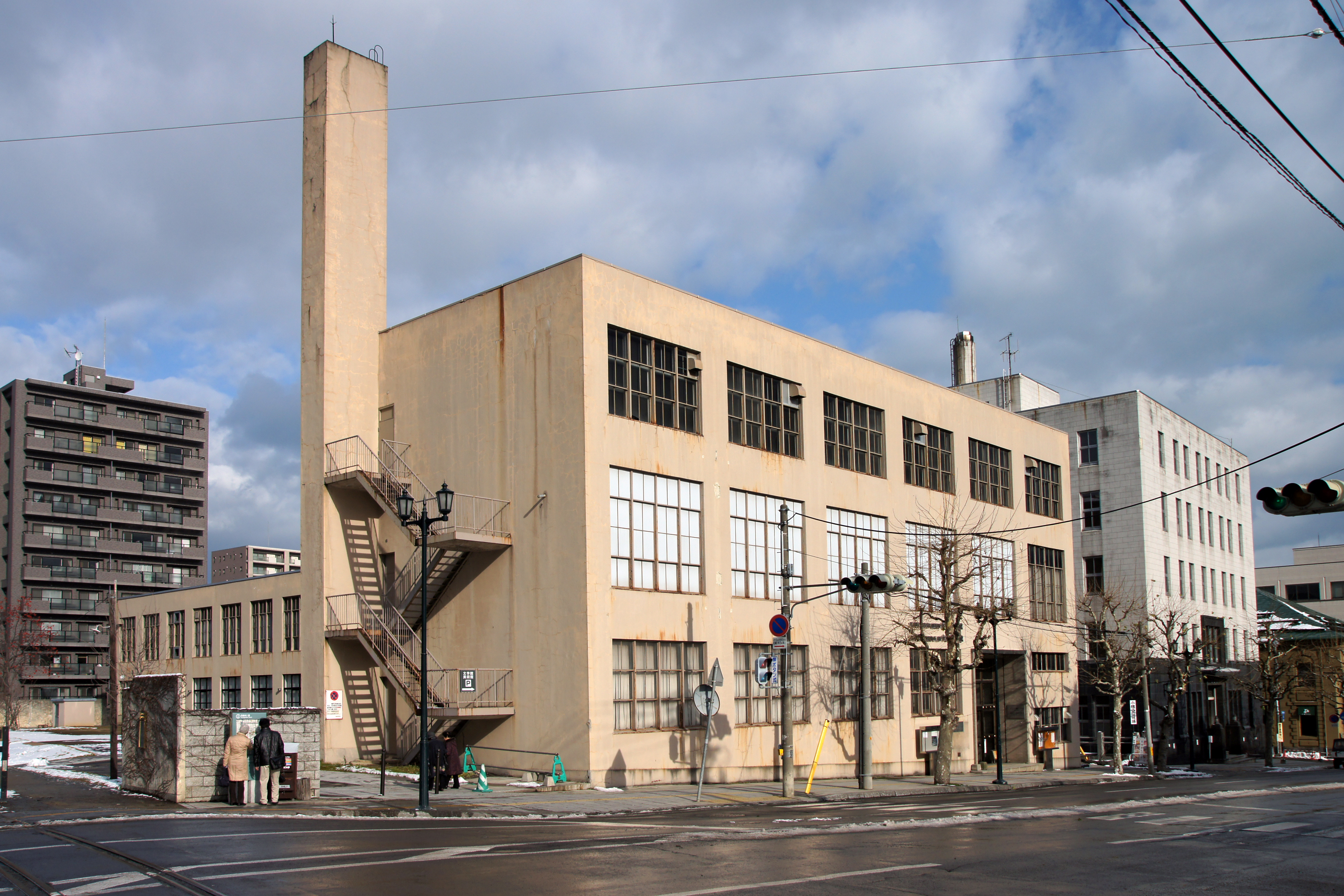
小樽文学館

### 青森県
- ふかうら文学館（深浦町） - 太宰治ほか
- 青森県近代文学館（青森市）[7] - 三浦哲郎、石坂洋次郎ほか
- 弘前市立郷土文学館（弘前市）[8] - 陸羯南、佐藤紅緑、葛西善蔵、一戸謙三、高木恭造ほか
- 太宰治記念館 「斜陽館」（五所川原市）[9]
- 三沢市寺山修司記念館（三沢市）[10]

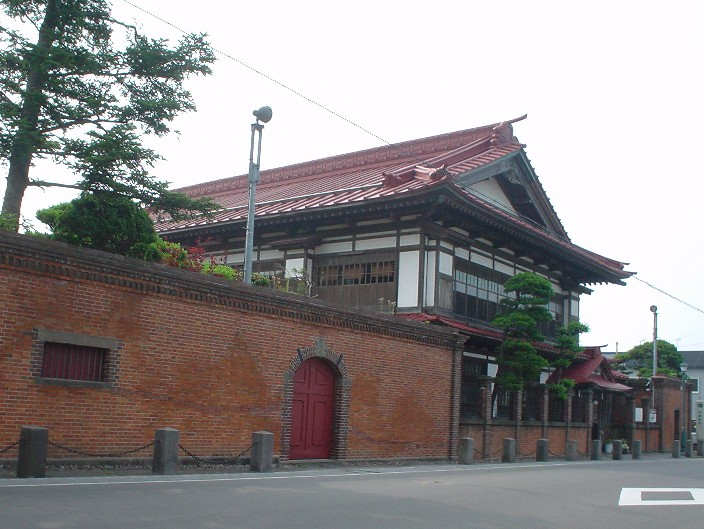
太宰治記念館 「斜陽館」
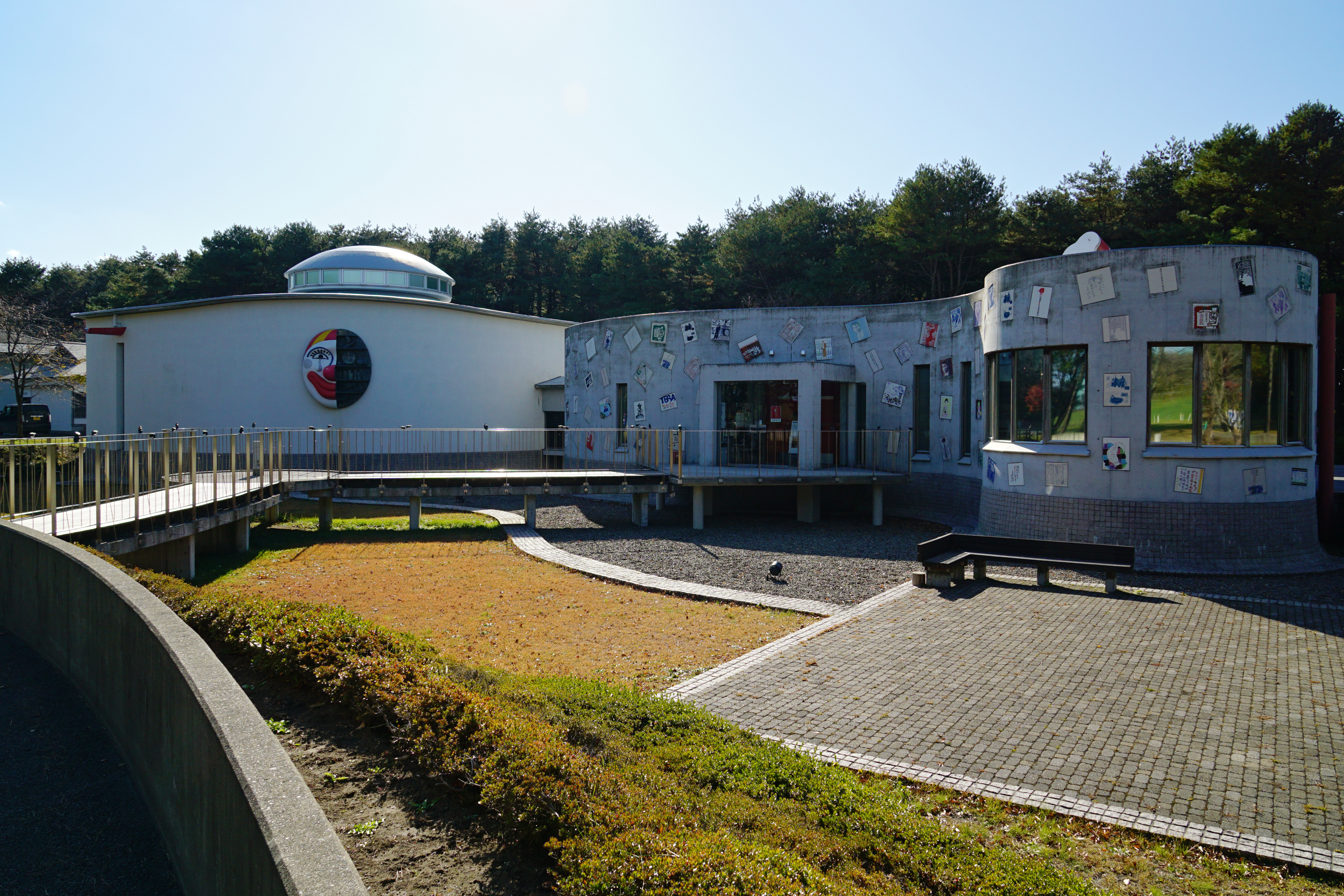
三沢市寺山修司記念館

### 岩手県
- もりおか啄木・賢治青春館（盛岡市）[11]
- 桜地人館（花巻市） - 宮沢賢治、高村光太郎ほか
- 日本現代詩歌文学館（北上市）[12]
- サトウハチロー記念館（北上市）

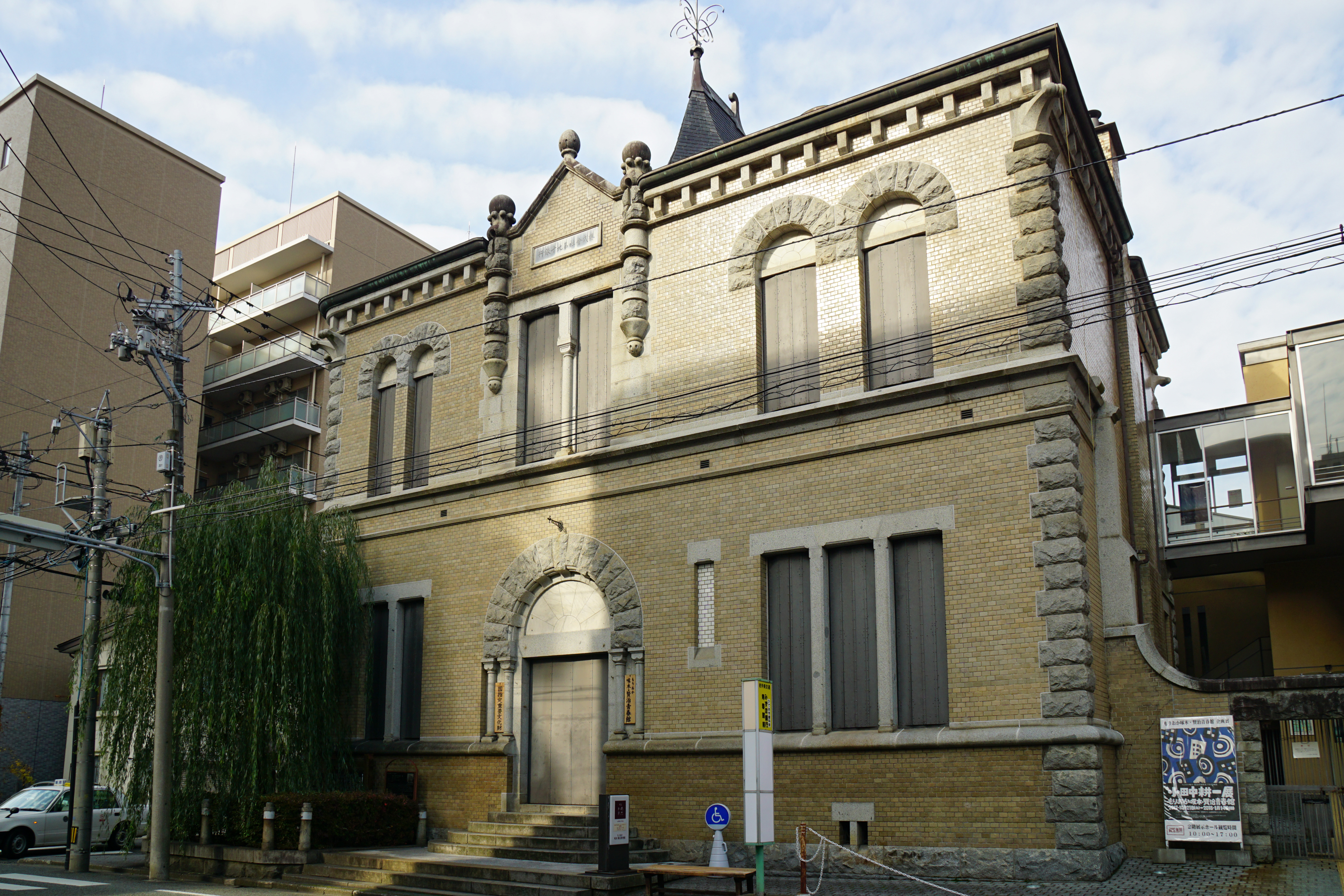
もりおか啄木・賢治青春館
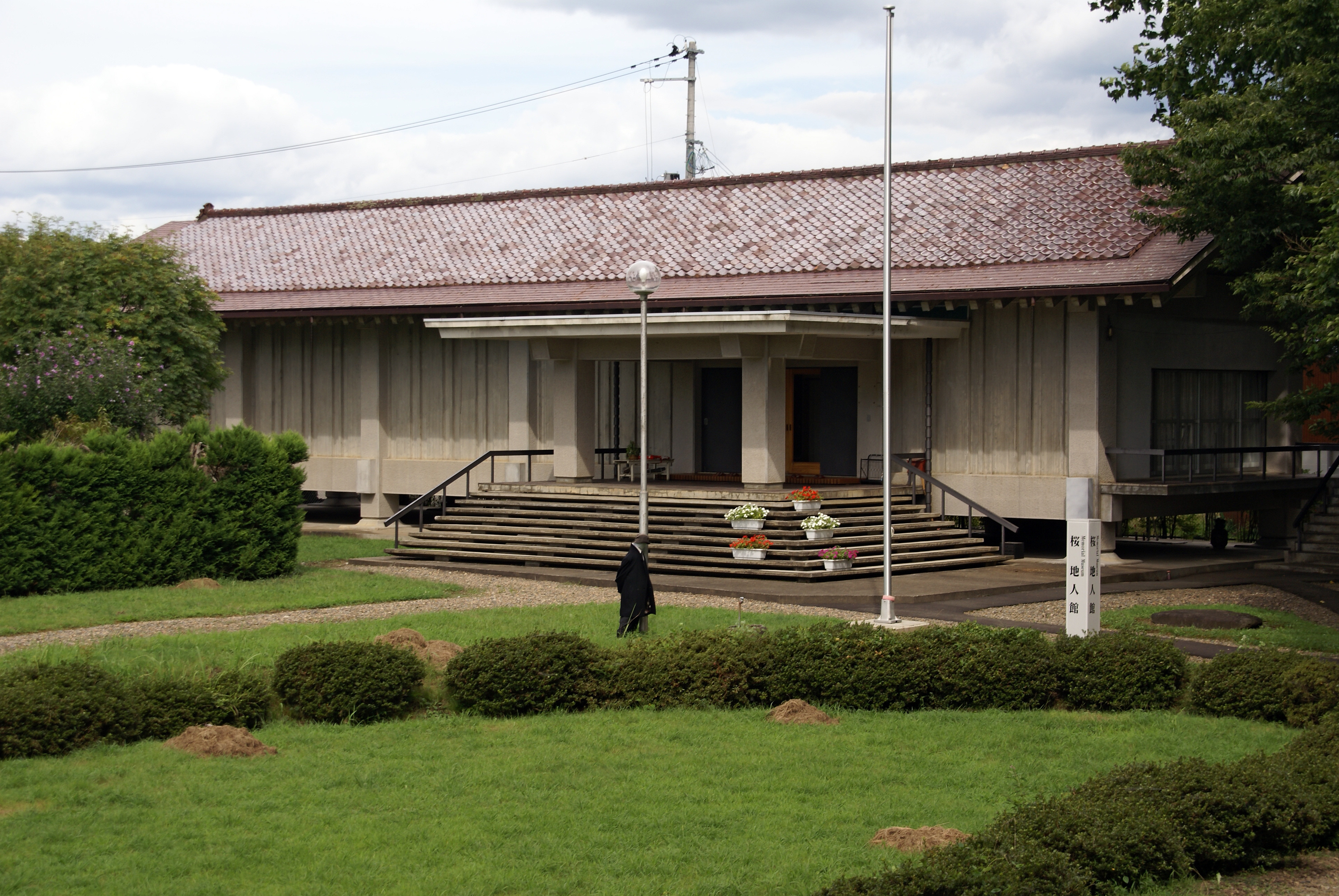
桜地人館
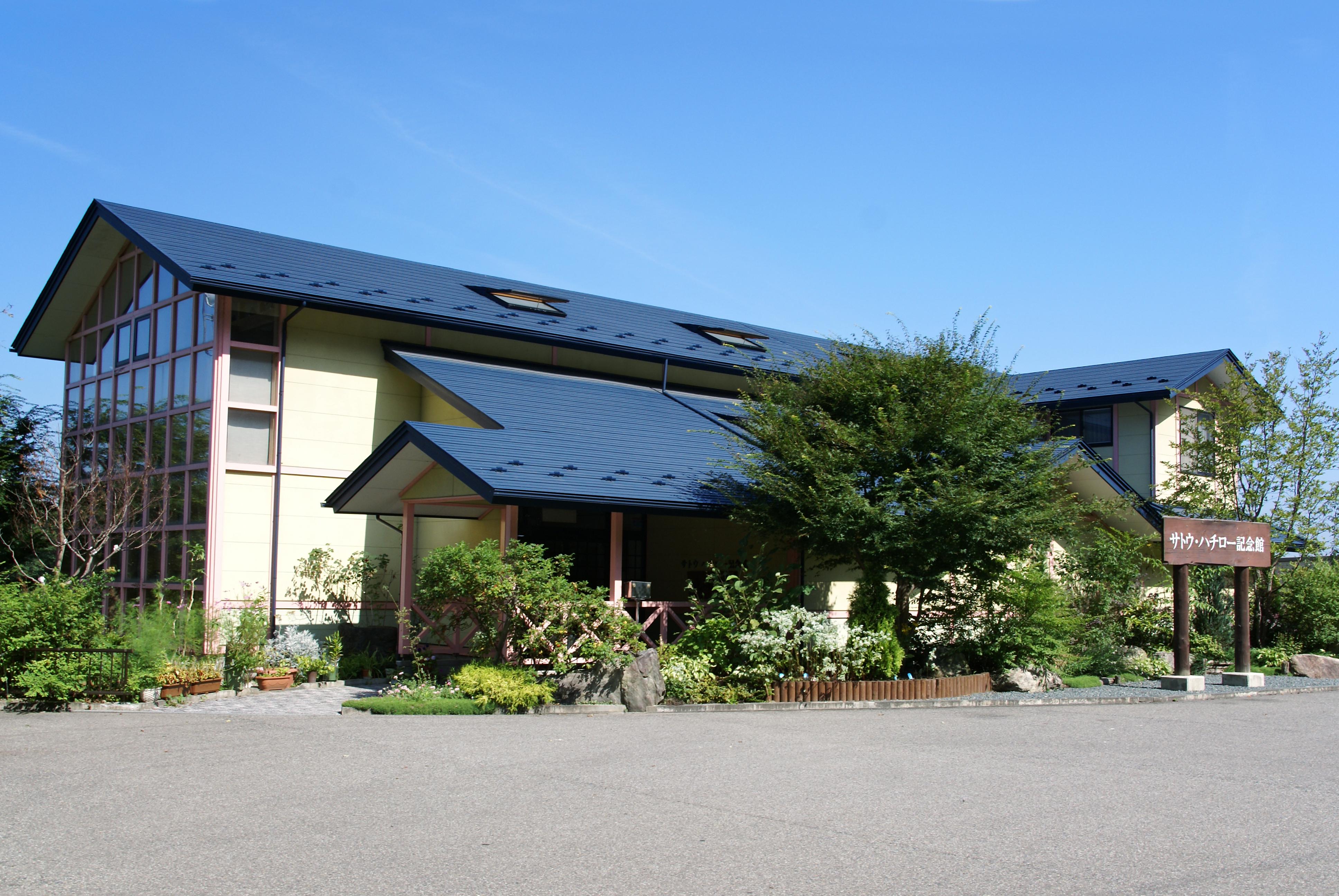
サトウハチロー記念館

### 宮城県
- 仙台文学館（仙台市）[13]
- 晩翠草堂（仙台市）

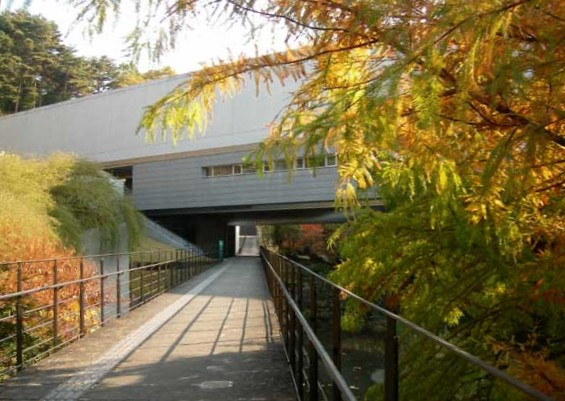
仙台文学館

### 秋田県
- 新潮社記念文学館（仙北市）
- 石坂洋次郎文学記念館 （横手市）[14]

### 山形県
- 山寺芭蕉記念館（山形市）
- 斎藤茂吉記念館（上山市）[15]
- 鶴岡市立藤沢周平記念館（鶴岡市）[16]
- まほろば・童話の里 浜田広介記念館（高畠町）

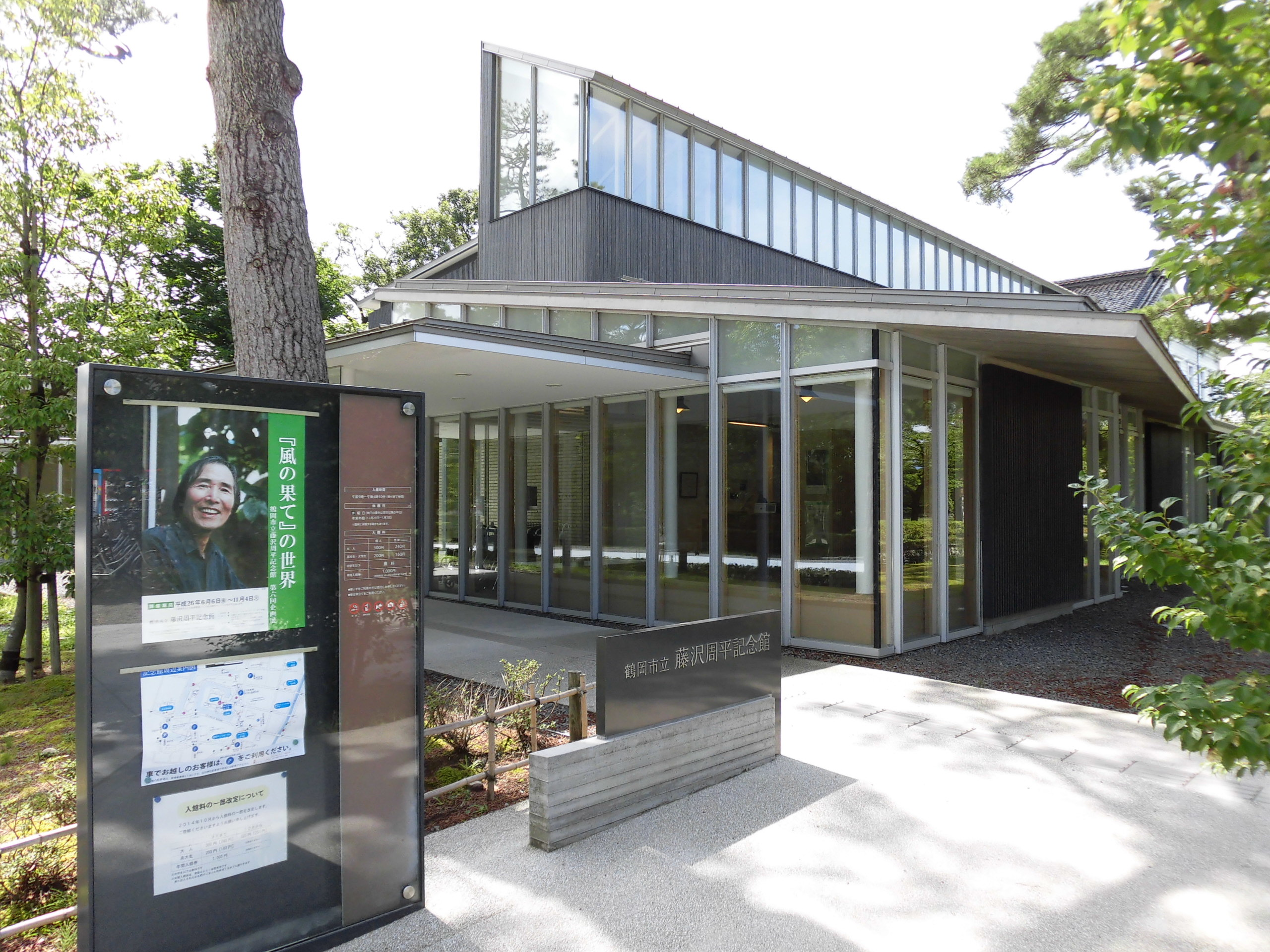
鶴岡市立藤沢周平記念館

### 福島県
- いわき市立草野心平記念文学館（いわき市）[17]
- いわき市勿来関文学歴史館（いわき市）
- こおりやま文学の森資料館（郡山市）[18]
- 中山義秀記念文学館（白河市）

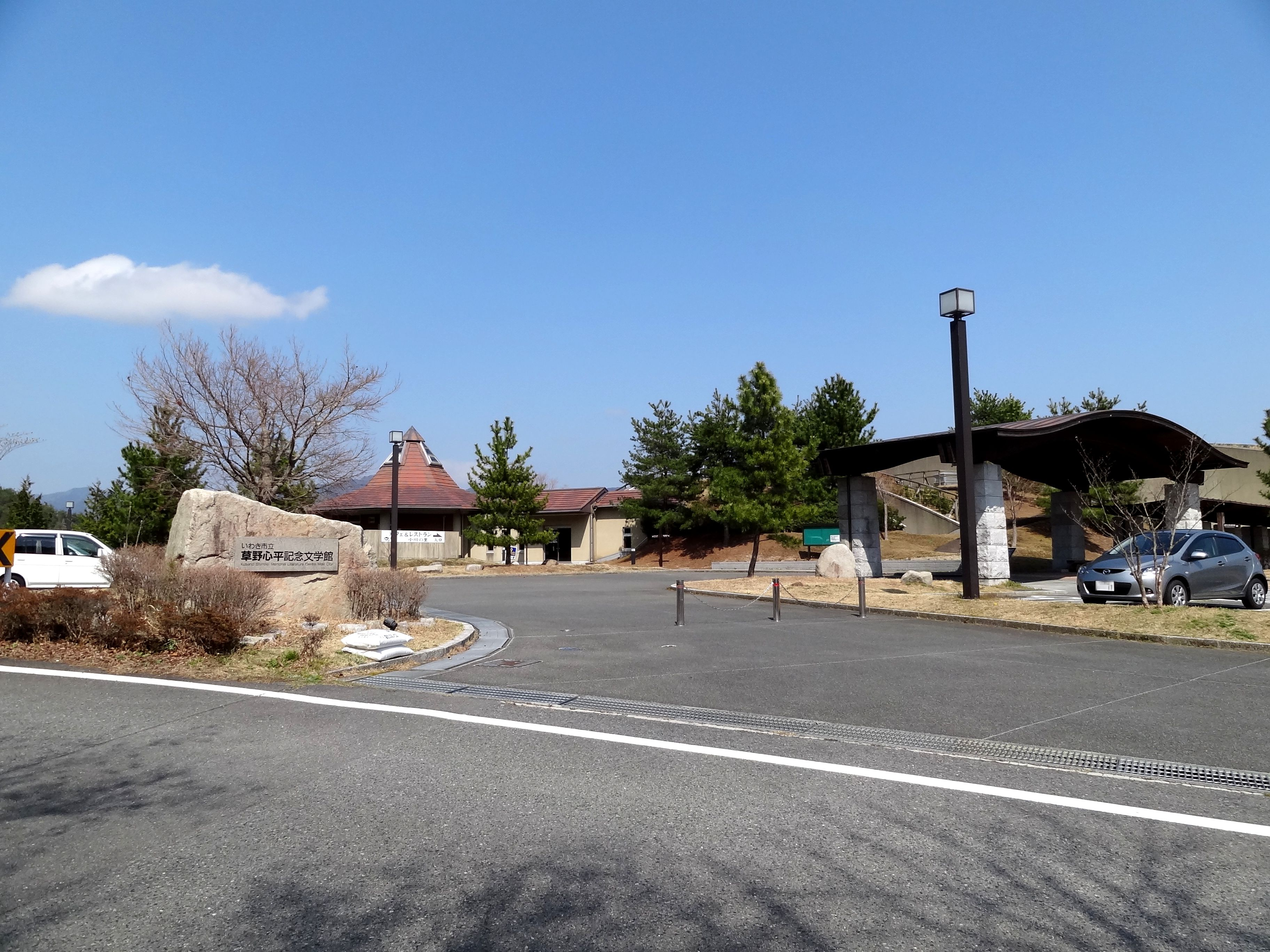
いわき市立草野心平記念文学館

### 茨城県
- 古河文学館（古河市）[19]

### 栃木県
- 栃木市立文学館（栃木市）

### 群馬県
- 前橋文学館（前橋市）[20]
- 群馬県立土屋文明記念文学館（高崎市）[21]
- 現代詩資料館 榛名まほろば（北群馬郡榛東村）[22]
- 童謡ふるさと館（みどり市）

### 埼玉県
- さいたま文学館（桶川市）[23]

### 千葉県
- 日本近代文学館成田分館（成田市）
- 白樺文学館（我孫子市）
- 市川市文学ミュージアム（市川市）[24]

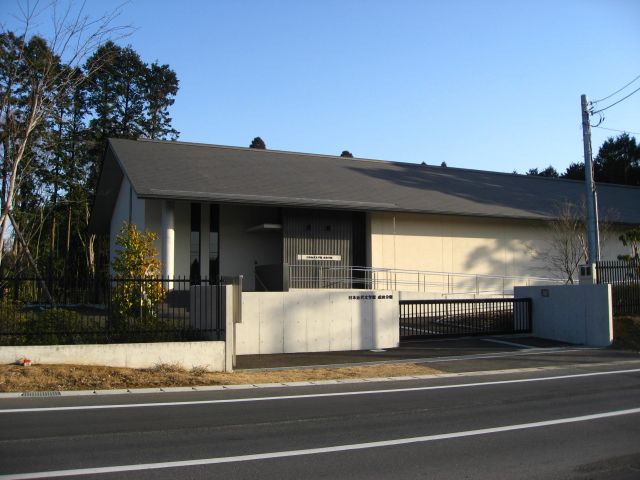
日本近代文学館成田分館

### 東京都
- 世田谷文学館（世田谷区）
- 日本近代文学館（目黒区）[25]
- 田端文士村記念館（北区）[26]
- 町田市民文学館ことばらんど（町田市）
- 東洋文庫ミュージアム（文京区）
- ミステリー文学資料館（豊島区）[27]
- 文京ふるさと歴史館（文京区）
- 白根記念渋谷区郷土博物館・文学館（渋谷区）[28]
- 江戸東京博物館（墨田区）
- 俳句文学館（新宿区）[29]
- 国立公文書館（千代田区）
- 学習院大学史料館（豊島区）
- 新宿歴史博物館（新宿区）
- 江戸川区角野栄子児童文学館（江戸川区）
- 早稲田大学坪内博士記念演劇博物館（新宿区）
- 早稲田大学国際文学館（新宿区）

### 神奈川県
- 神奈川近代文学館（横浜市）[30]
- 大佛次郎記念館（横浜市）[31]
- 鎌倉文学館（鎌倉市）[32]
- 小田原文学館（小田原市）[33]

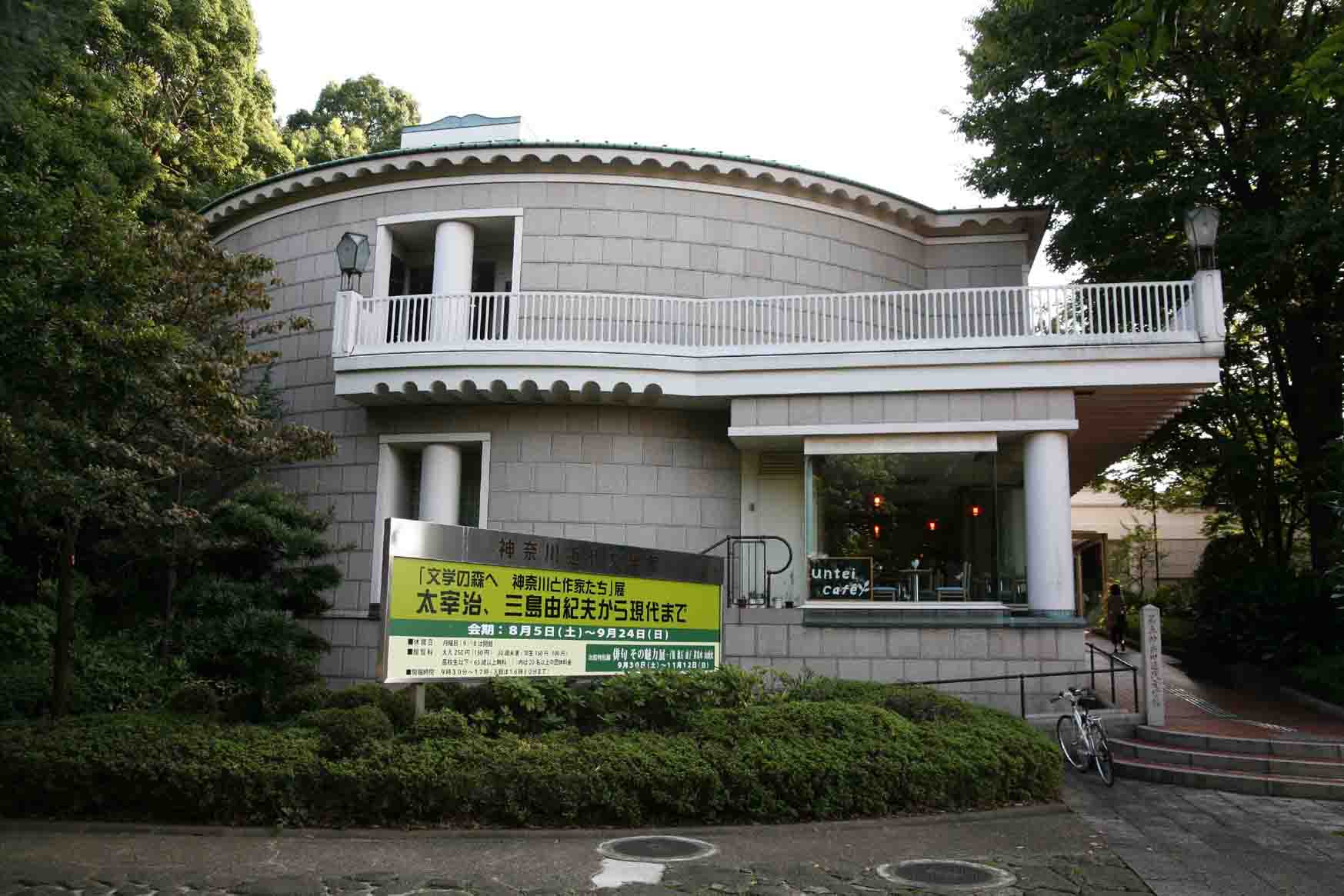
神奈川近代文学館

### 新潟県
- 佐渡歴史伝説館（佐渡市）

### 富山県
- 高志の国文学館（富山市）[34]
- 隠し文学館 花ざかりの森（富山市） - 三島由紀夫
- 射水市大島絵本館（射水市）
- 高岡市万葉歴史館（高岡市）

### 石川県
- 石川近代文学館（金沢市）
- 泉鏡花記念館（金沢市）[35]
- 徳田秋聲記念館（金沢市）[36]
- 室生犀星記念館（金沢市）[37]
- 石川県西田幾多郎記念哲学館（かほく市）

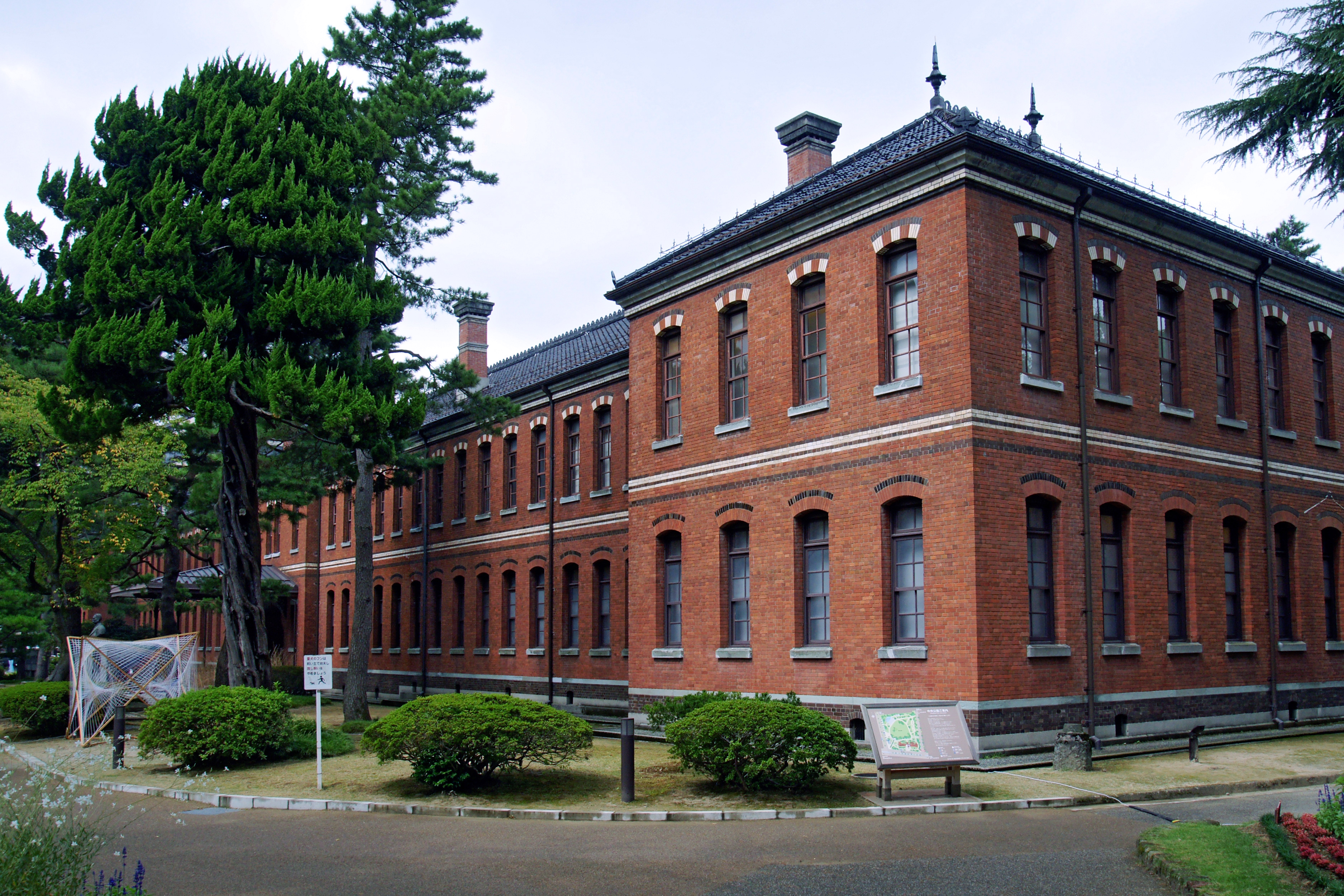
石川近代文学館

### 福井県
- 福井県ふるさと文学館（福井市）[38]
- 福井市橘曙覧記念文学館（福井市）[39]
- 山川登美子記念館（小浜市）
- 若州一滴文庫（おおい町） - 水上勉ほか

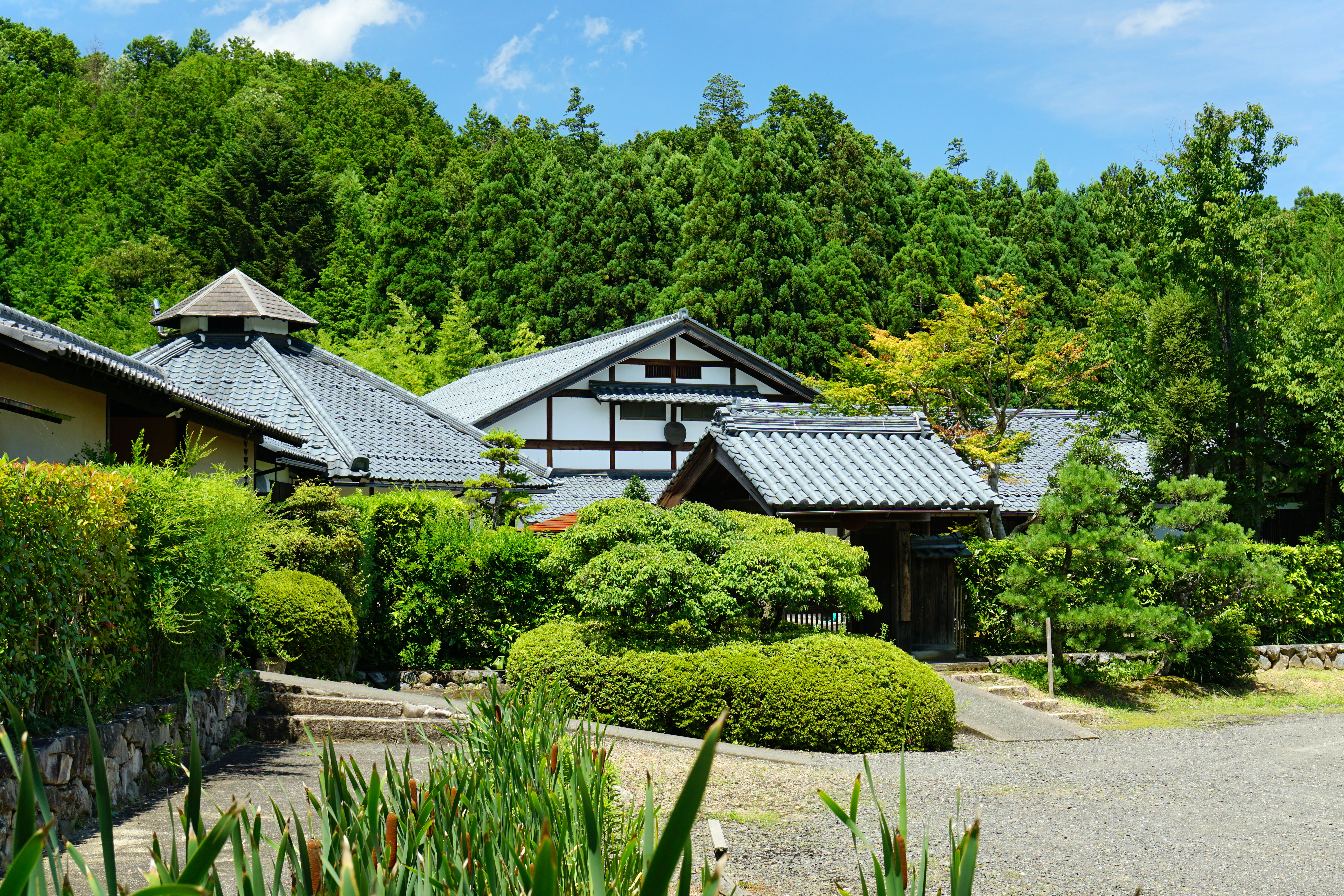
若州一滴文庫

### 山梨県
- 山梨県立文学館（甲府市貢川「芸術の森公園」）[40]
- えほん村（北杜市小淵沢町）

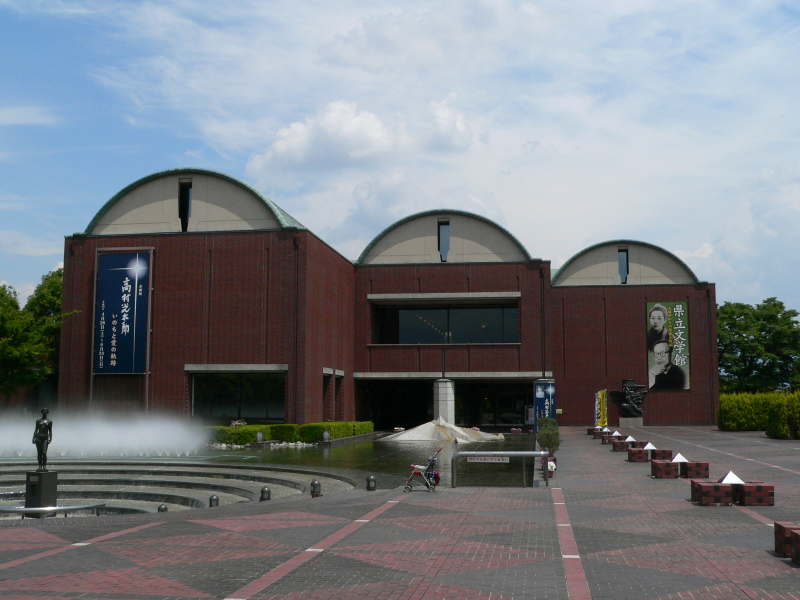
山梨県立文学館

### 長野県
- 小諸市立藤村記念館（小諸市）
- 塩尻短歌館（塩尻市）
- 古田晁記念館（塩尻市）
- 臼井吉見文学館（安曇野市）
- 軽井沢高原文庫（軽井沢町）[41] - 堀辰雄・有島武郎・立原道造
- 黒姫童話館（信濃町）[42] - ミヒャエル・エンデ・松谷みよ子
- 一茶ゆかりの里 一茶館（長野県高山村）
- 富士見町高原のミュージアム - 富士見町コミュニティプラザ内（富士見町）
- 赤彦記念館 - 諏訪湖博物館内（下諏訪町）
- 八ヶ嶽岳麓文芸館 - 八ヶ岳総合博物館内（茅野市）

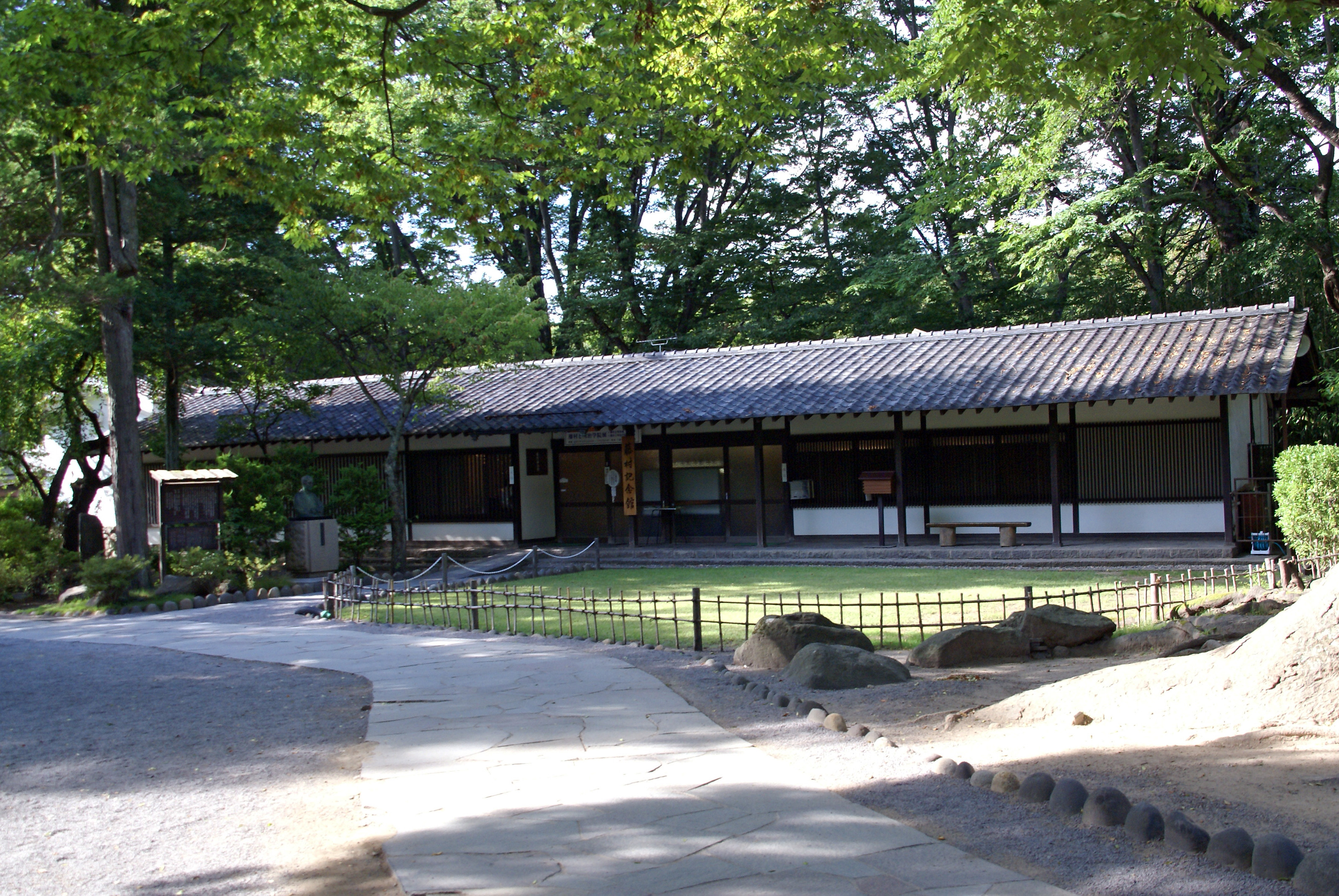
藤村記念館
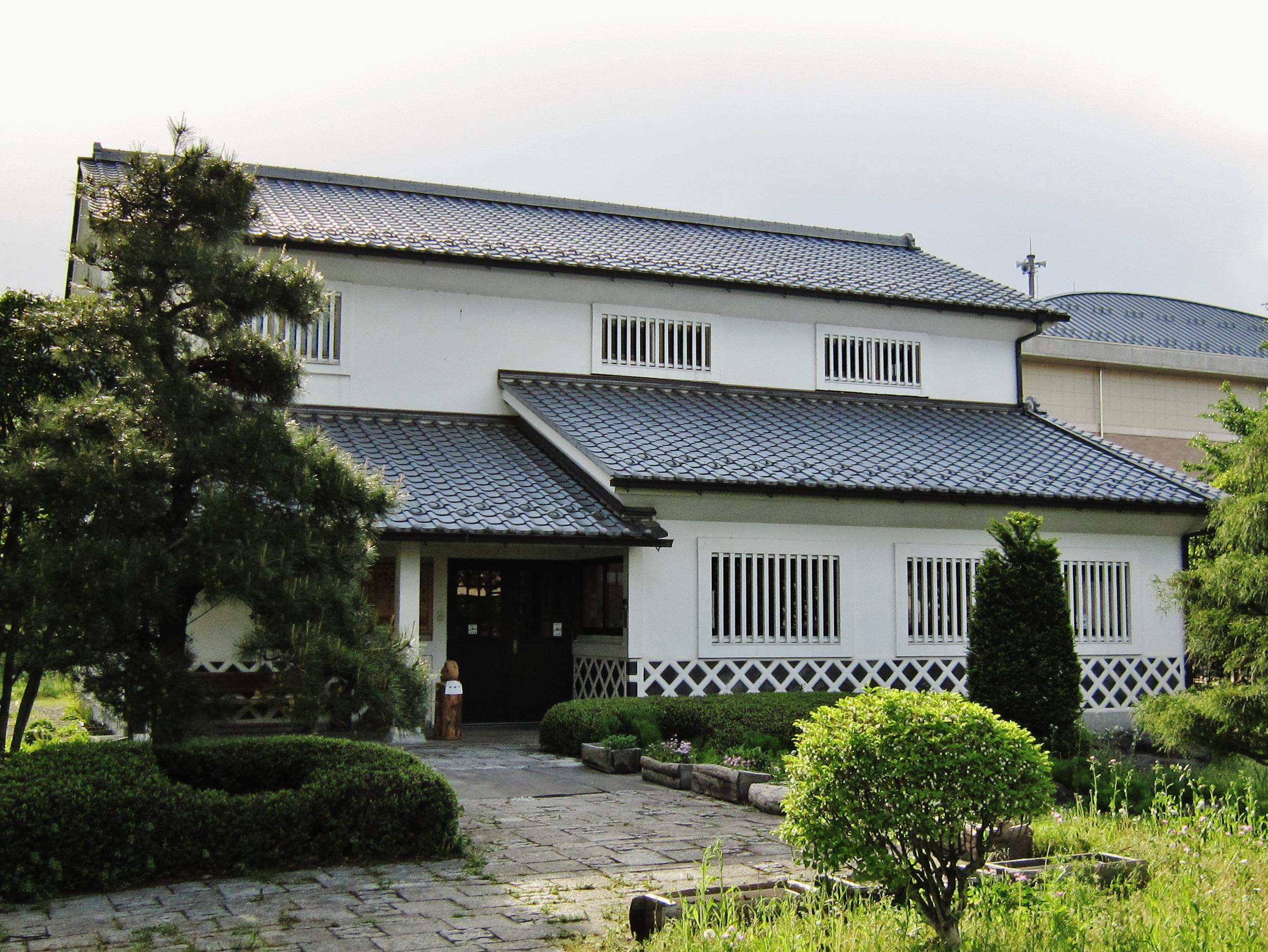
臼井吉見文学館
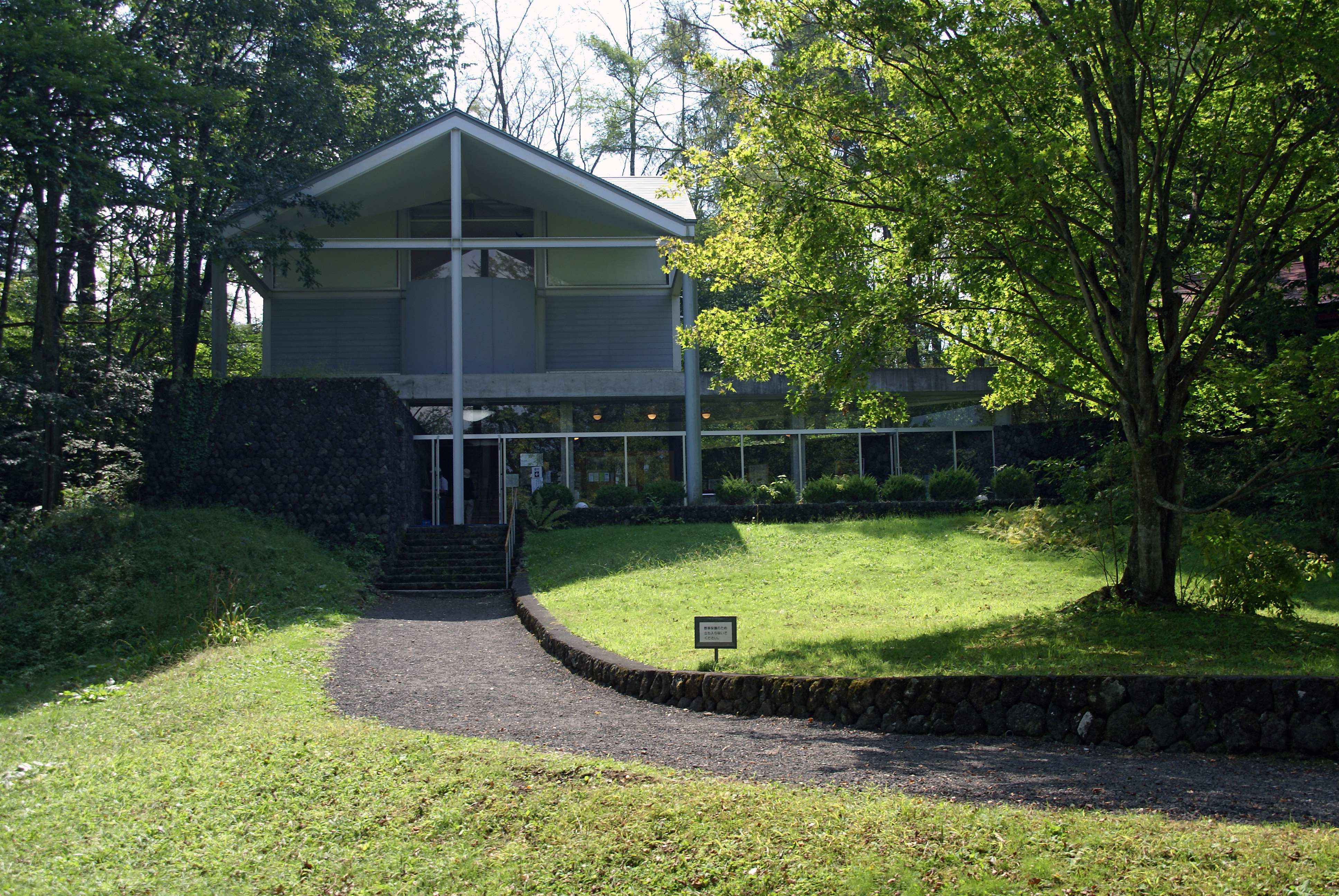
軽井沢高原文庫
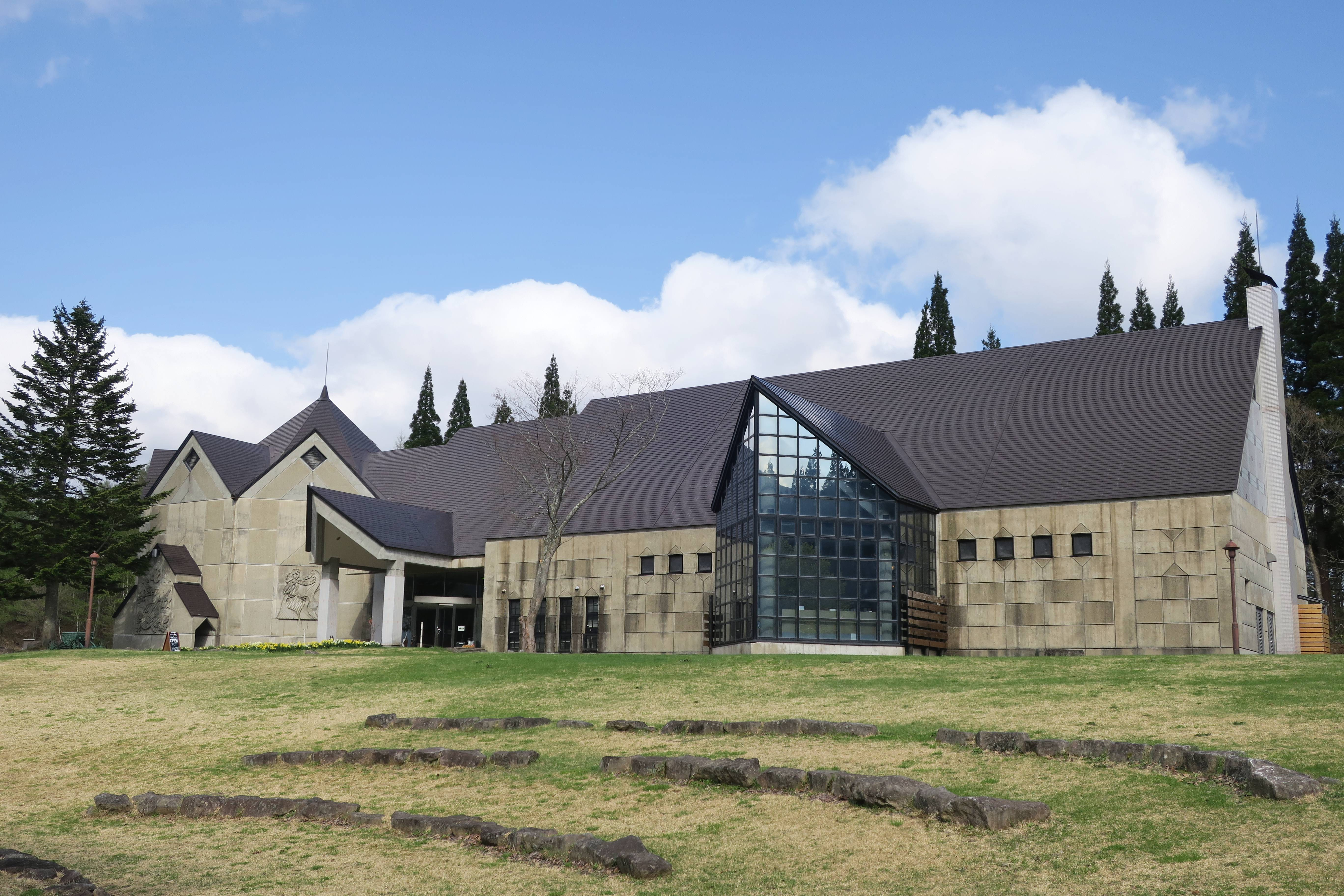
黒姫童話館
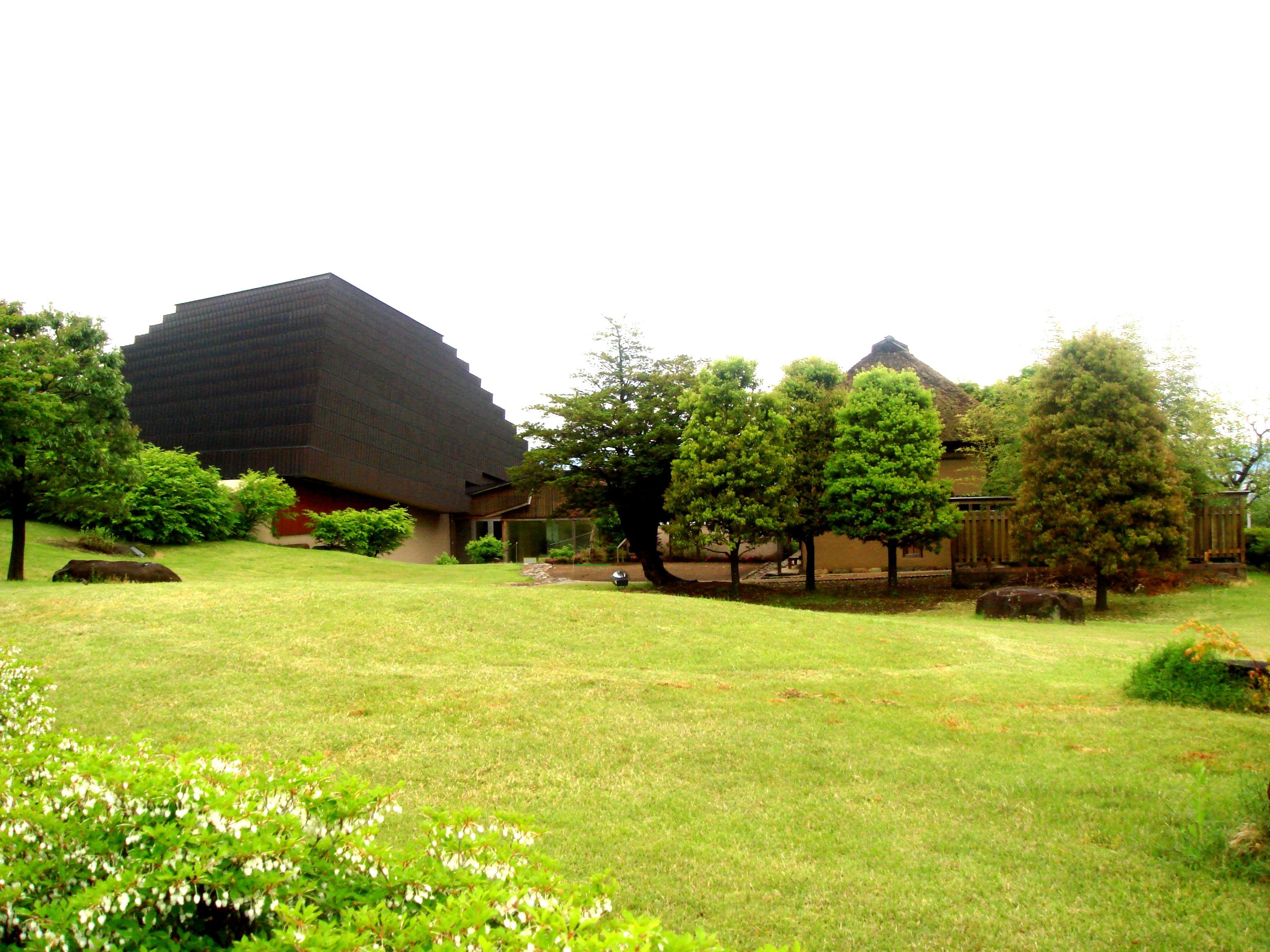
一茶館

### 岐阜県
- 藤村記念館（中津川市）[43]
- 日本現代紙碑文学館（海津町）

### 静岡県
- 浜松文芸館（浜松市）
- 大岡信ことば館（三島市）
- 長泉町井上靖文学館（長泉町）
- 焼津小泉八雲記念館（焼津市）
- 伊豆近代文学博物館（伊豆市）[44]

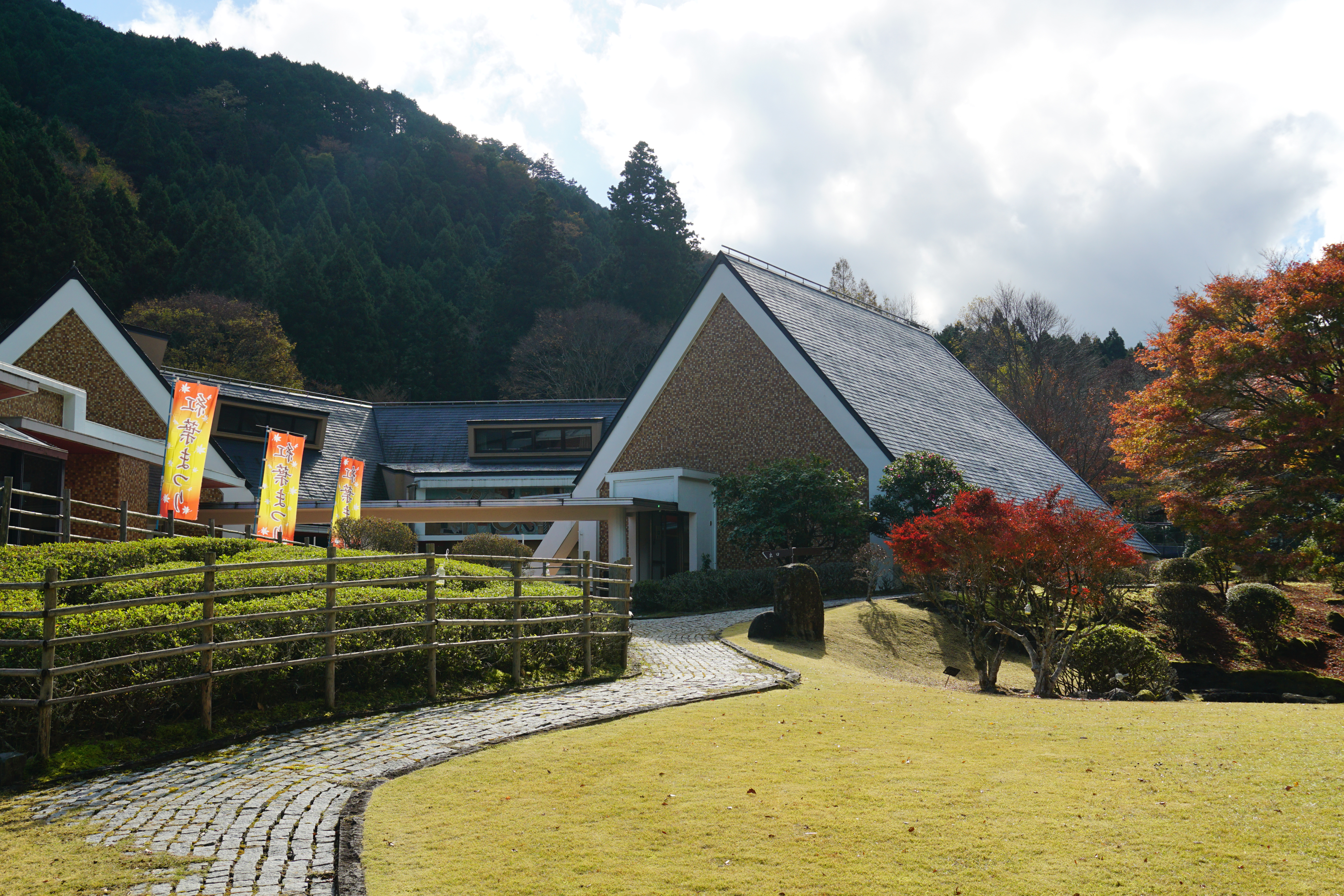
伊豆近代文学博物館

### 愛知県
- 海辺の文学記念館（蒲郡市）
- 新美南吉記念館（半田市）

### 三重県
- 江戸川乱歩館（鳥羽市）[45]
- 本居宣長記念館（松阪市）

### 京都府
- 与謝野町立江山文庫（与謝野町）[46]
- 宇治市源氏物語ミュージアム（宇治市）[47]
- 時雨殿（京都市） - 小倉百人一首

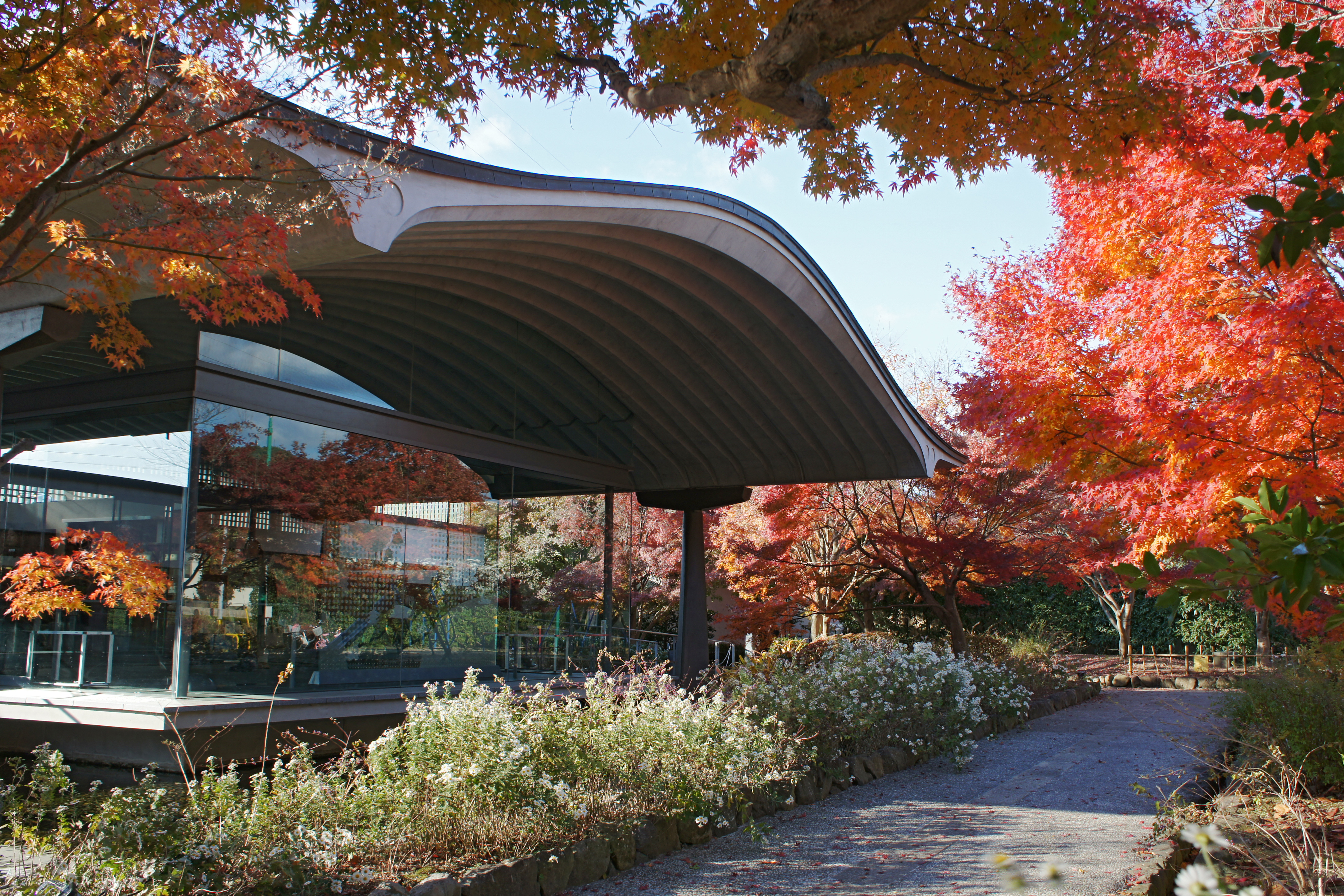
宇治市源氏物語ミュージアム
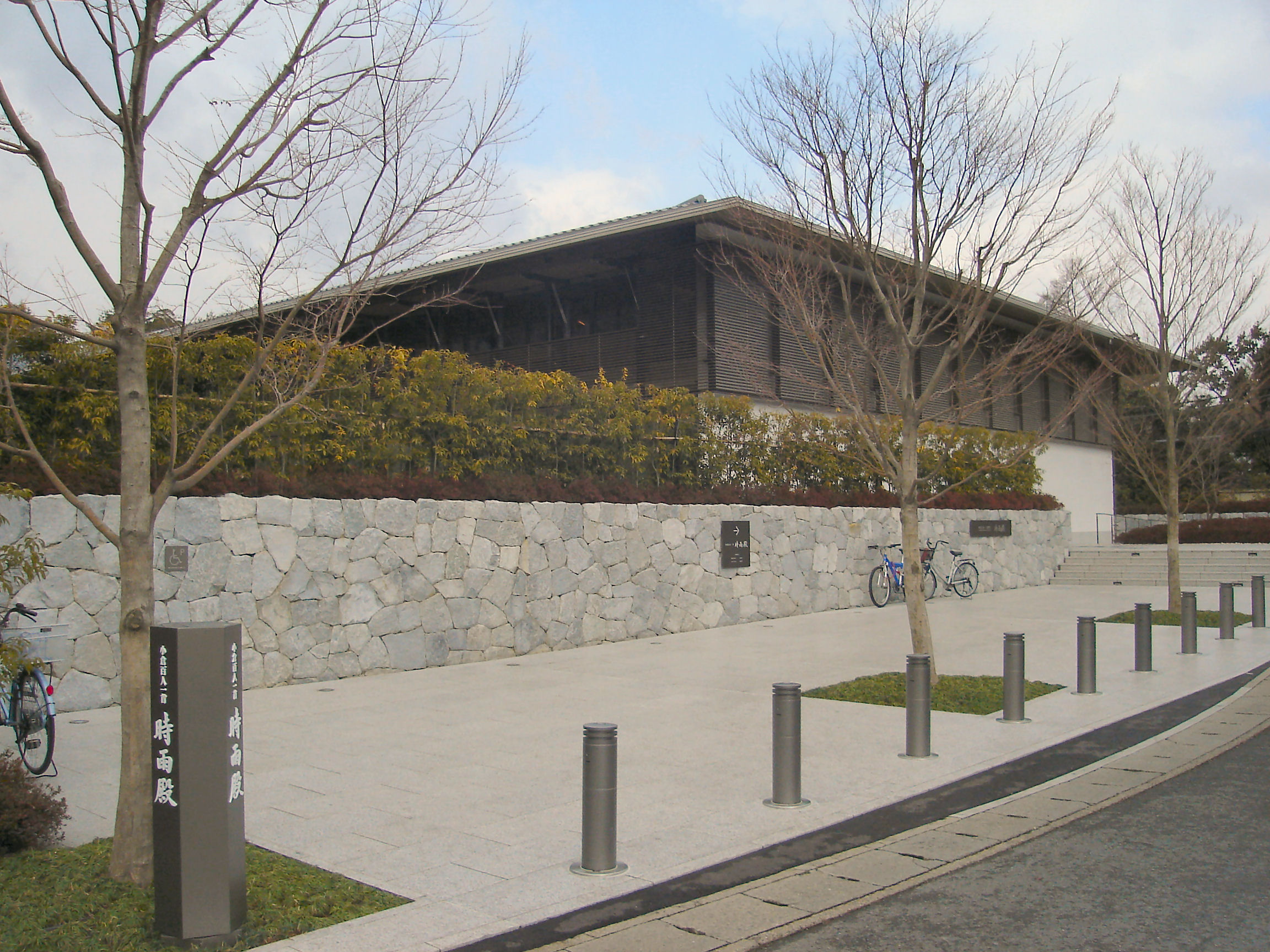
時雨殿

### 大阪府
- 大阪府立国際児童文学館（吹田市）
- 茨木市立川端康成文学館（茨木市）[48]
- 富士正晴記念館（茨木市）
- 司馬遼太郎記念館（東大阪市）[49]

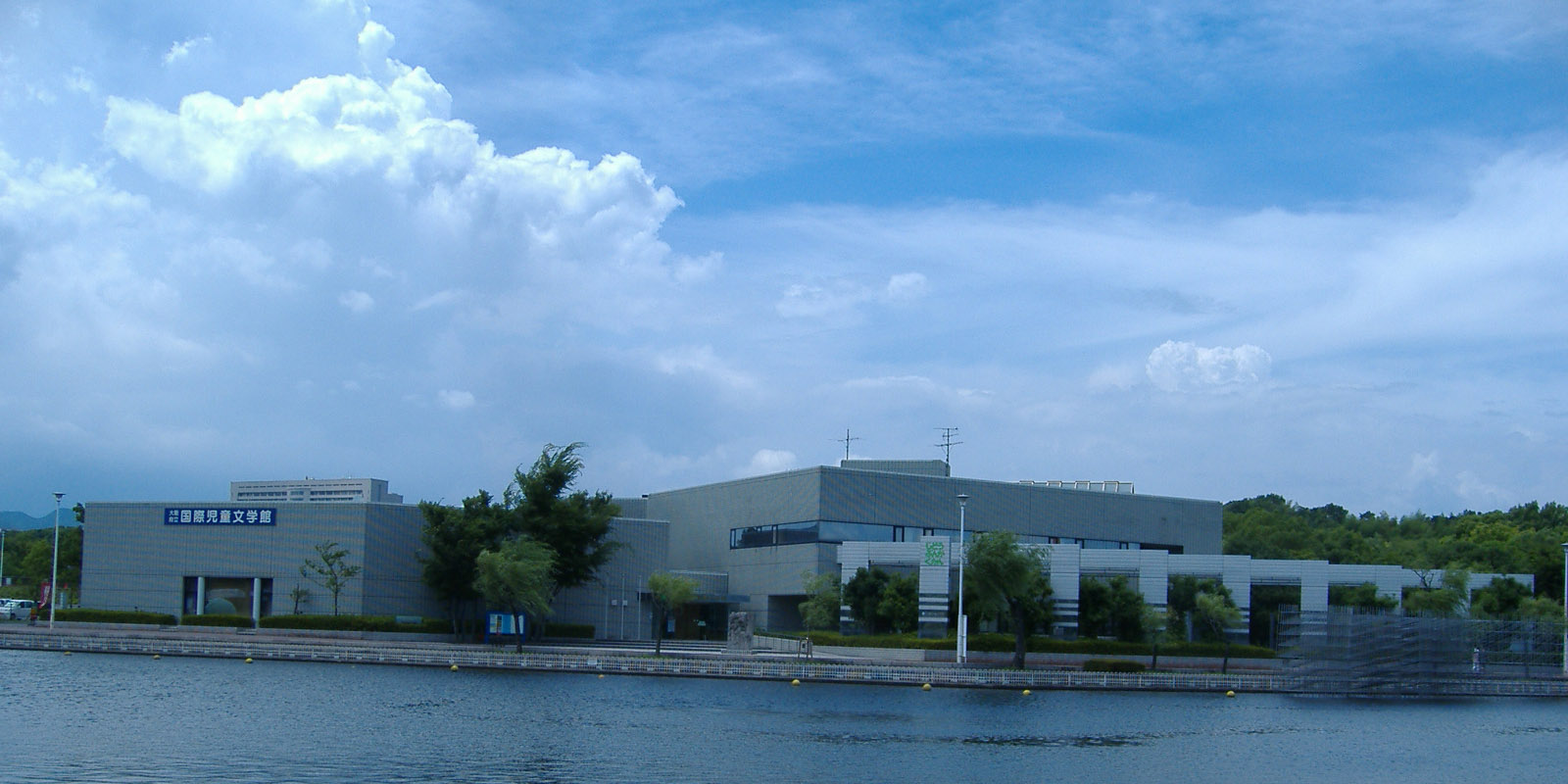
大阪府立国際児童文学館

### 兵庫県
- 城崎町文芸館（豊岡市） - 志賀直哉と白樺派ほか
- 神戸文学館（神戸市） - 竹中郁・横溝正史・谷崎潤一郎・稲垣足穂をはじめ41名
- 姫路文学館（姫路市）[50] - 司馬遼太郎・和辻哲郎・椎名麟三・辻善之助ほか
- 以命亭（新温泉町） - 前田純孝・森周一郎（森梅園）ほか
- 霞城館（たつの市） - 三木露風・三木清・内海信之
- 芦屋市谷崎潤一郎記念館（芦屋市）[51]
- 虚子記念文学館（芦屋市）- 高浜虚子ほか
- 富田砕花旧居（芦屋市）- 富田砕花・谷崎潤一郎ほか
- 福崎町柳田國男・松岡家記念館（福崎町）[52]
- 山田風太郎記念館（養父市）

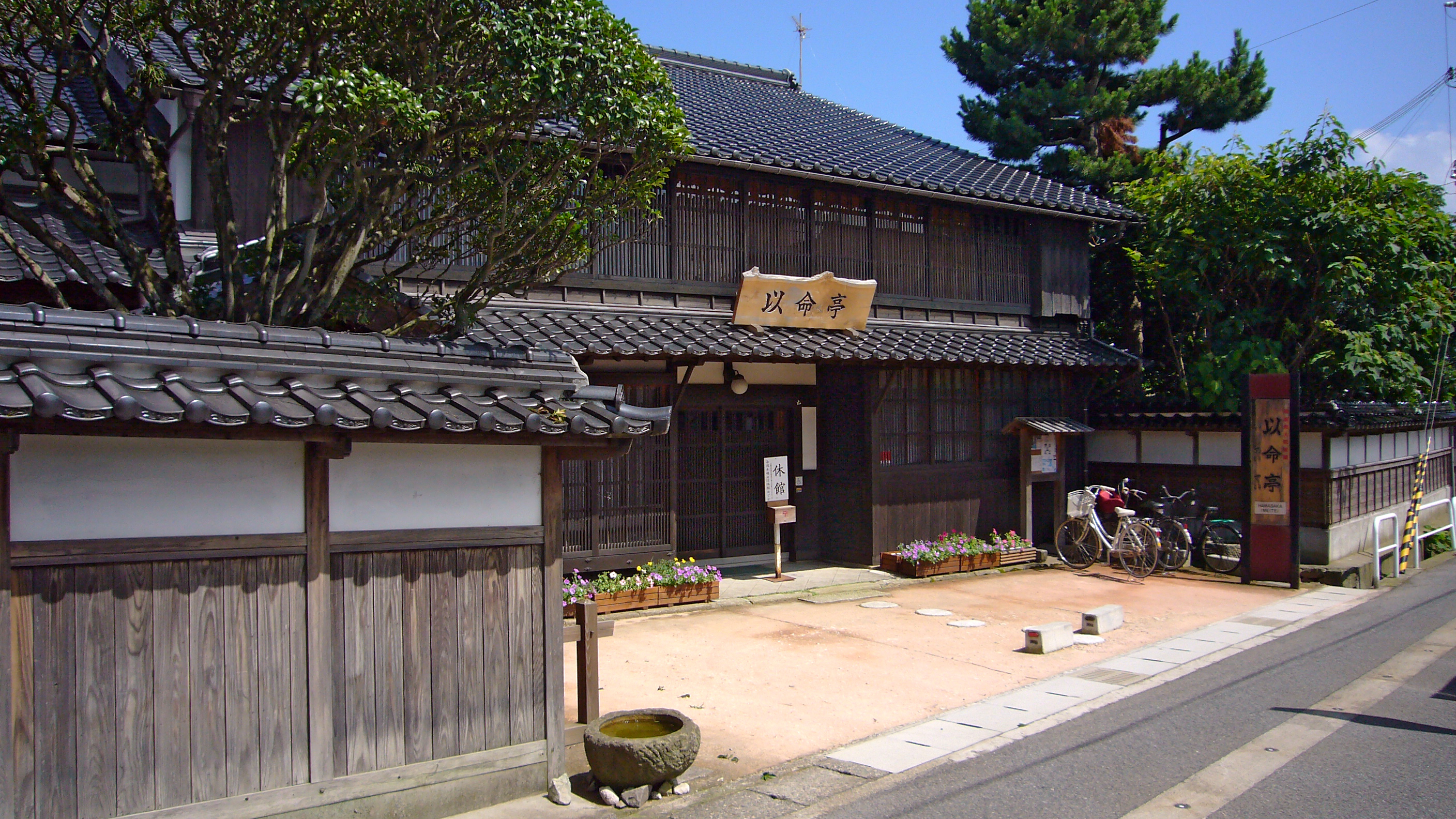
以命亭
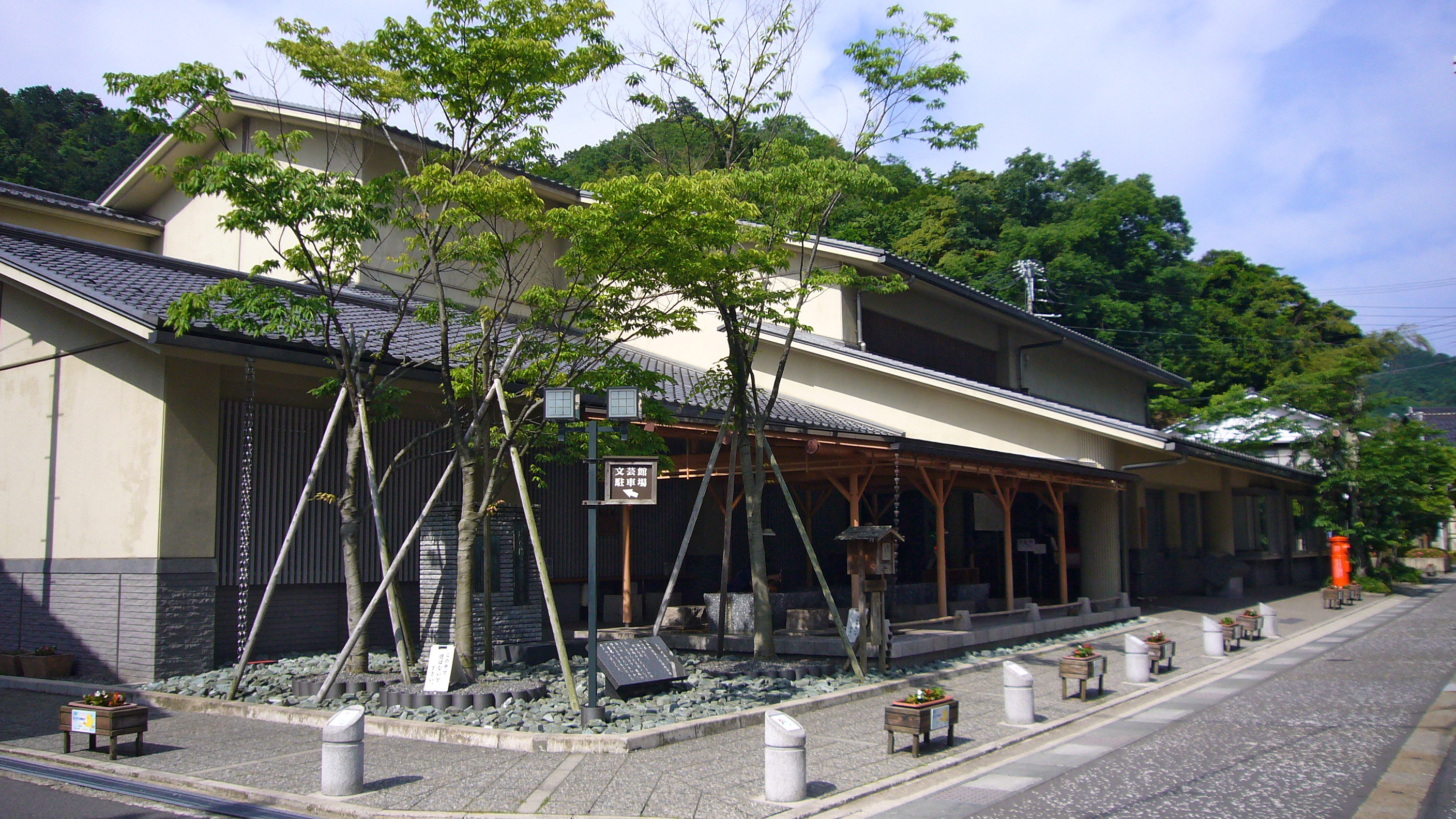
城崎町文芸館
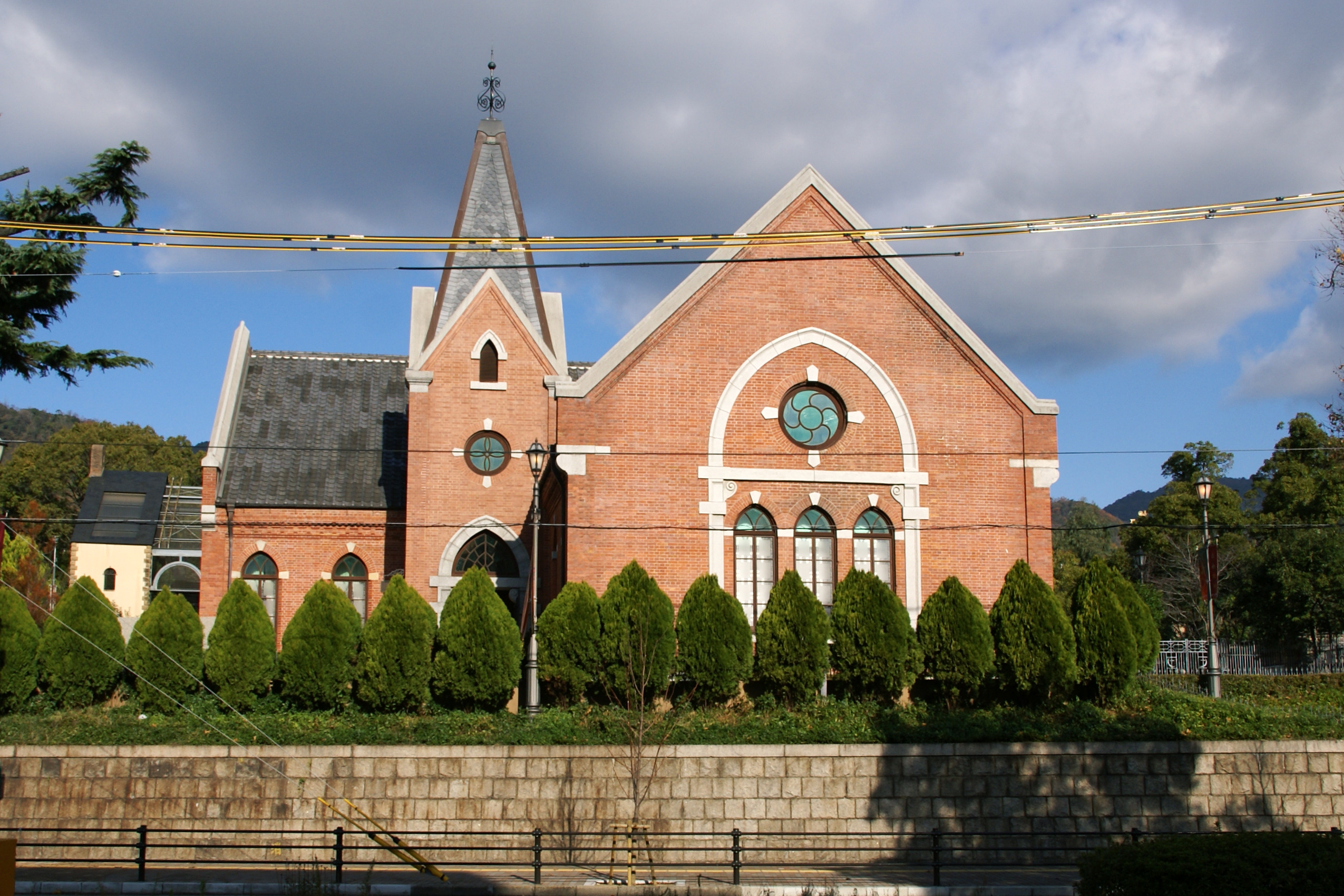
神戸文学館
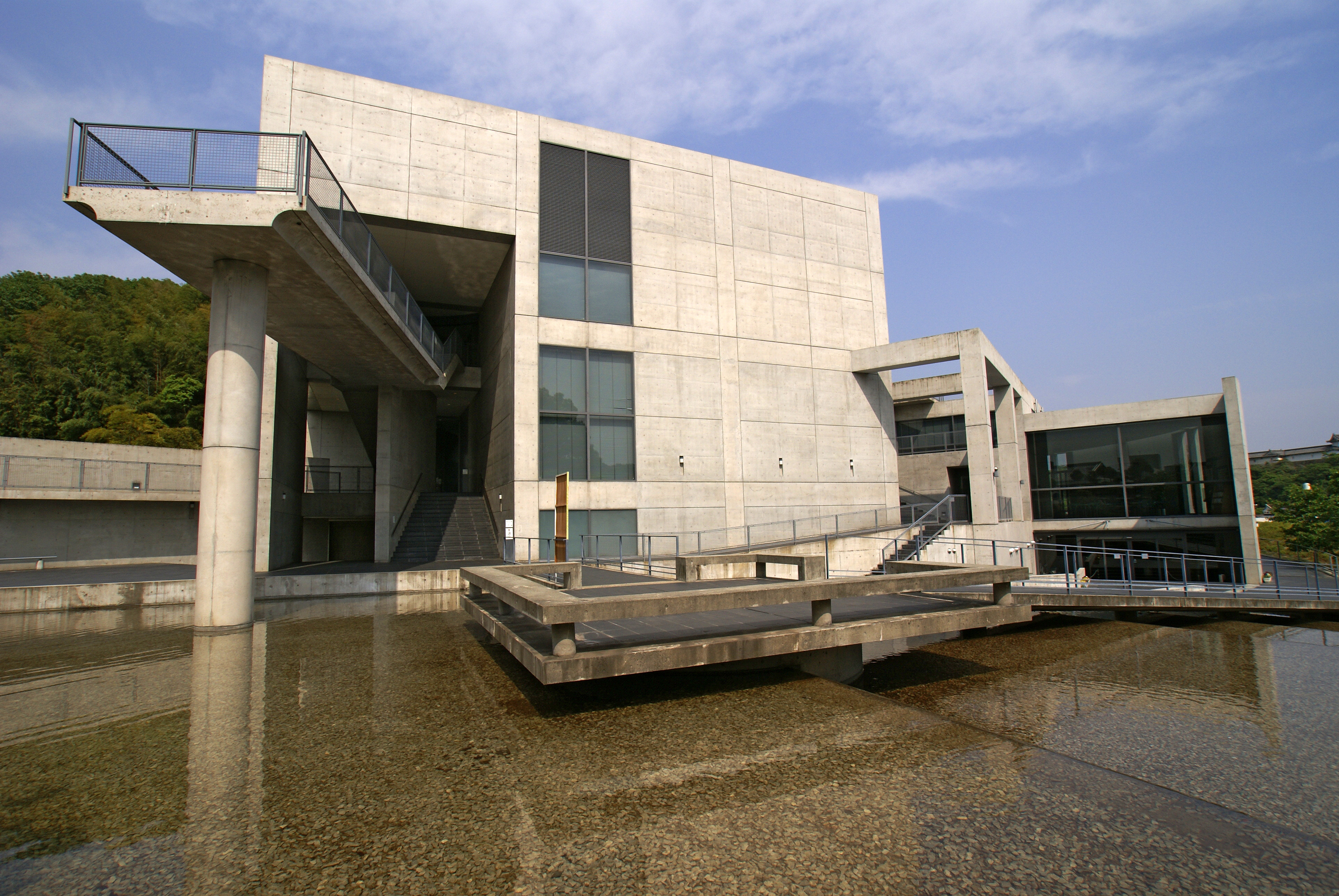
姫路文学館
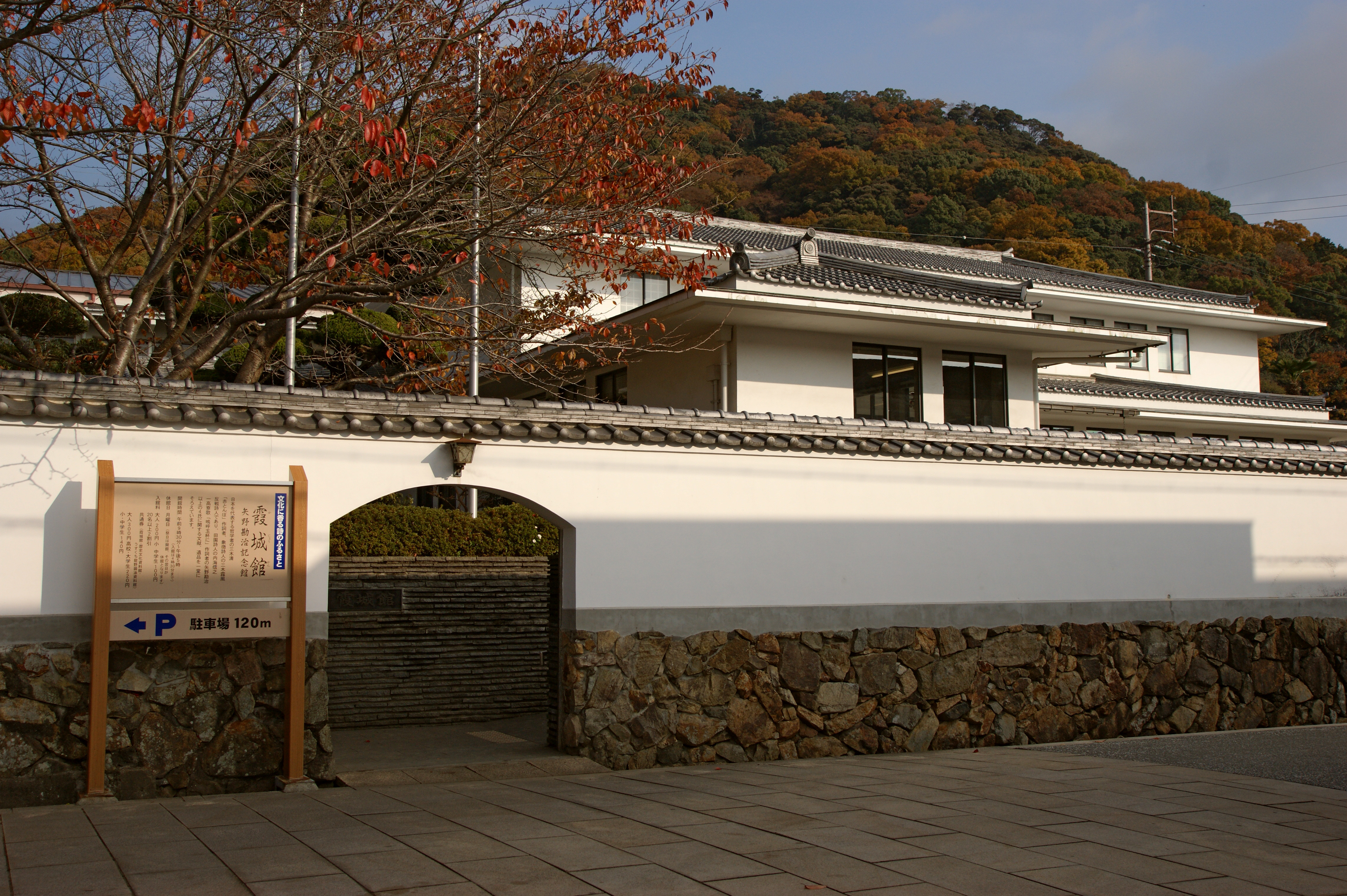
霞城館

### 奈良県
- 奈良県立万葉文化館（奈良市）[53]
- 志賀直哉旧居（奈良市）

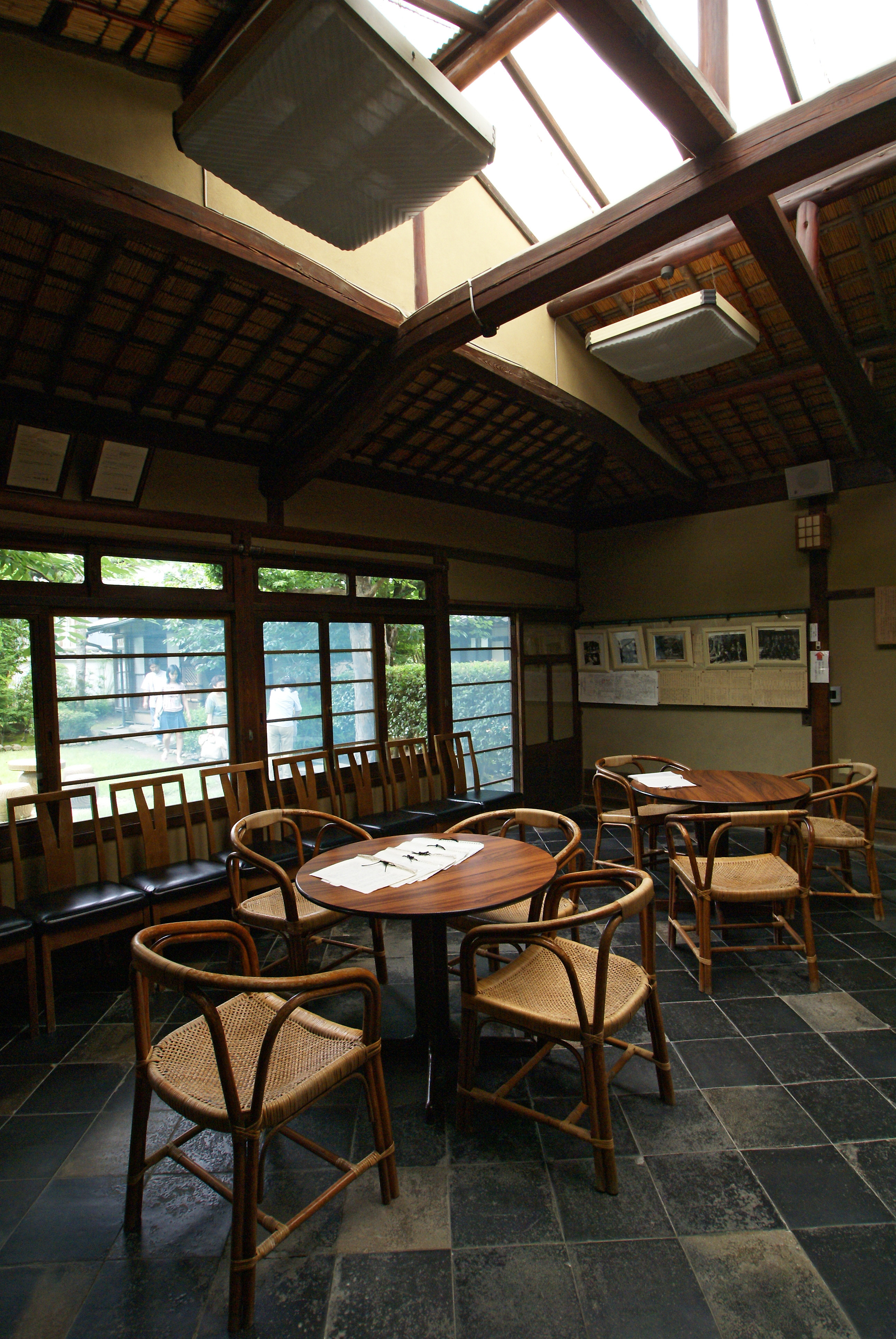
志賀直哉旧居

### 和歌山県
- 佐藤春夫記念館（新宮市）[54]
- 西村記念館（新宮市）
- 南方熊楠記念館（白浜町）

### 島根県
- 小泉八雲旧居・小泉八雲記念館（松江市）

### 岡山県
- 吉備路文学館（岡山市）[55]

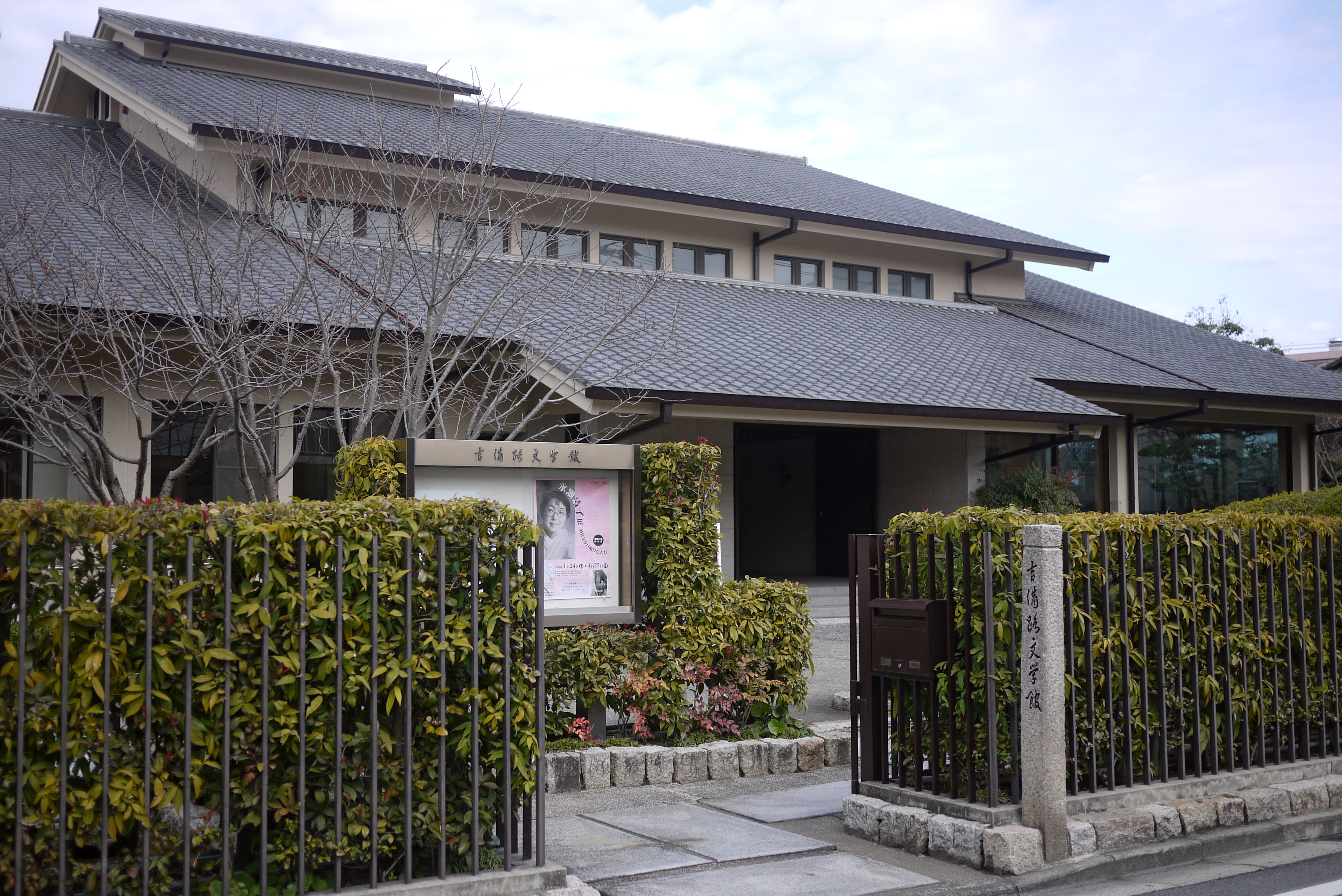
吉備路文学館

### 広島県
- ふくやま文学館（福山市）[56] - 井伏鱒二ほか
- おのみち文学の館（尾道市）

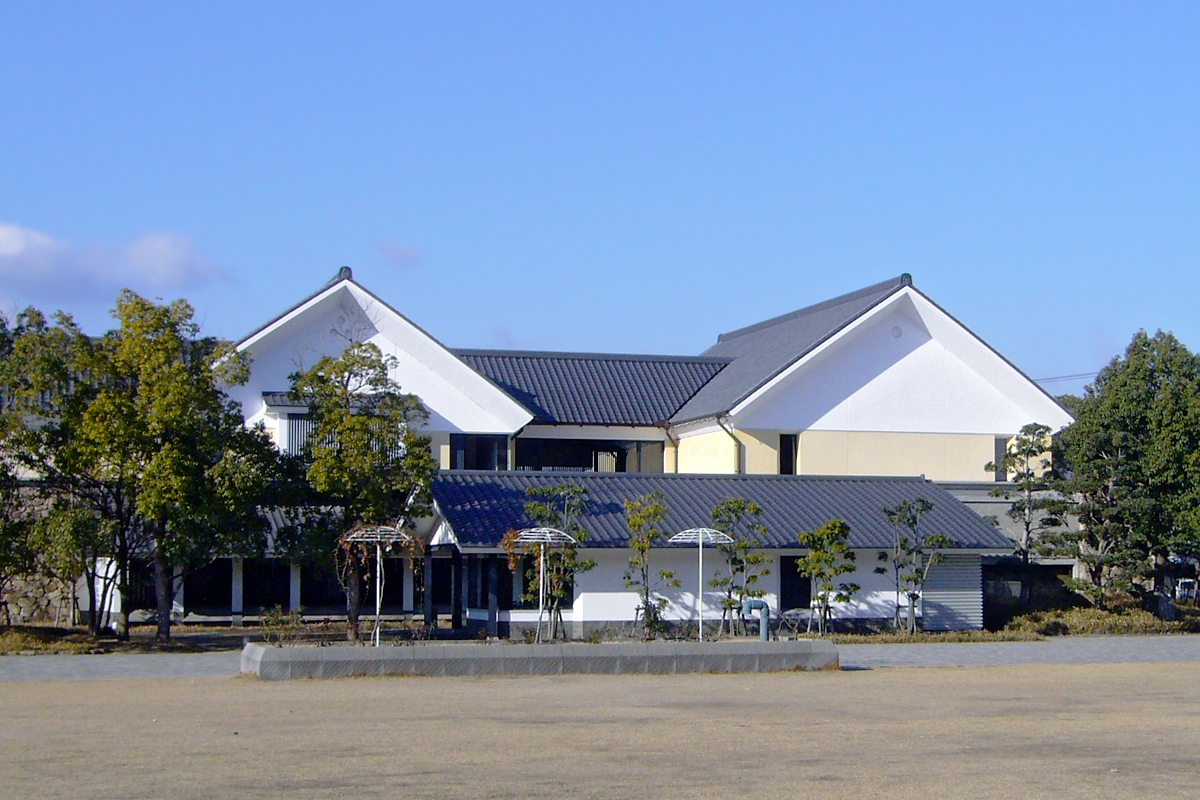
ふくやま文学館

### 山口県
- 中原中也記念館（山口市）[57]
- 金子みすゞ記念館（長門市）[58]

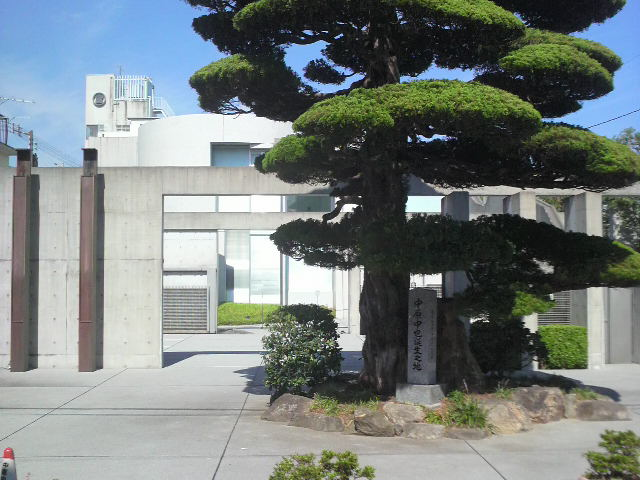
中原中也記念館

### 徳島県
- 徳島県立文学書道館（徳島市）[59] - 瀬戸内寂聴記念室など

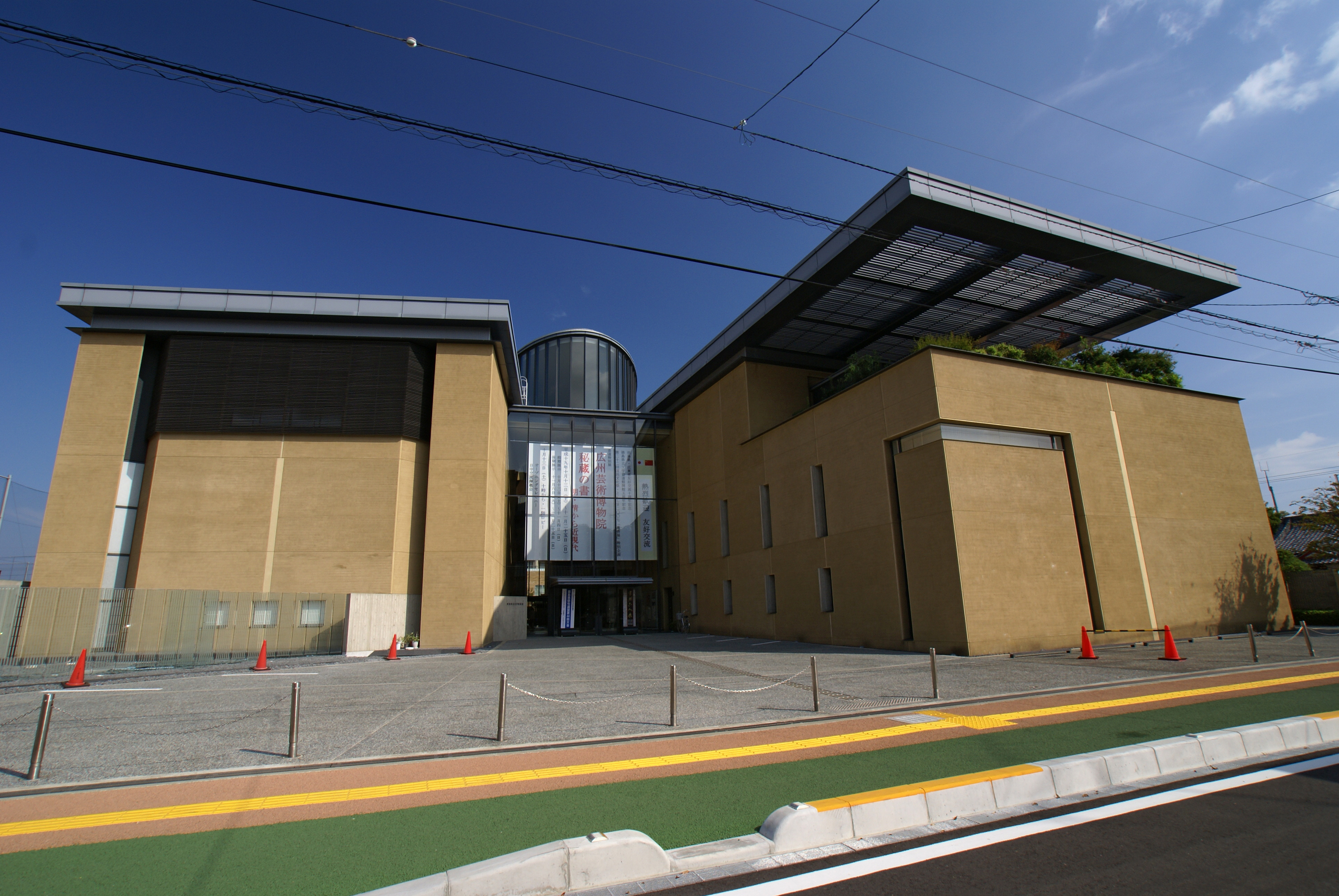
徳島県立文学書道館

### 香川県
- 讃岐文学館（高松市）
- 小豆島尾崎放哉記念館（土庄町）
- 壺井栄文学館（小豆島町）[60]

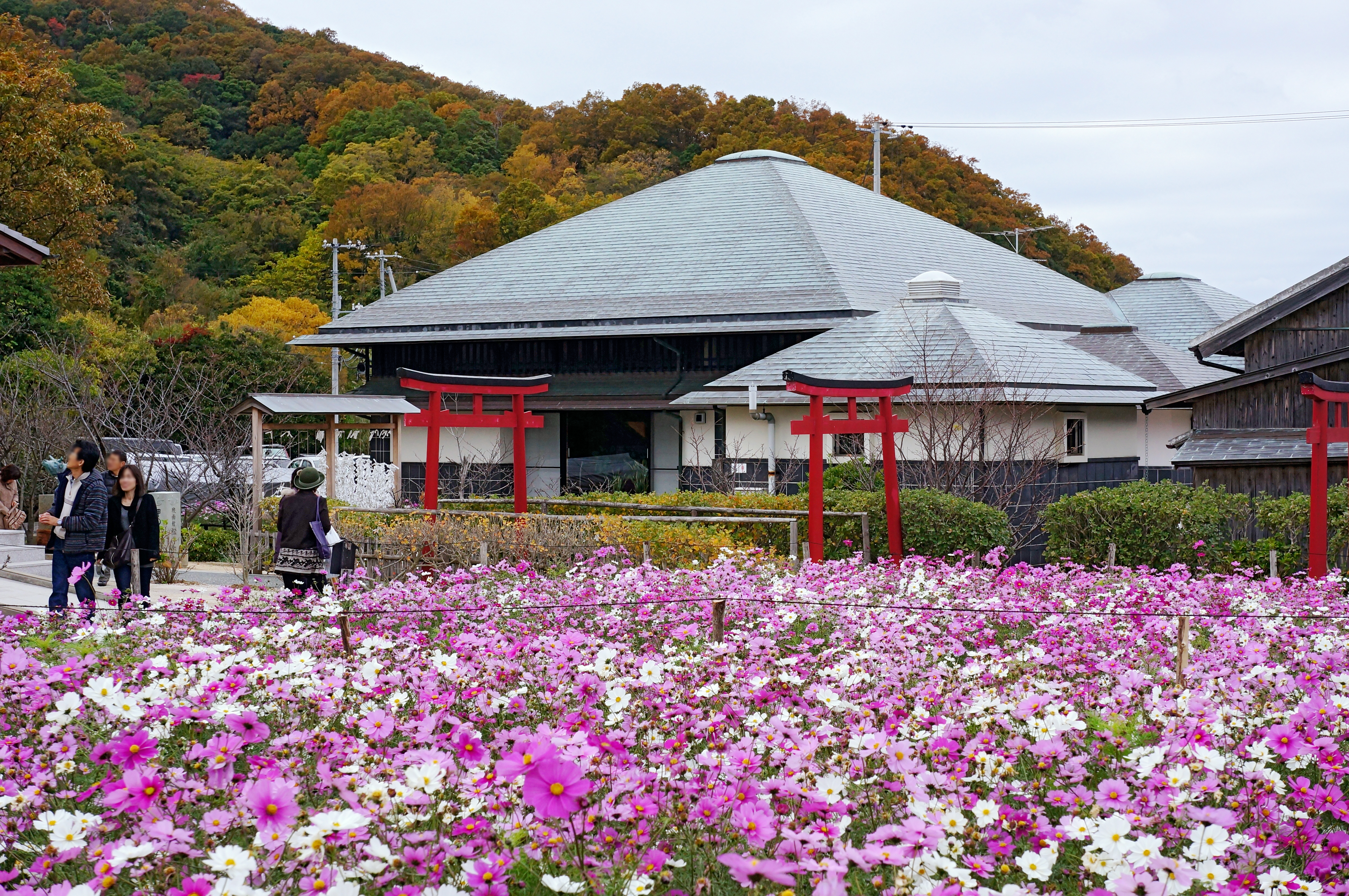
壺井栄文学館

### 愛媛県
- 松山市立子規記念博物館（松山市）[61]
- 子規堂（松山市）[62] - 正岡子規
- 坂の上の雲ミュージアム（松山市）[63]

### 高知県
- 高知県立文学館（高知市）[64] - 寺田寅彦記念館など

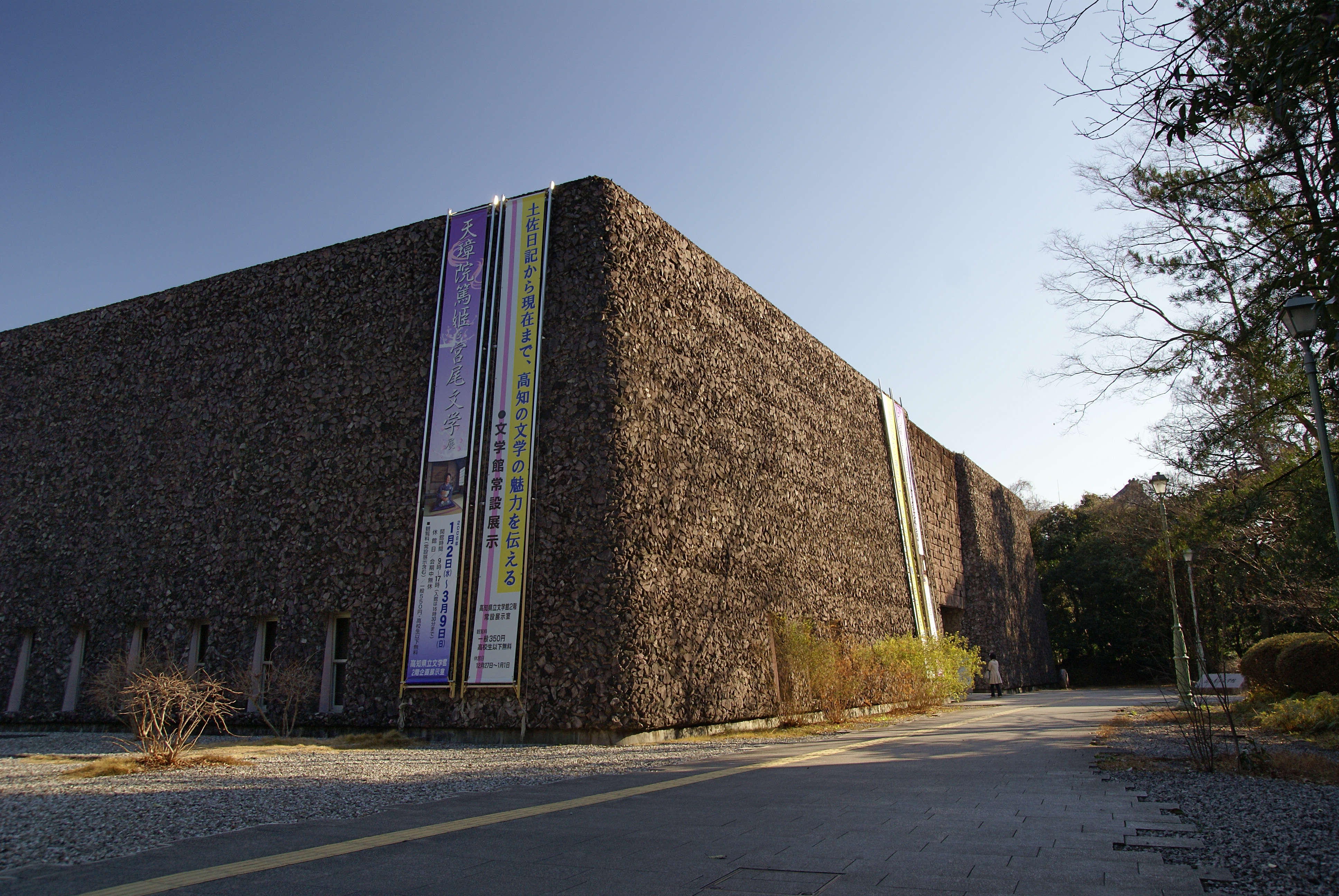
高知県立文学館

### 福岡県
- 北九州市立文学館（北九州市小倉北区）[65]
- 北九州市立松本清張記念館（北九州市）[66]
- 北原白秋記念館（柳川市）[67]
- 亀陽文庫・能古博物館（福岡市）

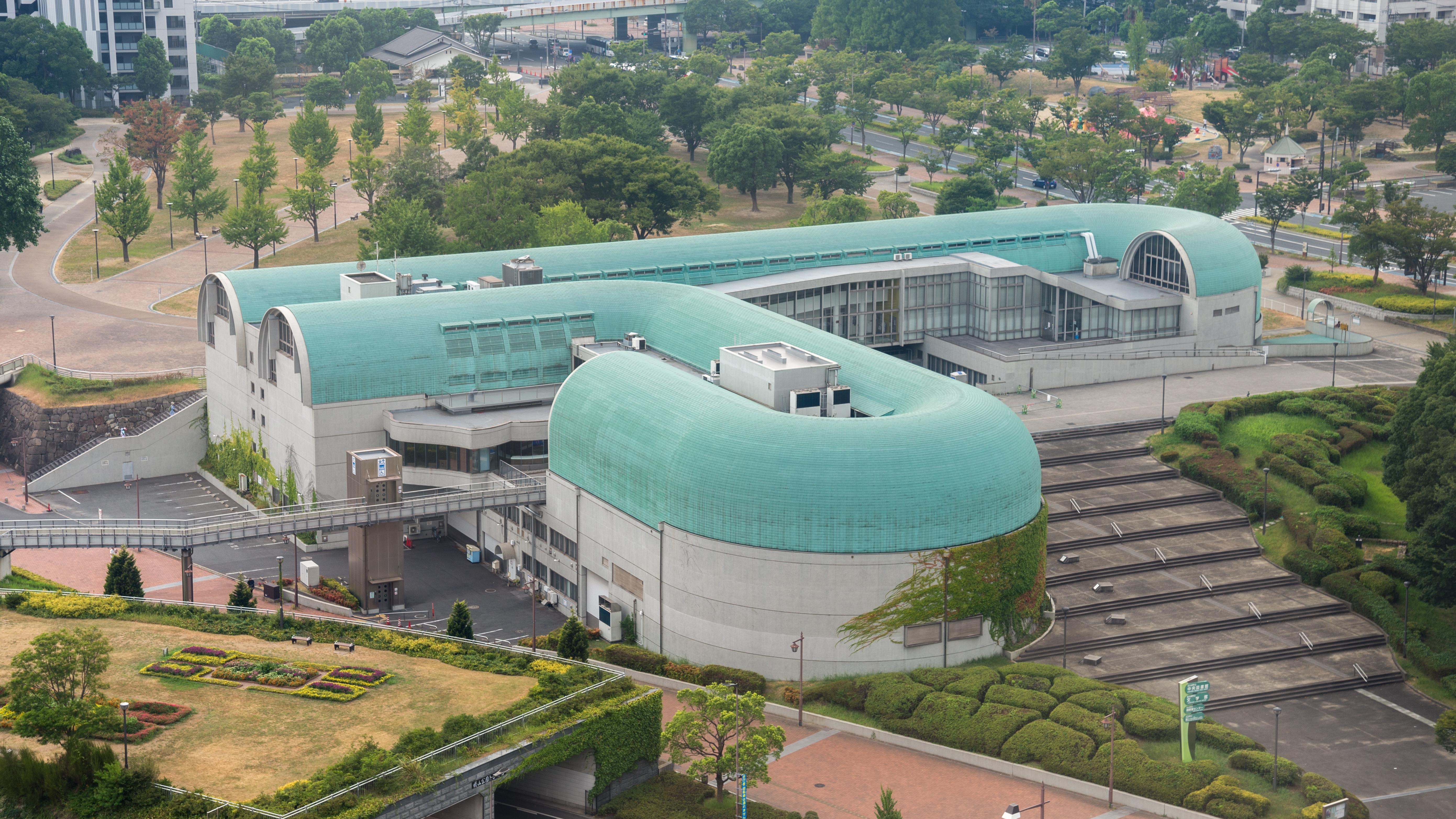
北九州市立文学館
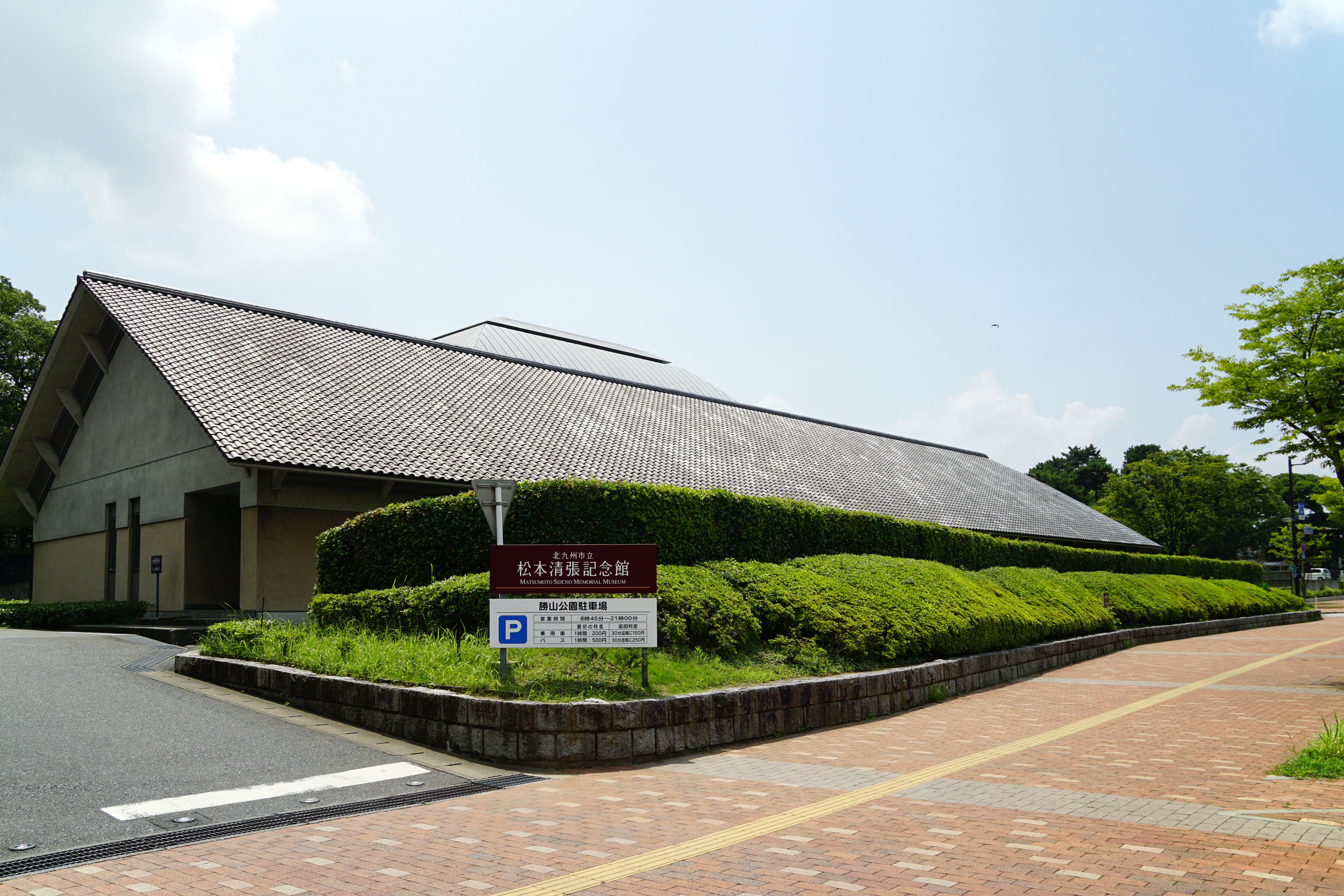
北九州市立松本清張記念館
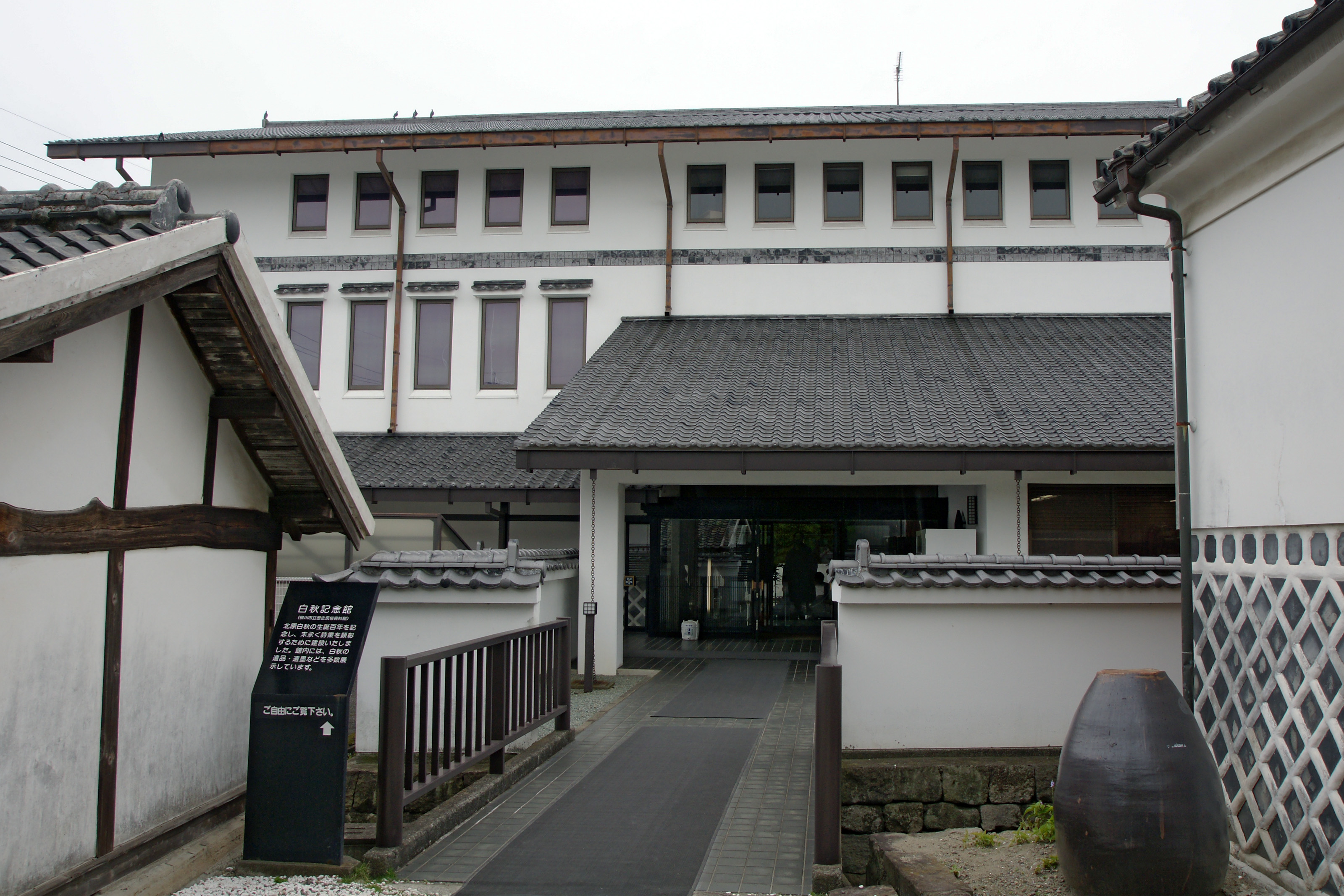
北原白秋記念館

### 長崎県
- 祈りの丘絵本美術館（長崎市）
- 長崎市遠藤周作文学館（長崎市）[68]

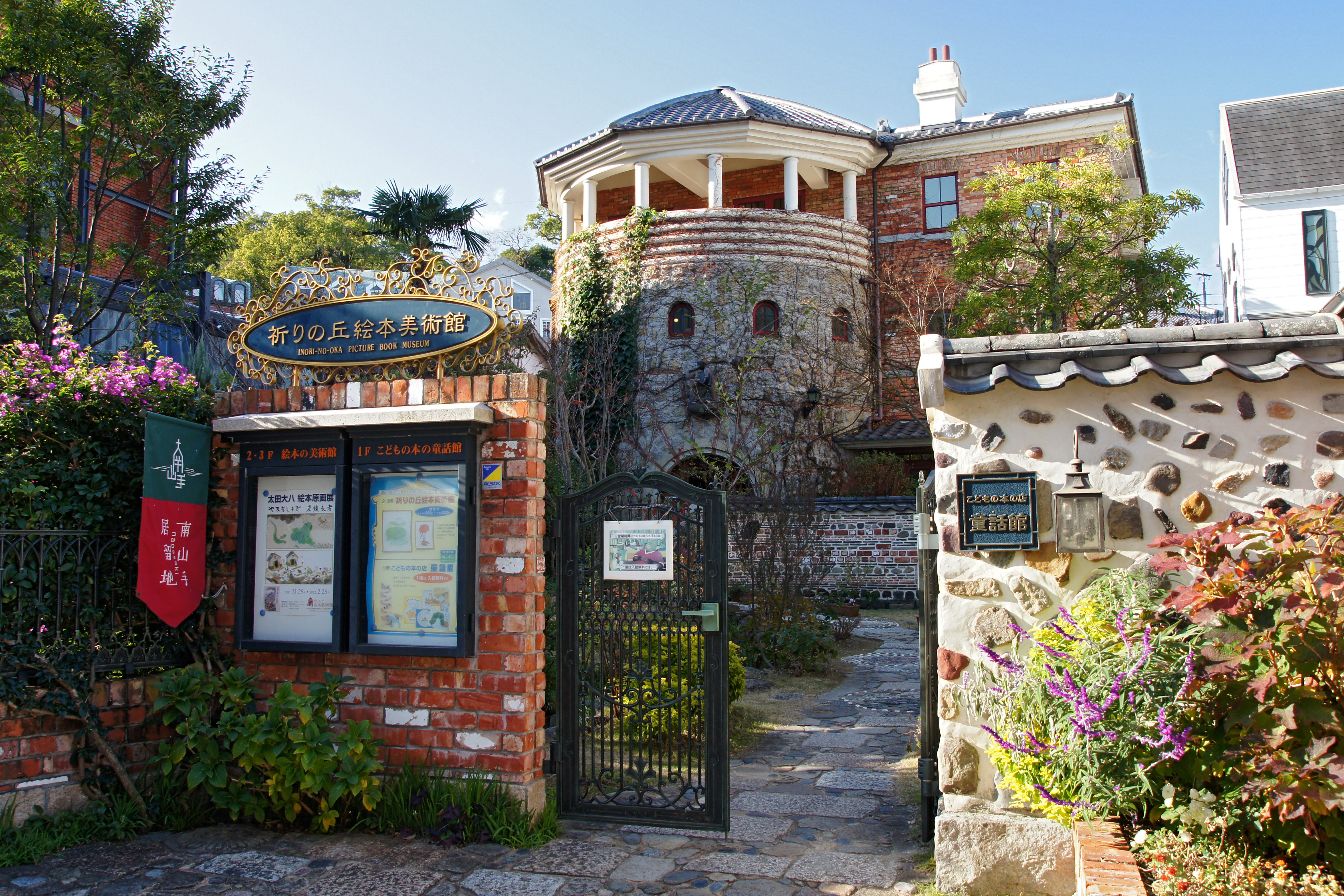
祈りの丘絵本美術館

### 熊本県
- くまもと文学・歴史館（熊本市、旧熊本近代文学館）[69]

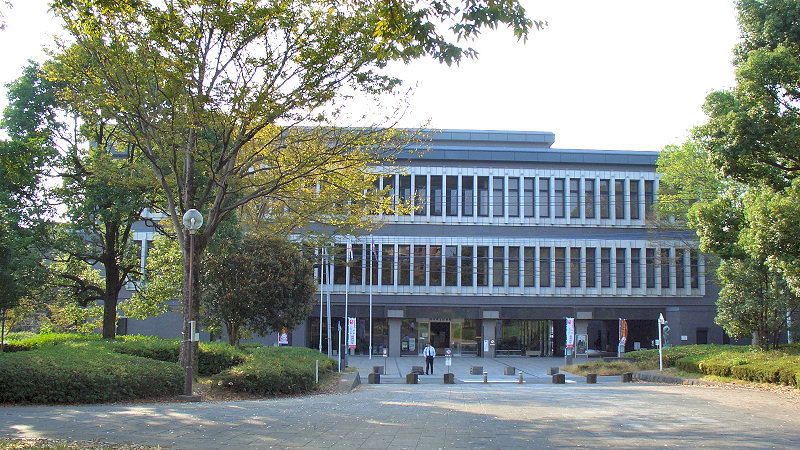
熊本県立図書館 / くまもと文学・歴史館

### 大分県
- 久留島武彦記念館（玖珠町）
- わらべの館（玖珠町）

### 鹿児島県
- かごしま近代文学館（鹿児島市）[70]
- 川内まごころ文学館（薩摩川内市）[71]

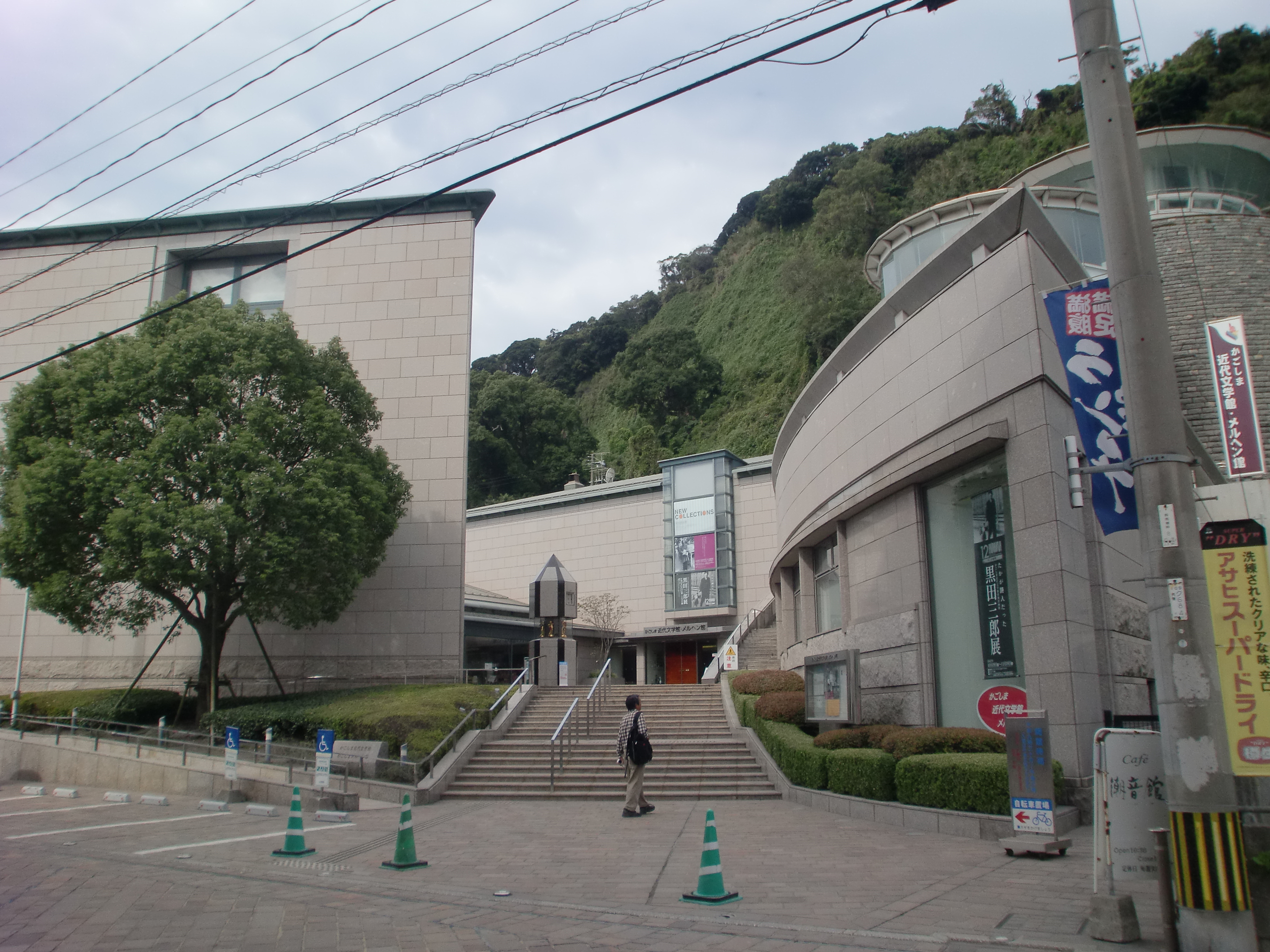
かごしま近代文学館

### 作家個人についての文学館

#### あ行
- 会津八一 - 新潟市会津八一記念館（新潟県新潟市西船見町）
- 阿久悠 - 阿久悠記念館（東京都千代田区神田駿河台）
- 有島生馬 - 有島生馬記念館（長野県長野市信州新町）
- 有島武郎 - 有島記念館（北海道ニセコ町）
- 池波正太郎 - 池波正太郎記念文庫（台東区西浅草）、池波正太郎真田太平記館（長野県上田市）
- 石井桃子 - 東京子ども図書館 かつら文庫（東京都杉並区）
- 石川啄木 - 石川啄木記念館（岩手県盛岡市）、港文館（北海道釧路市）
- 石川達三 - 郷土文学館 石川達三記念室（秋田市千秋明徳町 中央図書館明徳館2階）
- 石坂洋次郎 - 石坂洋次郎文学記念館（秋田県横手市）
- 石田波郷 - 石田波郷記念館（東京都江東区砂町文化センター内）
- 石橋忍月 - 石橋忍月文学資料館（福岡県八女市）
- 泉鏡花 - 泉鏡花記念館（石川県金沢市）
- 井上ひさし - 遅筆堂文庫（山形県東置賜郡川西町）
- 井上靖 - 井上靖記念館（北海道旭川市）、長泉町井上靖文学館（静岡県長泉町）
- 今井邦子 - 今井邦子文学館（長野県下諏訪町）
- 臼井吉見 - 臼井吉見文学館（長野県南安曇郡堀金村）
- 内田康夫 - 浅見光彦記念館（長野県北佐久郡軽井沢町）
- 江戸川乱歩 - 江戸川乱歩館（三重県鳥羽市）、旧江戸川乱歩邸（東京都豊島区西池袋　立教大学大衆文化研究センター）
- 遠藤周作 - 遠藤周作文学館（長崎県長崎市）
- 大岡信 - 大岡信ことば館（静岡県三島市）
- 大原富枝 - 大原富枝文学館（高知県本山町）
- 小川未明 - 小川未明文学館（新潟県上越市本城町）
- 小黒恵子 - 小黒恵子童謡記念館（神奈川県川崎市）
- 尾崎士郎 - 尾崎士郎記念館（愛知県西尾市）、大田区立尾崎士郎記念館（東京都大田区）
- 尾崎放哉 - 小豆島尾崎放哉記念館（香川県土庄町）
- 大佛次郎 - 大佛次郎記念館（神奈川県横浜市）

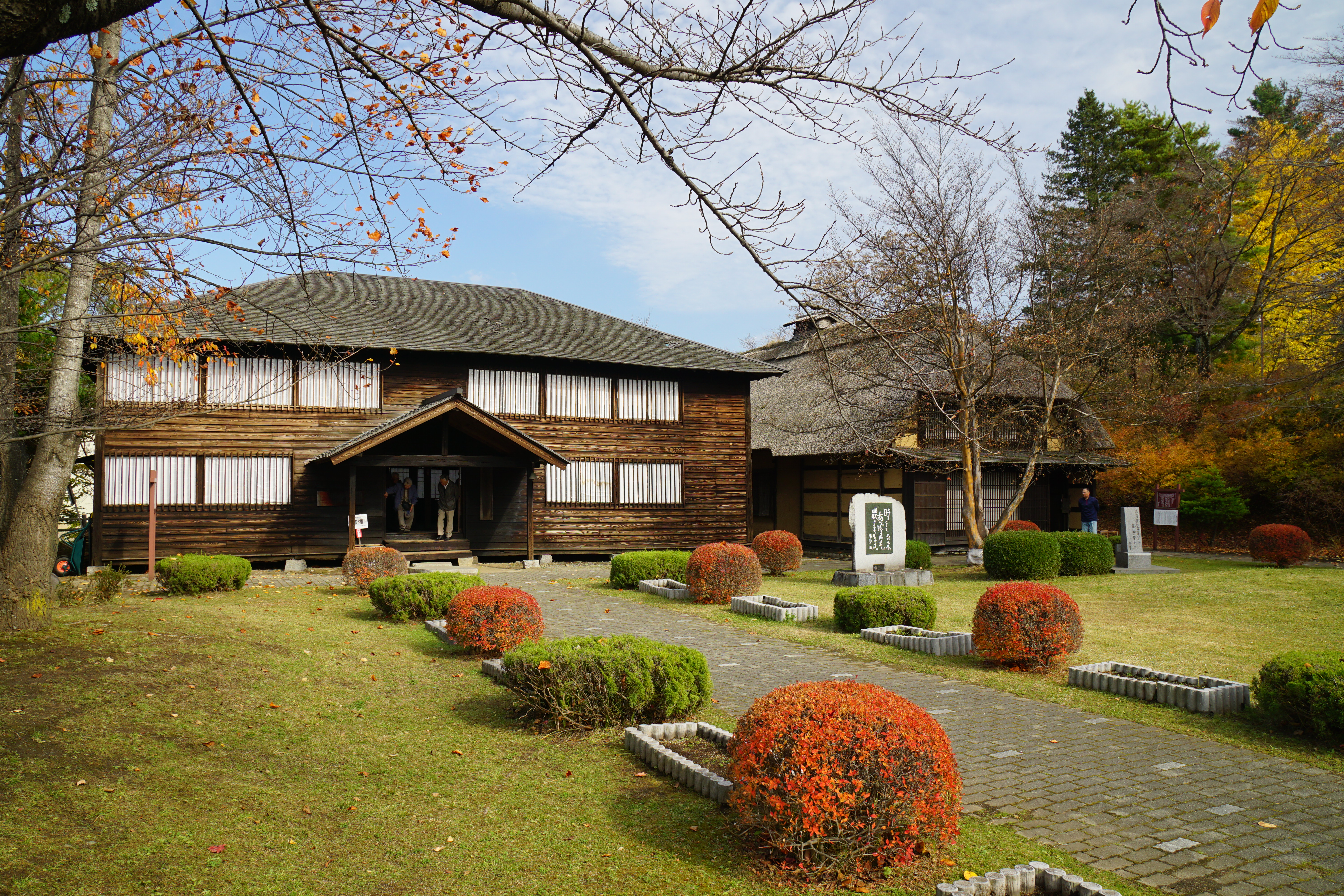
石川啄木記念館
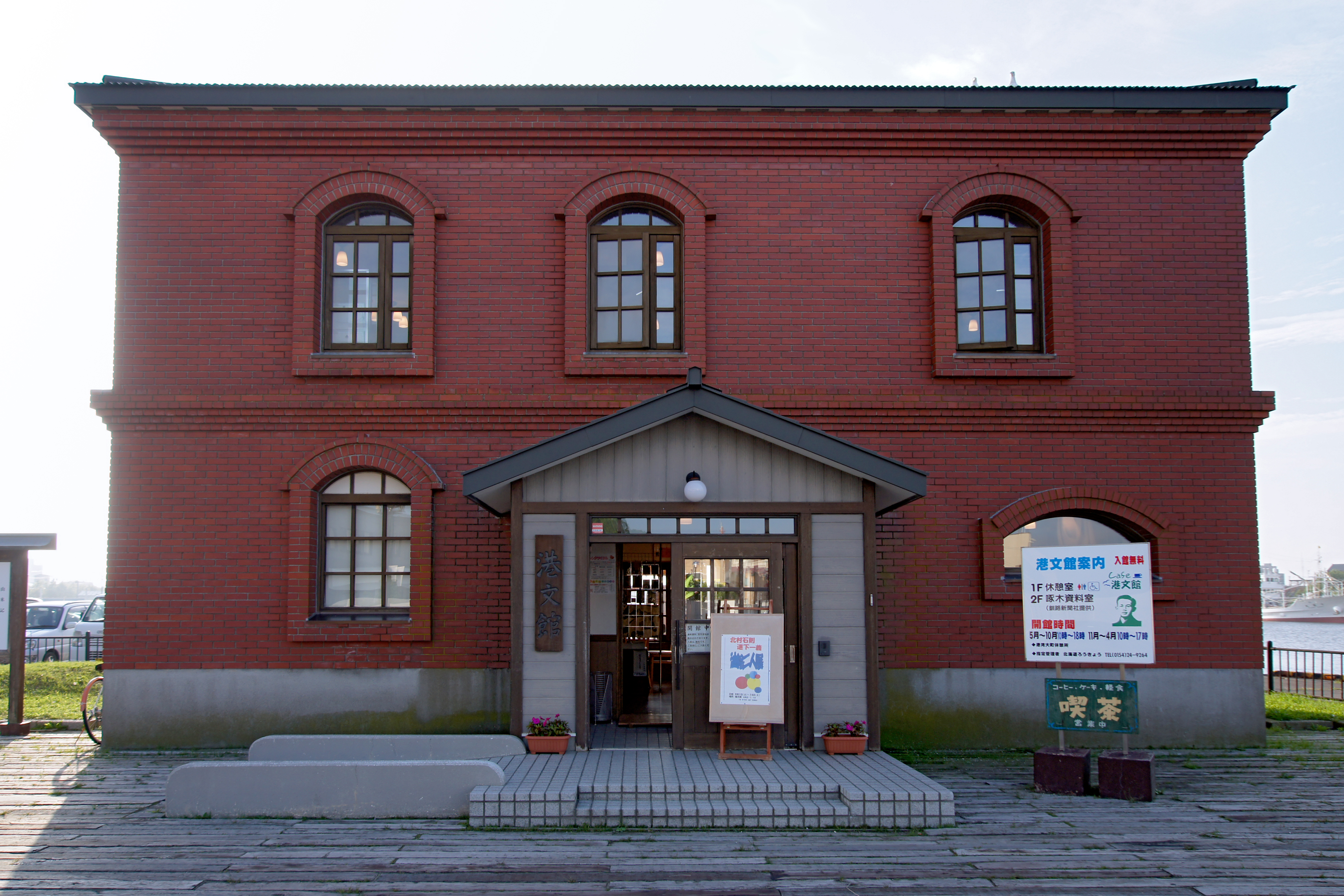
港文館
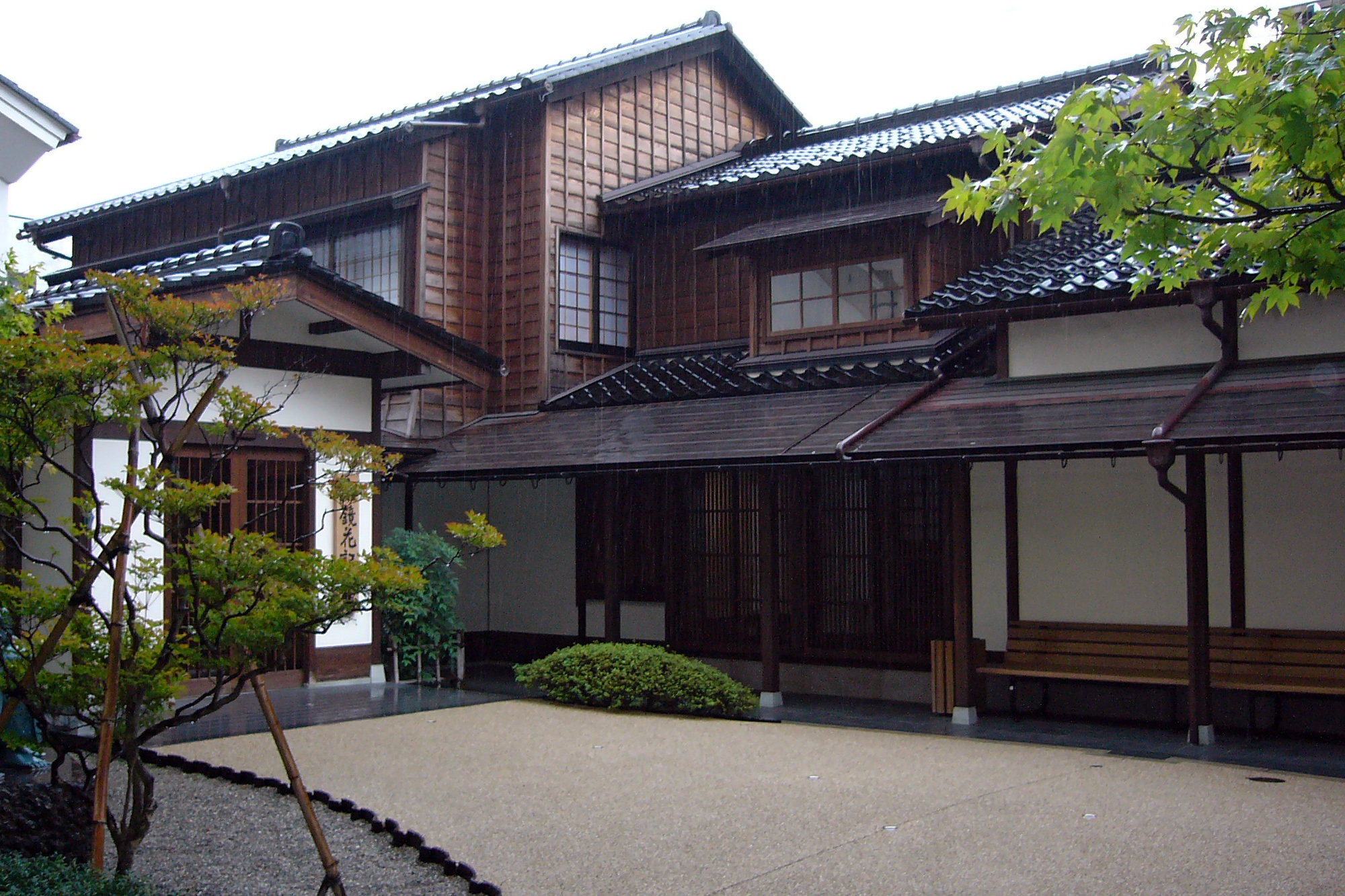
泉鏡花記念館
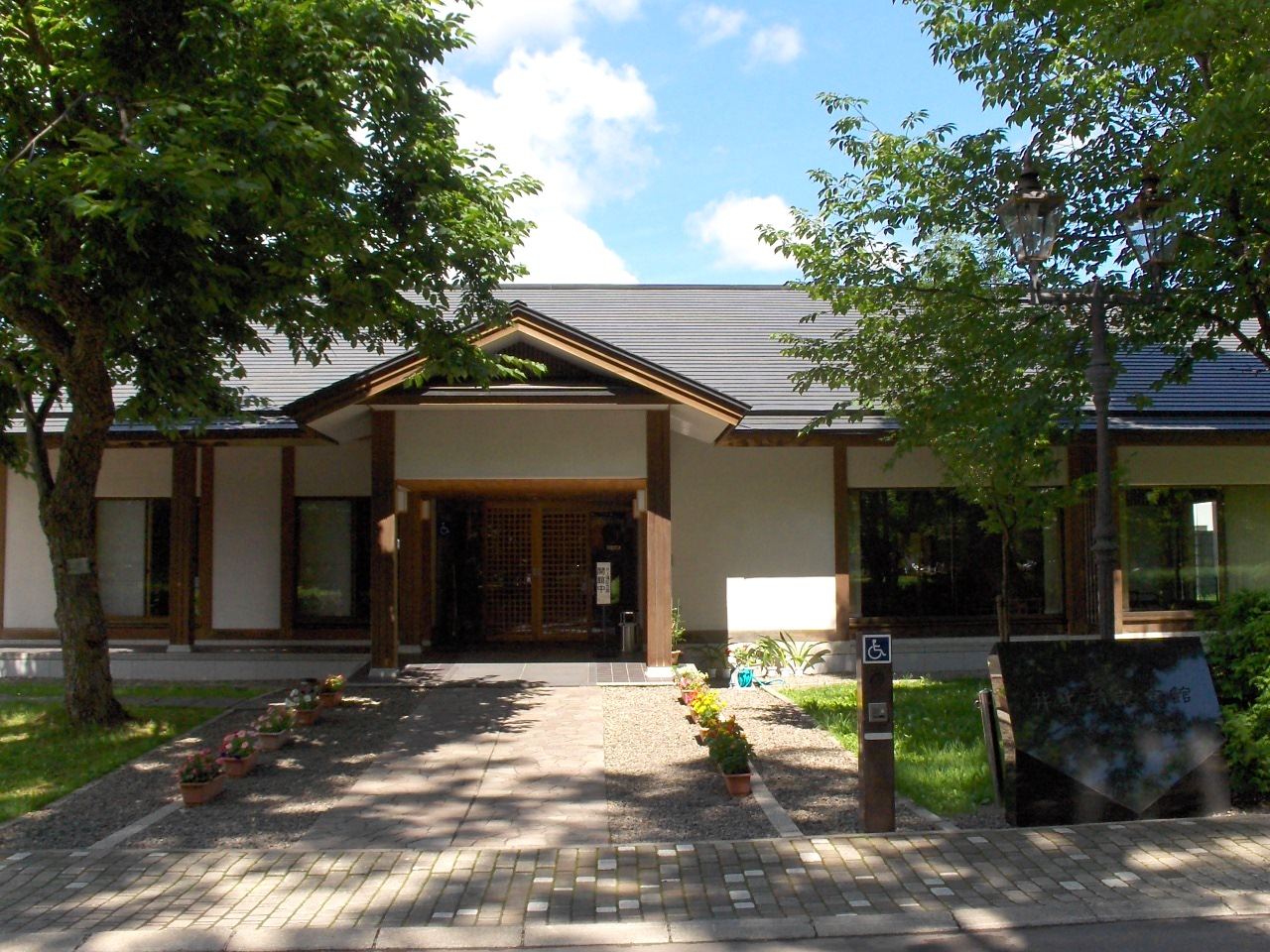
井上靖記念館
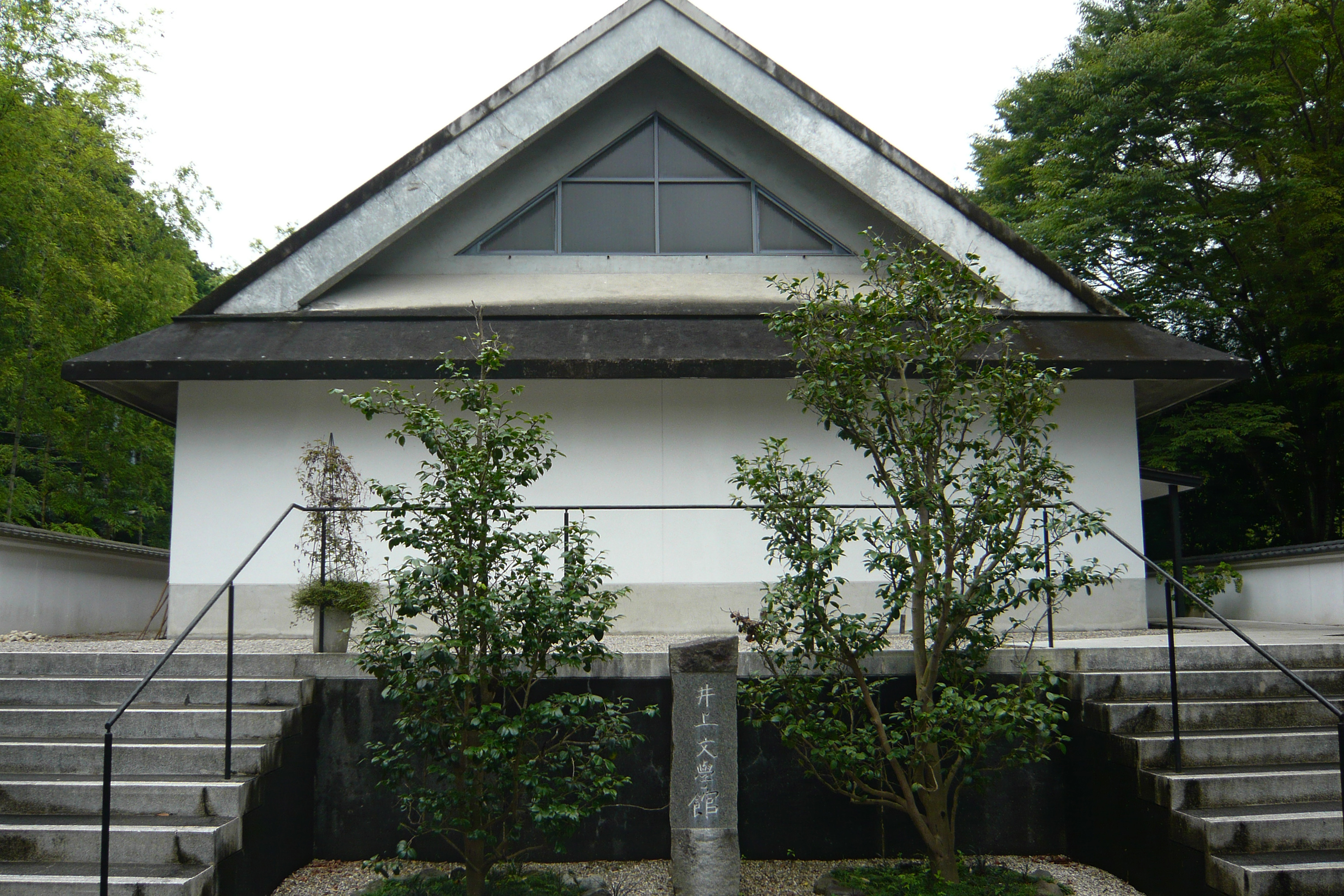
井上靖文学館
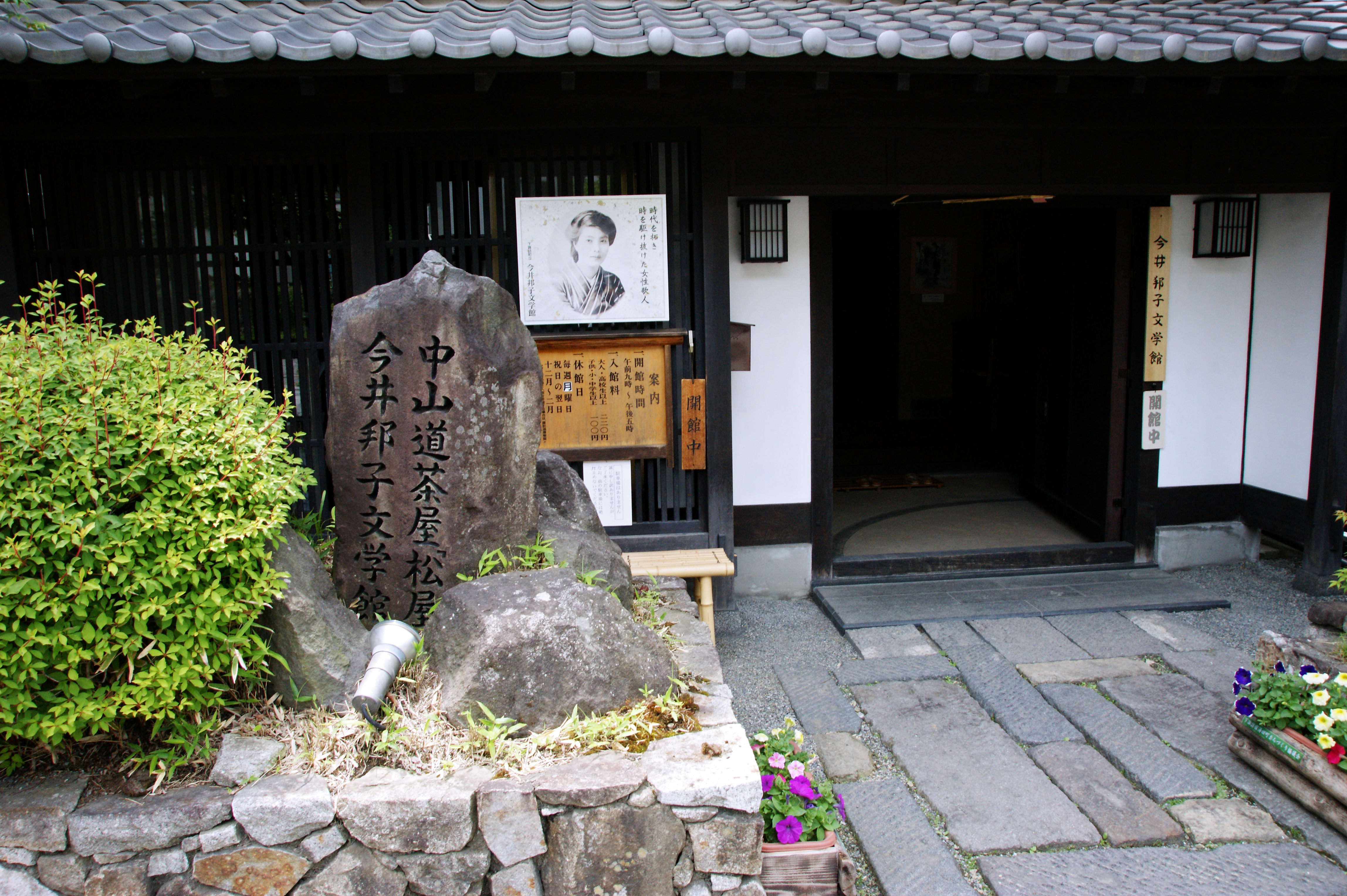
今井邦子文学館
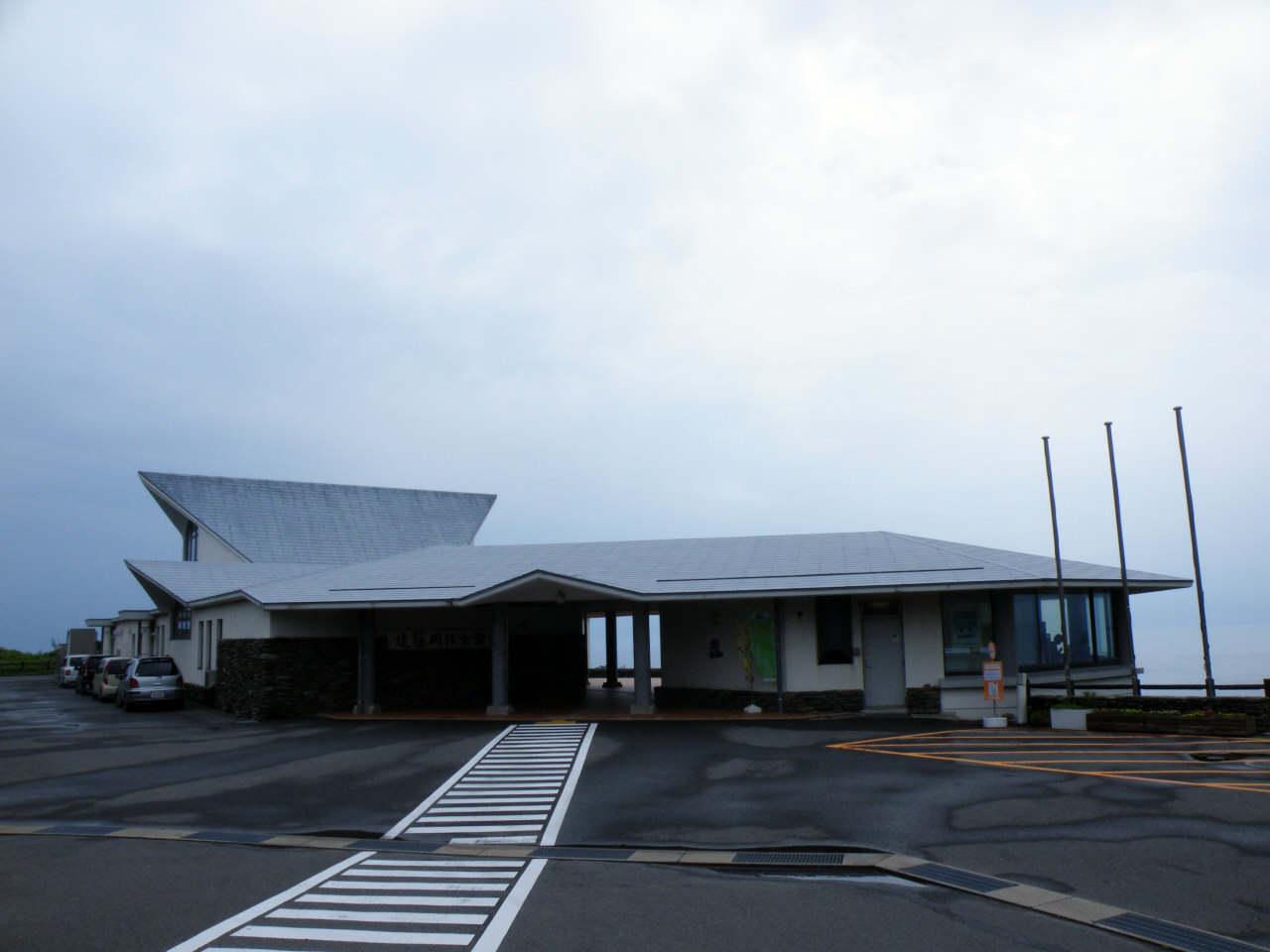
遠藤周作文学館
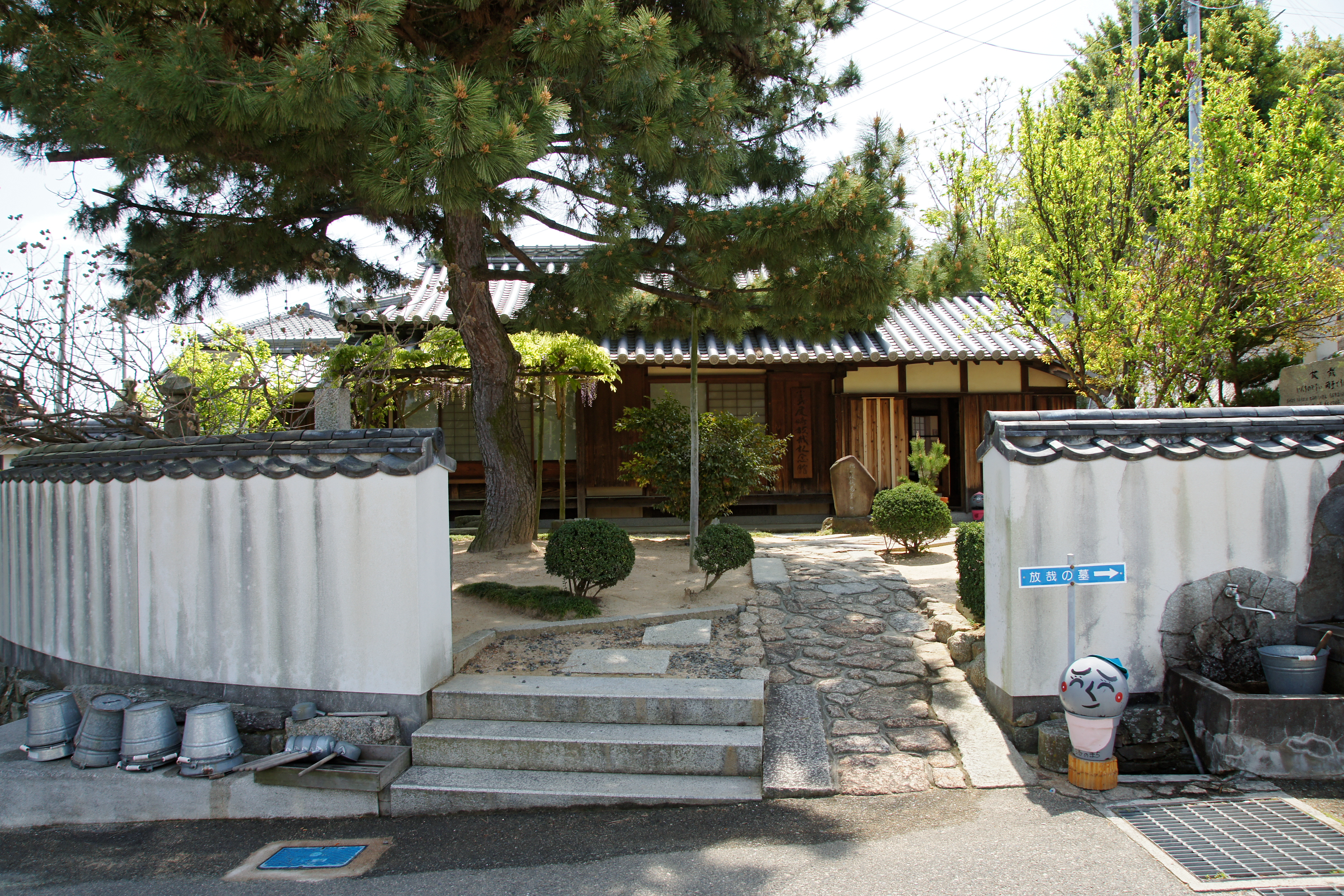
小豆島尾崎放哉記念館

#### か行
- 開高健 - 茅ヶ崎市開高健記念館（神奈川県茅ヶ崎市）
- 賀川豊彦 - 賀川豊彦記念 松沢資料館（東京都世田谷区）
- 金子みすゞ - 金子みすゞ記念館（山口県長門市）
- 川端康成 - 茨木市立川端康成文学館（大阪府茨木市）
- 上林暁 - 上林暁文学館（高知県幡多郡大方町）
- 菊池寛 - 菊池寛記念館（香川県高松市）
- 北原白秋 - 北原白秋生家・北原白秋記念館（福岡県柳川市）、白秋童謡館（神奈川県小田原市）
- 木下杢太郎 - 伊東市立杢太郎記念館（静岡県伊東市）
- ドナルド・キーン - ドナルド・キーン・センター柏崎（新潟県柏崎市）
- 草野心平 - いわき市立草野心平記念文学館（福島県いわき市）
- 国木田独歩 - 城下町佐伯国木田独歩館（大分県佐伯市）
- 窪田空穂 - 窪田空穂記念館（長野県松本市）
- 久米正雄 - 久米正雄記念館（福島県郡山市豊田町 こおりやま文学の森資料館）
- 倉田百三 - 倉田百三文学館（広島県庄原市）
- 久留島武彦 - 久留島武彦記念館（大分県玖珠郡玖珠町）
- ゲーテ - 東京ゲーテ記念館（東京都北区西ヶ原）
- 小泉八雲 - 小泉八雲旧居・小泉八雲記念館（島根県松江市）、焼津小泉八雲記念館（静岡県焼津市）
- 小林一茶 - 一茶ゆかりの里 一茶館（長野県高山村）

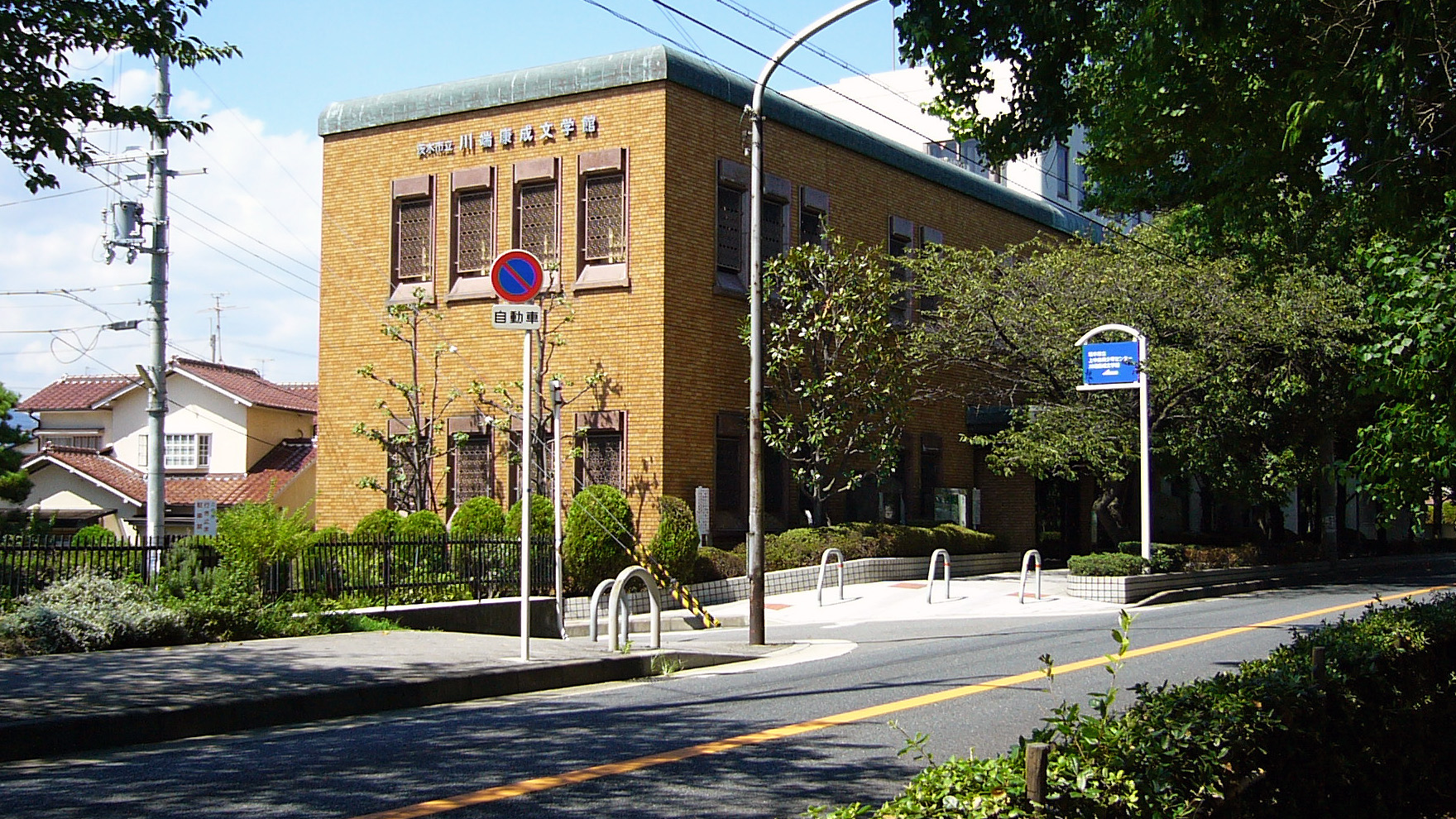
川端康成文学館
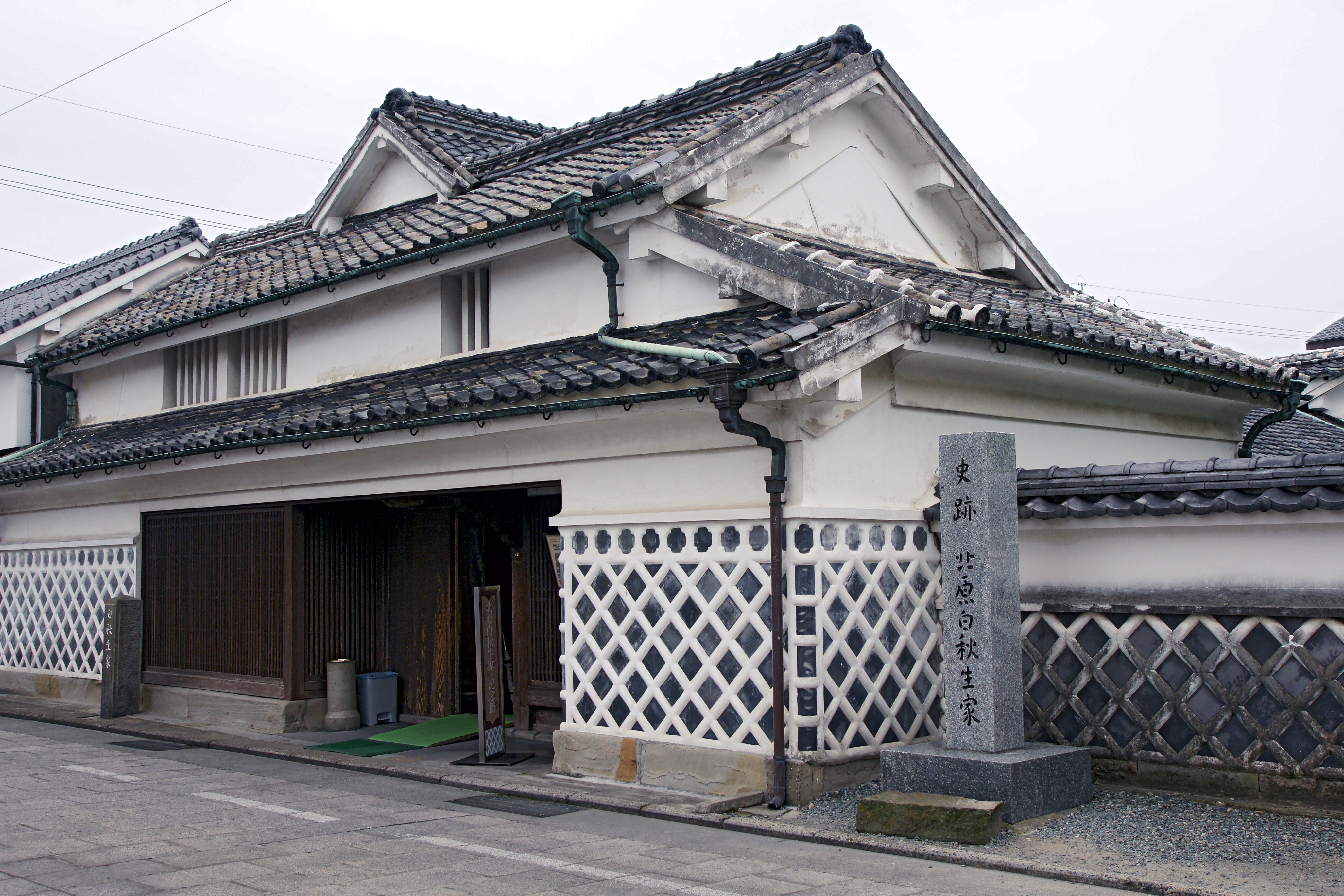
北原白秋生家
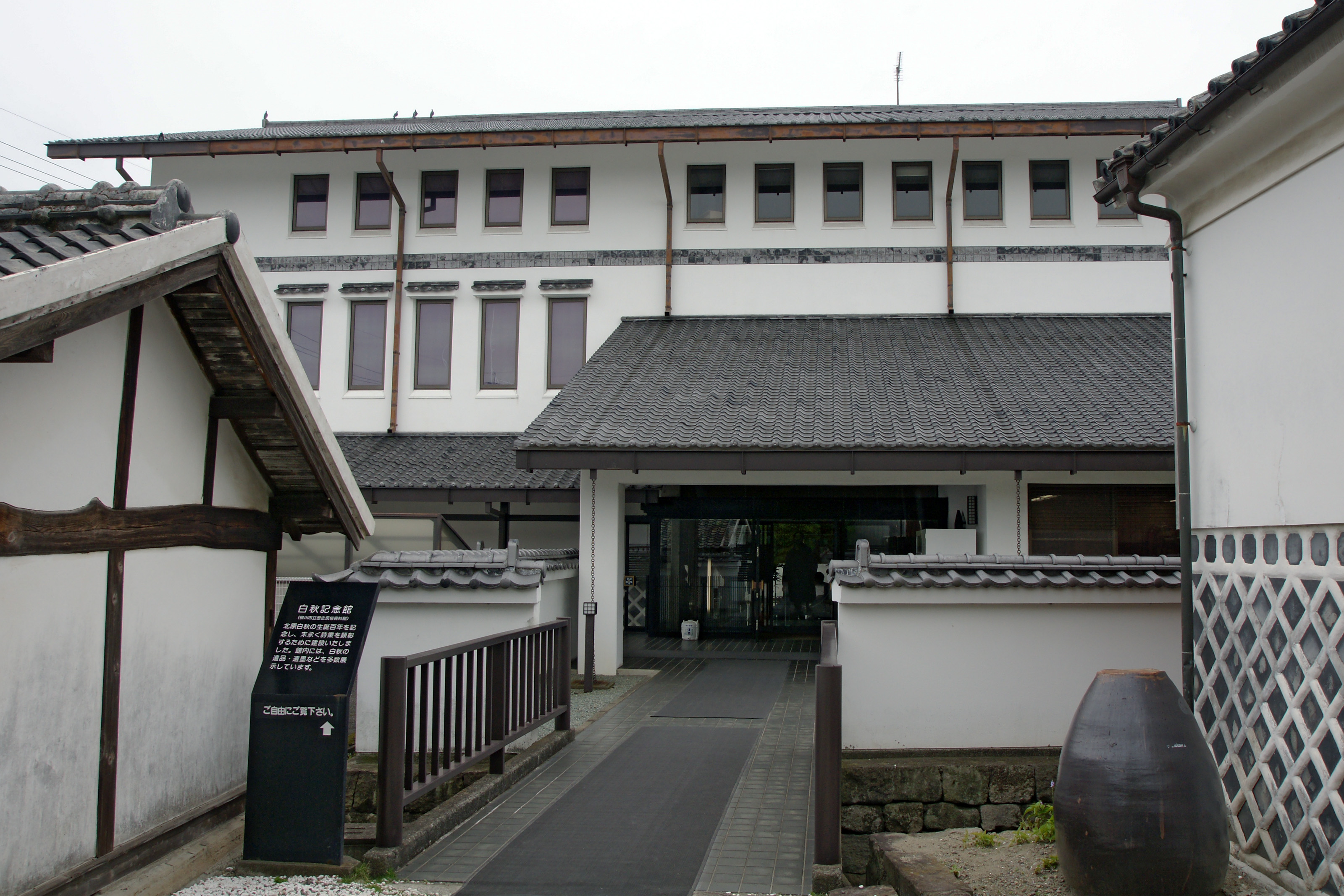
北原白秋記念館
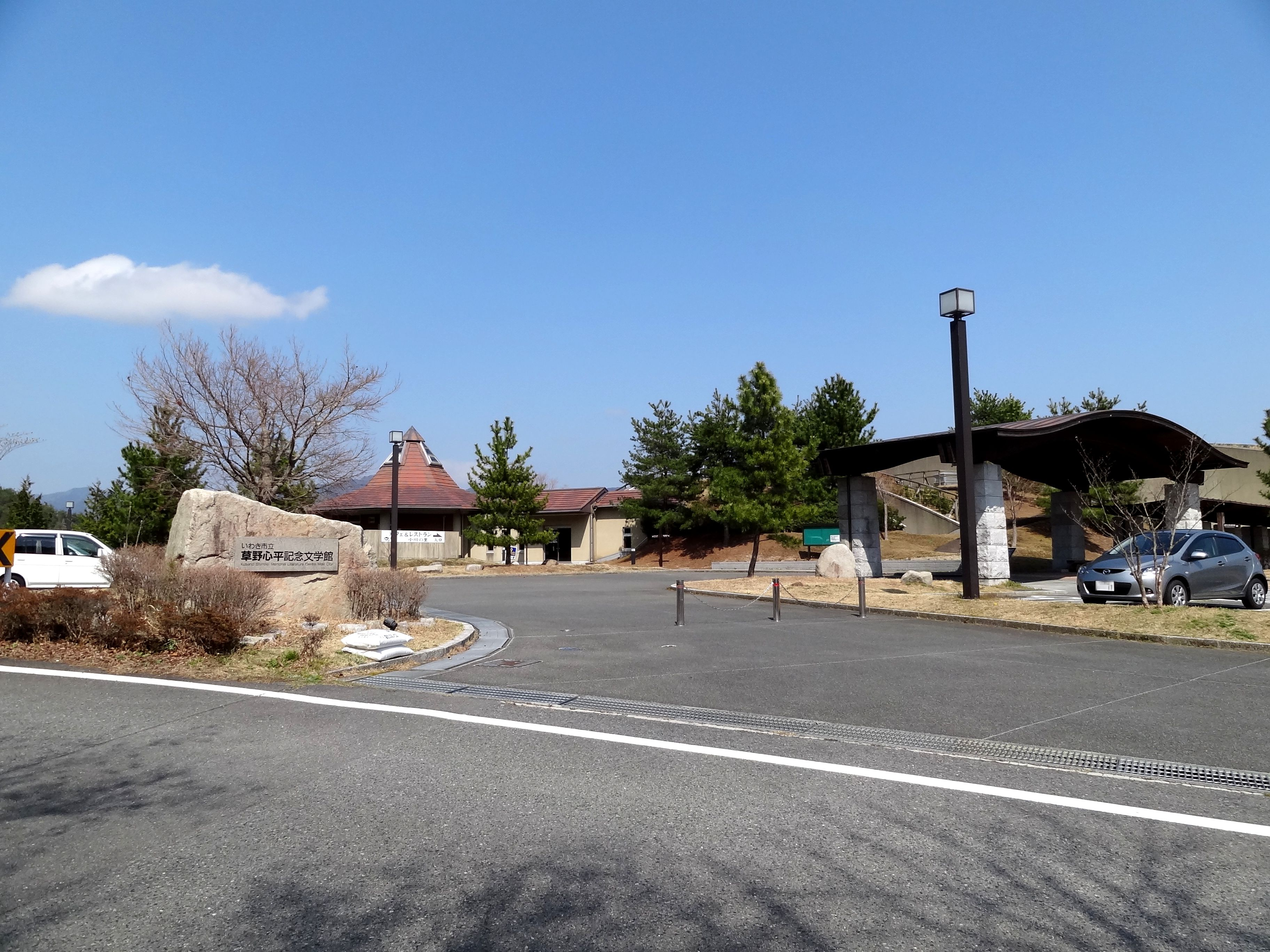
いわき市立草野心平記念文学館
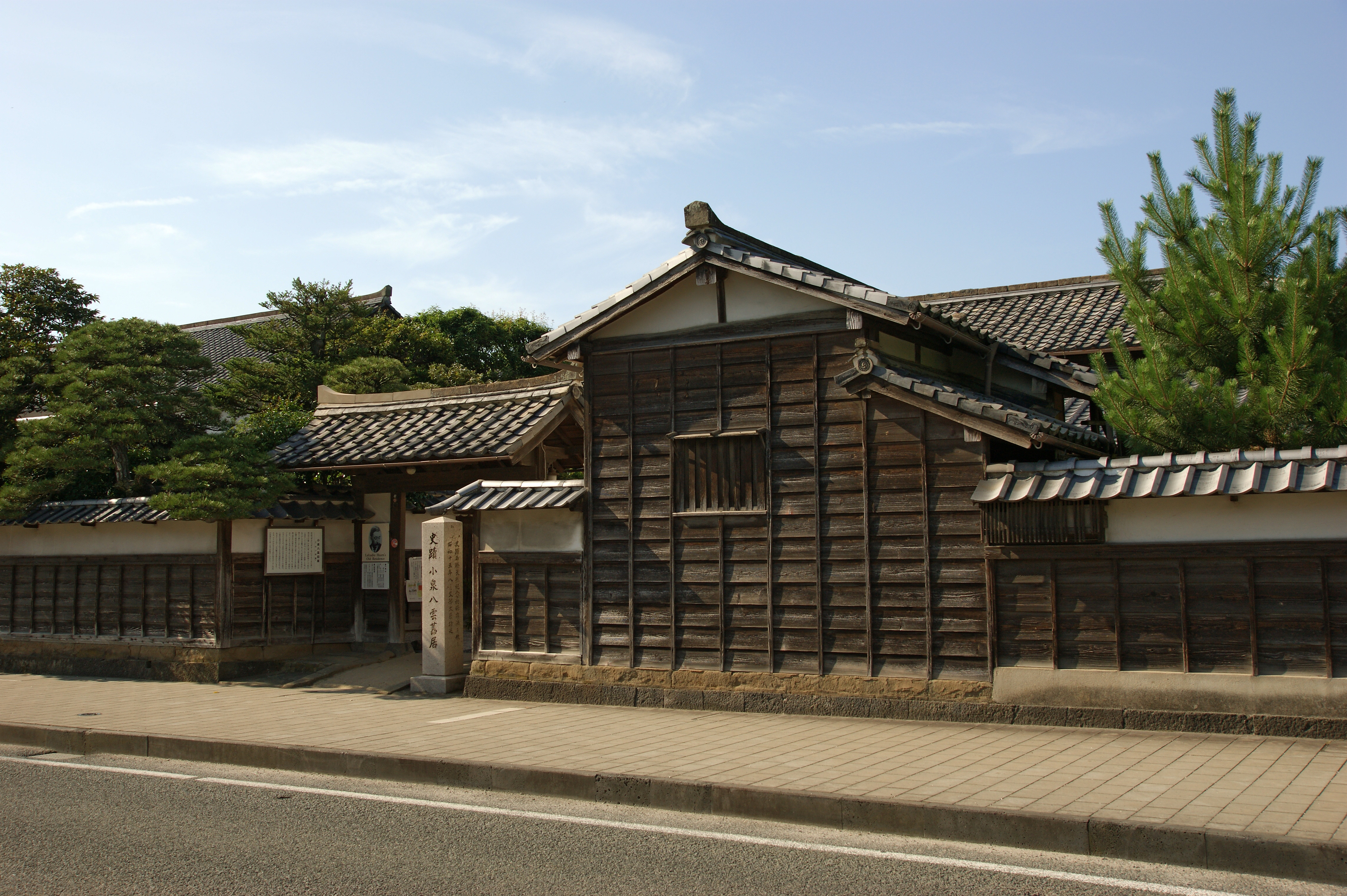
小泉八雲旧居
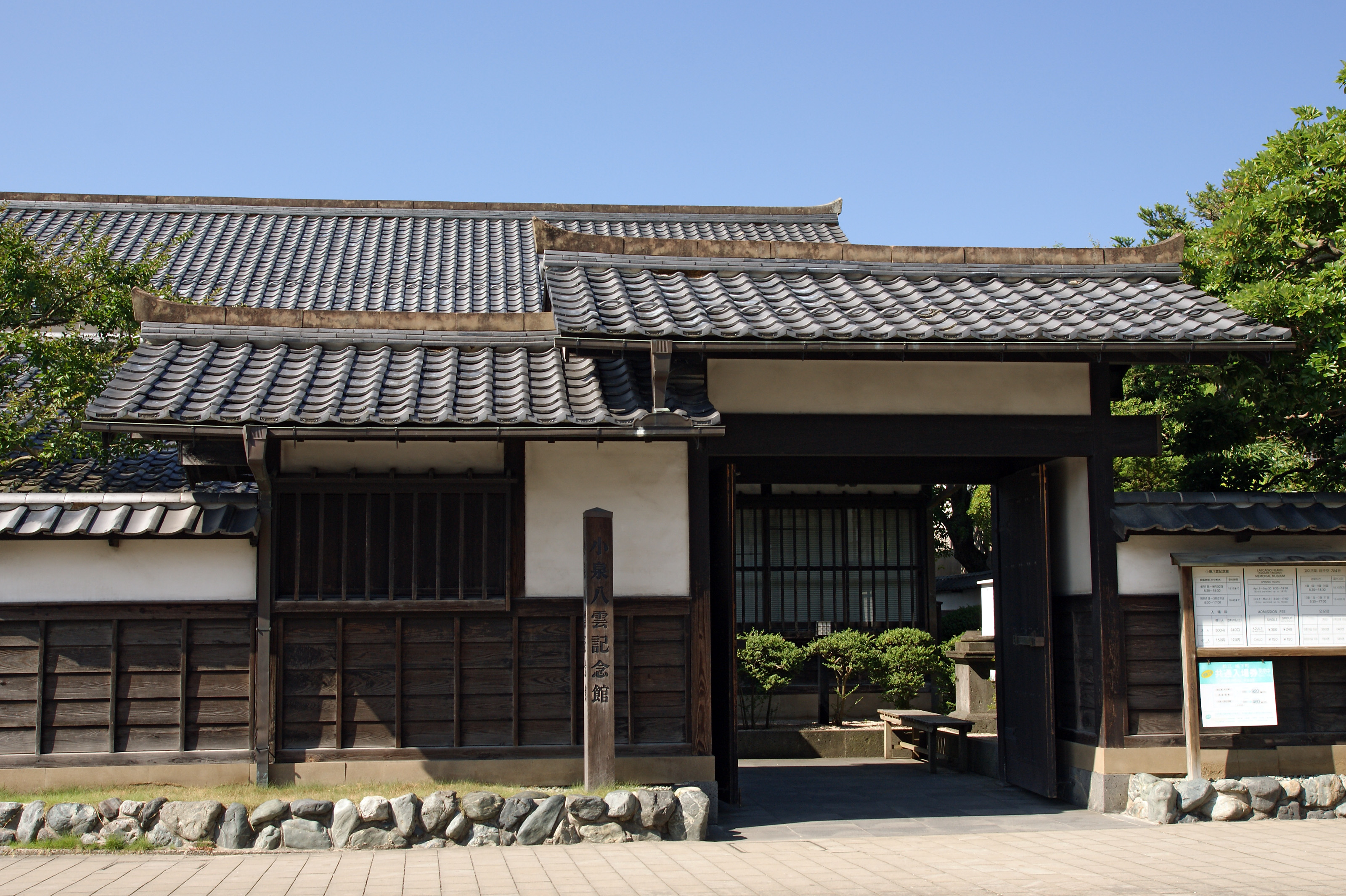
小泉八雲記念館

#### さ行
- 斎藤茂吉 - 斎藤茂吉記念館（山形県上山市）
- 坂口安吾 - 安吾 風の館（新潟市中央区）
- 佐佐木信綱 - 佐佐木信綱記念館（三重県鈴鹿市）
- 笹沢左保 - 笹沢左保ライブラリー（佐賀県佐賀市、ミサワホーム佐賀本社内）[注釈 1]
- サトウハチロー - サトウハチロー記念館（岩手県北上市）
- 佐藤春夫 - 佐藤春夫記念館（和歌山県新宮市）
- 志賀直哉 - 志賀直哉旧居（奈良県奈良市）、城崎文芸館（兵庫県豊岡市）
- 司馬遼太郎 - 司馬遼太郎記念館（大阪府東大阪市）、坂の上の雲ミュージアム（愛媛県松山市）
- 島木赤彦 - 諏訪湖博物館・赤彦記念館（長野県諏訪郡下諏訪町）
- 島崎藤村 - 小諸市立藤村記念館（長野県小諸市）、藤村記念館（岐阜県中津川市）
- 下村湖人 - 下村湖人生家（佐賀県神埼市）
- 杉村楚人冠 - 杉村楚人冠記念館（千葉県我孫子市）
- 芹沢光治良 - 芹沢光治良記念館（静岡県沼津市）
- 相馬御風 - 相馬御風記念館（新潟県糸魚川市　糸魚川歴史民俗資料館）

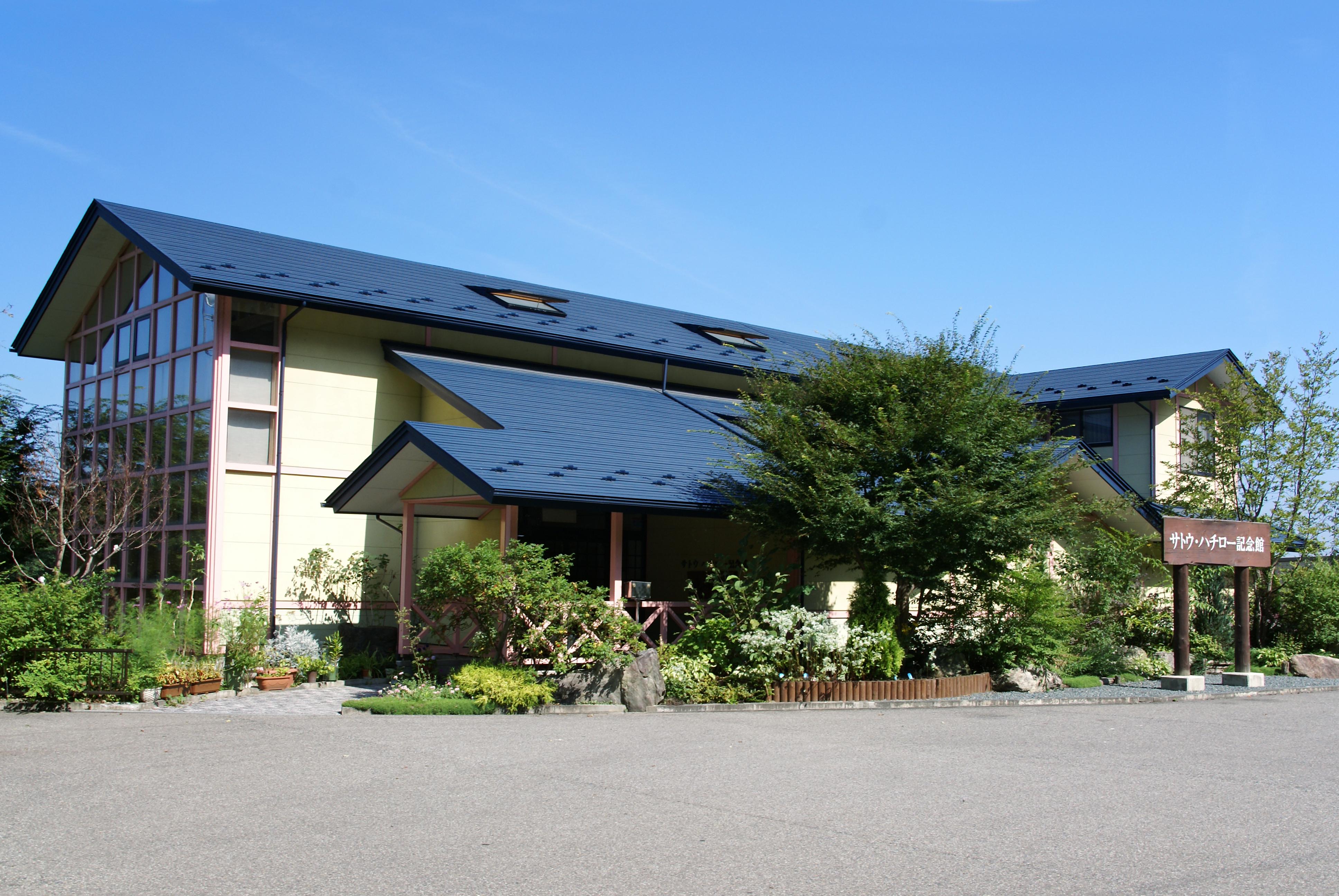
サトウハチロー記念館
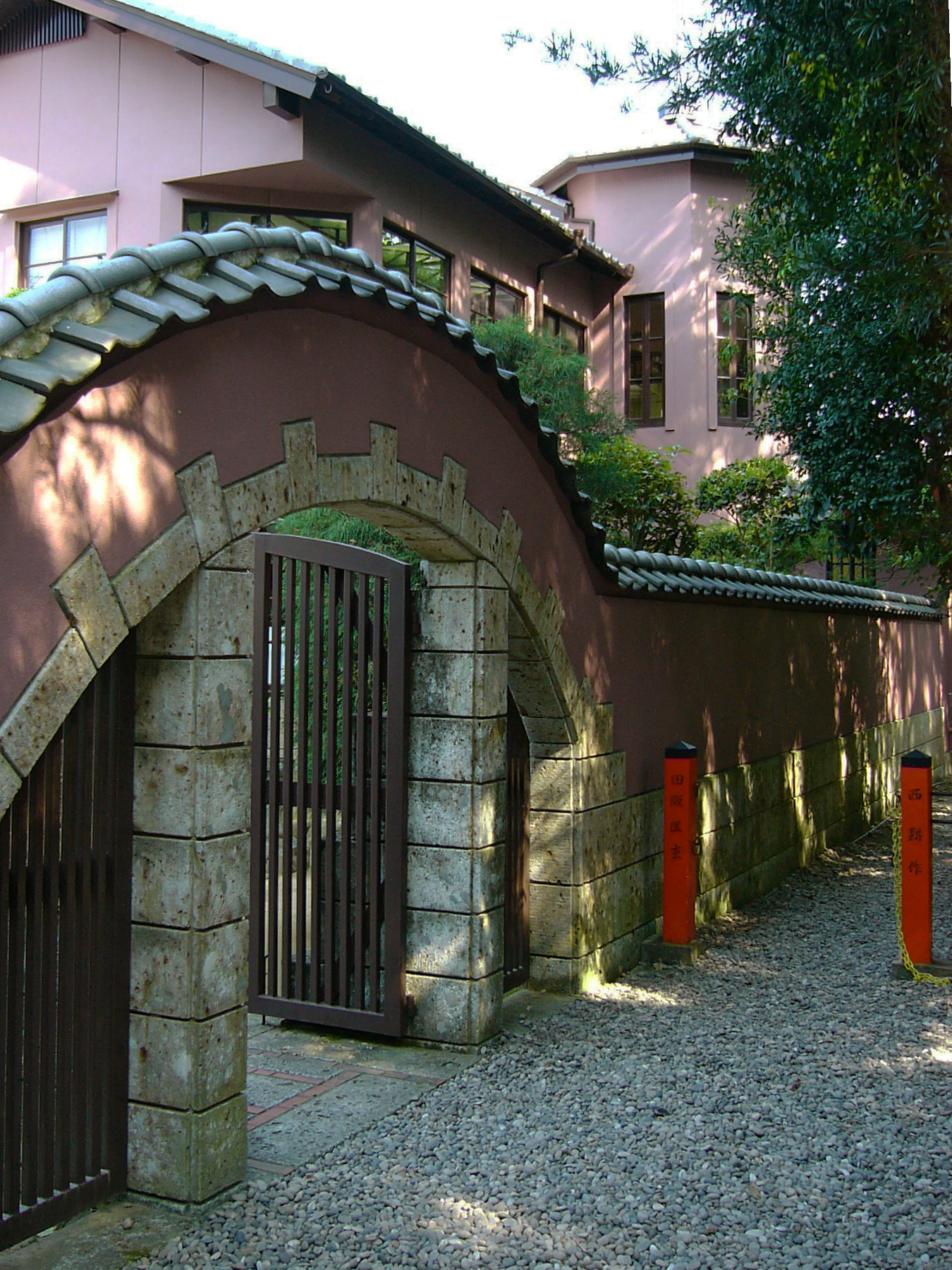
佐藤春夫記念館
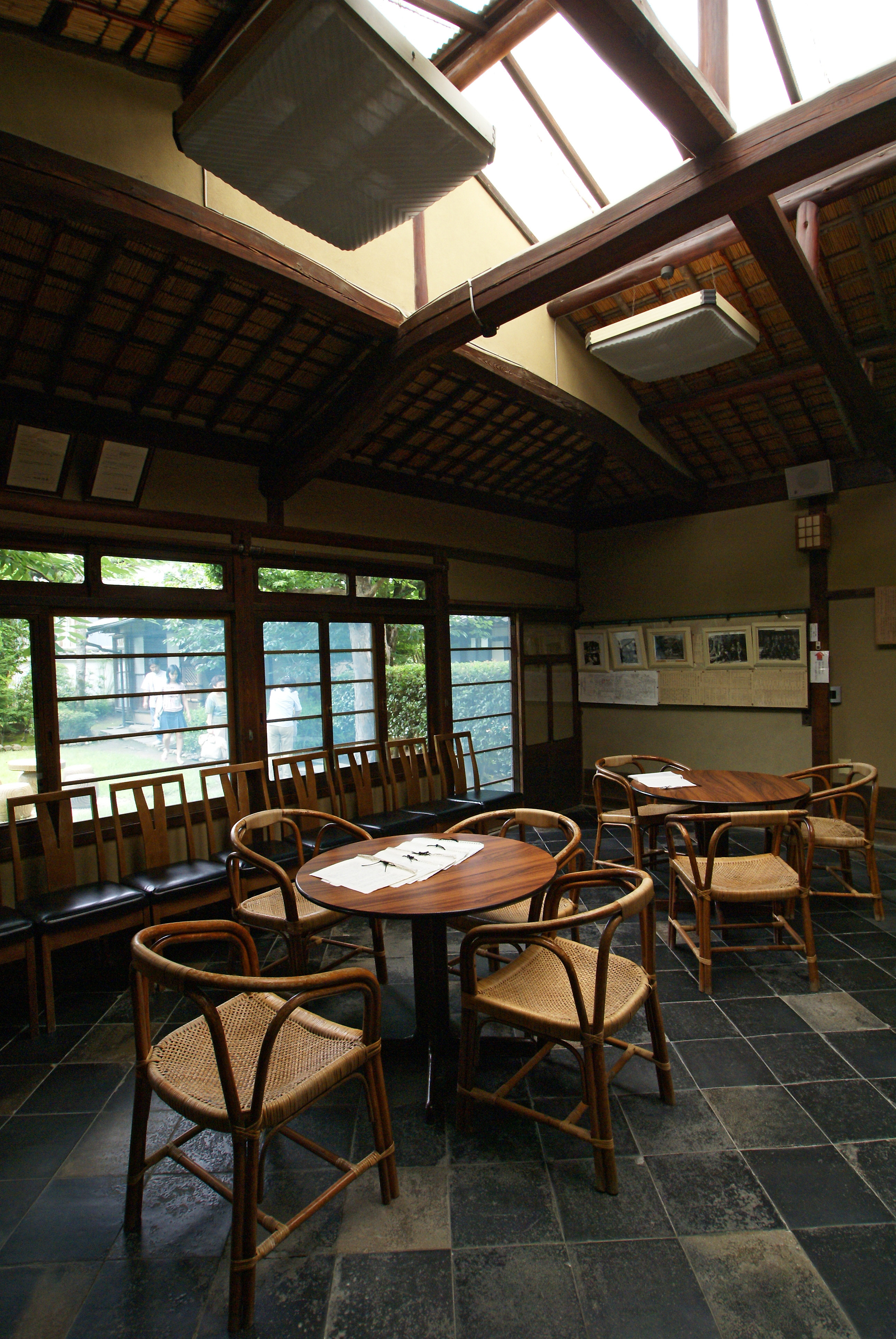
志賀直哉旧居
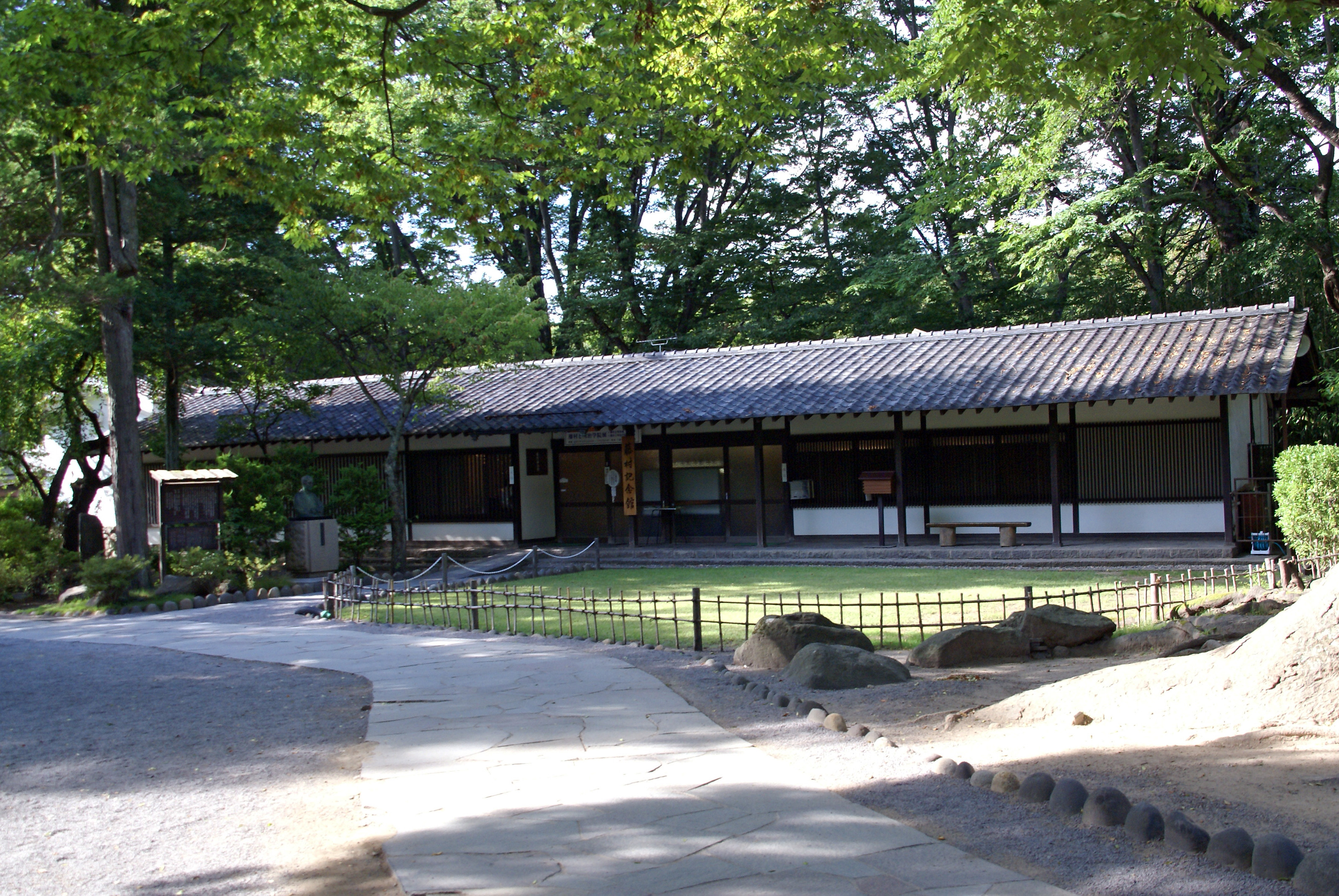
小諸市立藤村記念館

#### た行
- 高浜虚子 - 虚子記念文学館（兵庫県芦屋市）
- 太宰治 - 太宰治記念館 「斜陽館」（青森県五所川原市）、太宰治文学サロン（東京都三鷹市）
- 橘曙覧 - 福井市橘曙覧記念文学館（福井県福井市）
- 田辺聖子 - 田辺聖子文学館（大阪府東大阪市大阪樟蔭女子大学内）
- 谷崎潤一郎 - 芦屋市谷崎潤一郎記念館（兵庫県芦屋市）、倚松庵（兵庫県神戸市）
- 種田山頭火 - 山頭火ふるさと館（山口県防府市）
- 田山花袋 - 田山花袋記念文学館（群馬県館林市）
- 千葉省三 - 千葉省三記念館（栃木県鹿沼市）
- 土屋文明 - 群馬県立土屋文明記念文学館（群馬県高崎市）
- 壺井栄 - 壺井栄文学館（香川県小豆島町・二十四の瞳映画村）
- 寺山修司 - 三沢市寺山修司記念館（青森県三沢市）
- 土井晩翠 - 晩翠草堂（宮城県仙台市）
- 徳田秋声 - 徳田秋聲記念館（石川県金沢市）
- 徳富蘇峰 - 徳富蘇峰館（山梨県南都留郡山中湖村）、大田区立山王草堂記念館（東京都大田区）
- 徳冨蘆花 - 蘆花恒春園（東京都世田谷区）、徳冨蘆花記念文学館（群馬県渋川市伊香保町）、水俣市立蘇峰記念館（熊本県水俣市）
- 富田砕花 - 富田砕花旧居（兵庫県芦屋市）
- 外村繁 - 外村繁文学館（滋賀県東近江市）

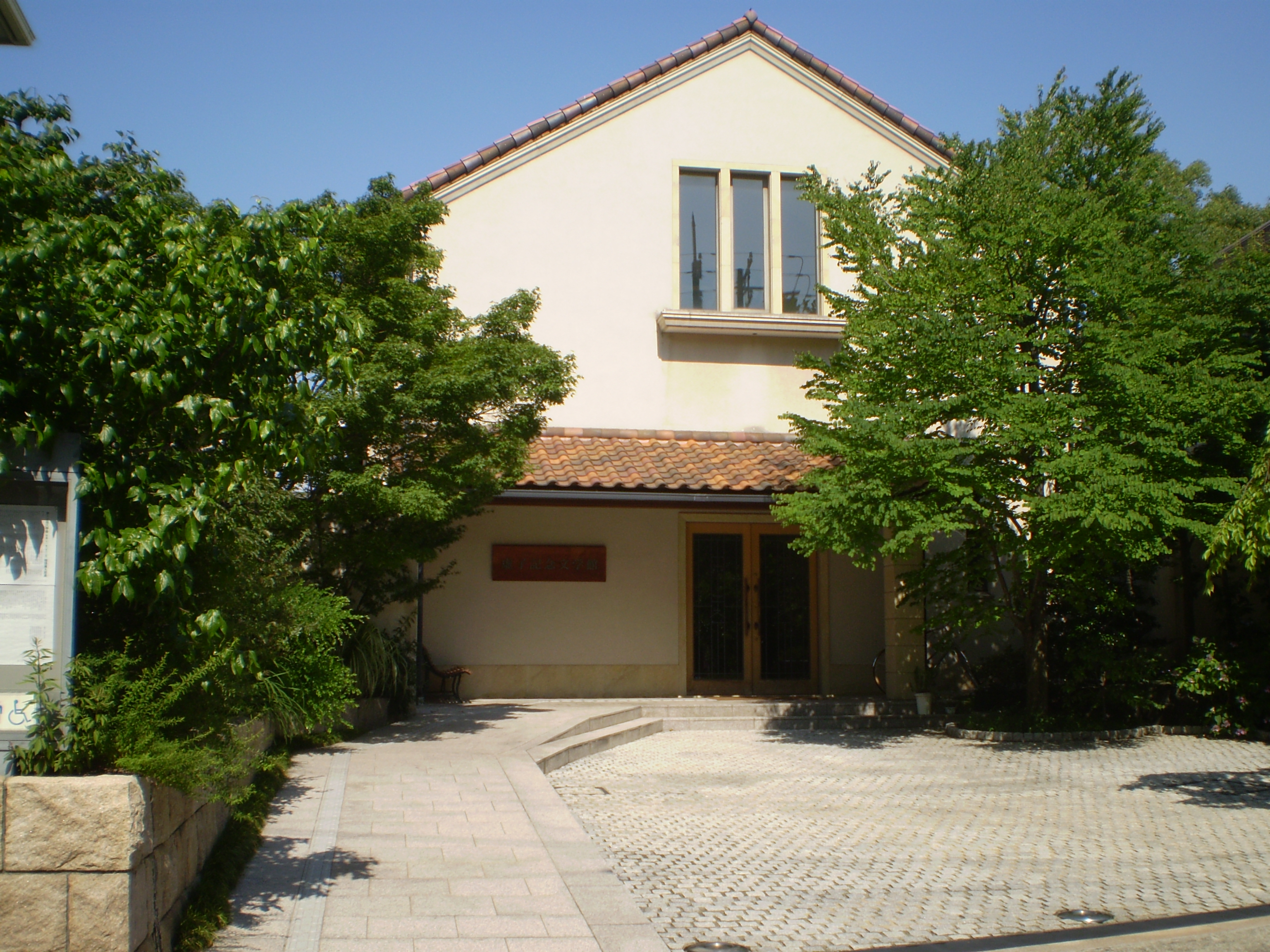
虚子記念文学館
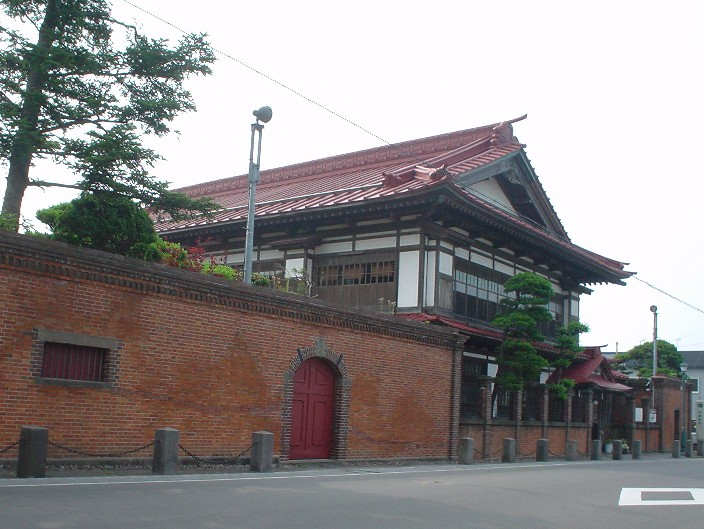
太宰治記念館 「斜陽館」
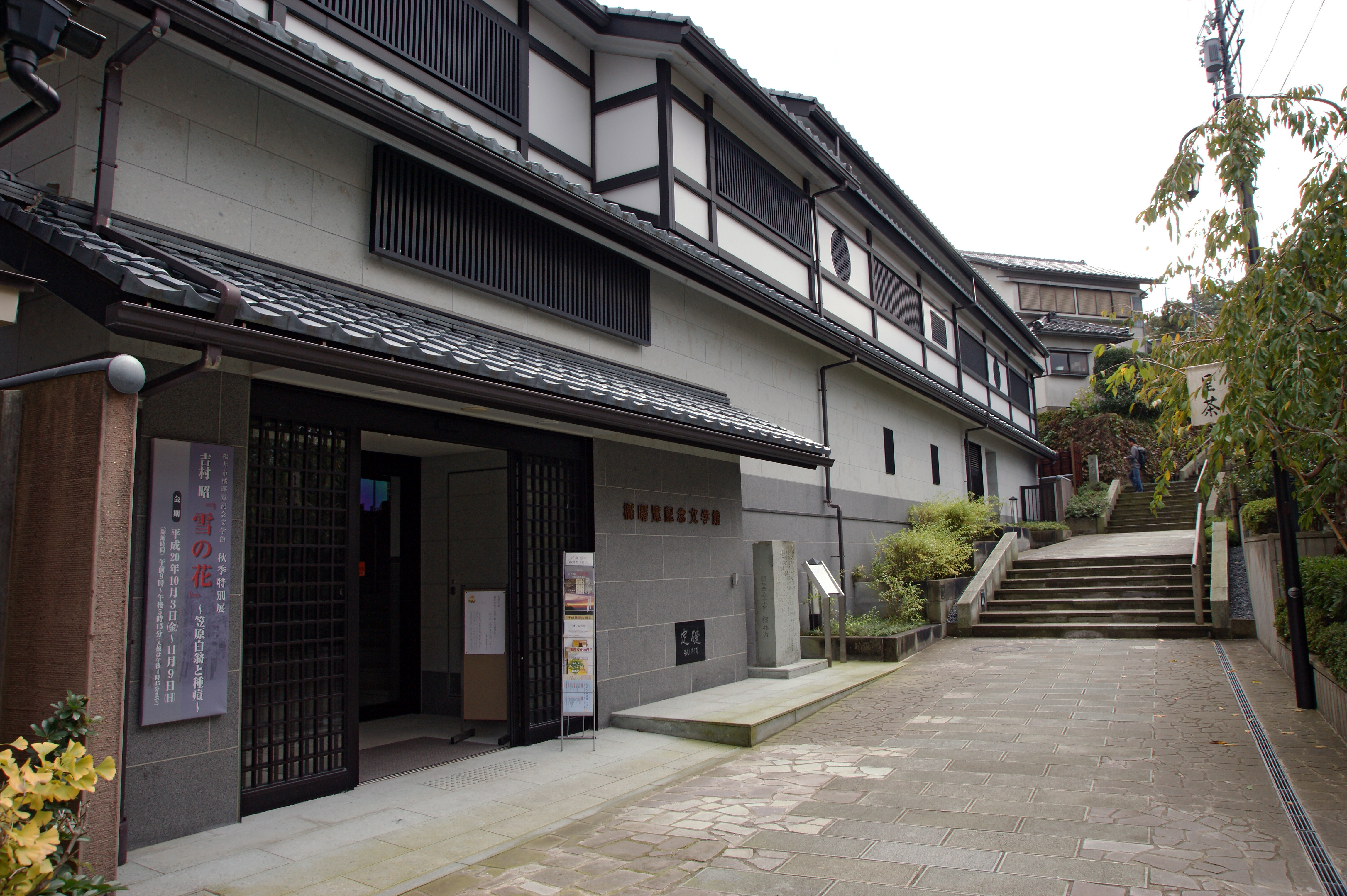
橘曙覧記念文学館
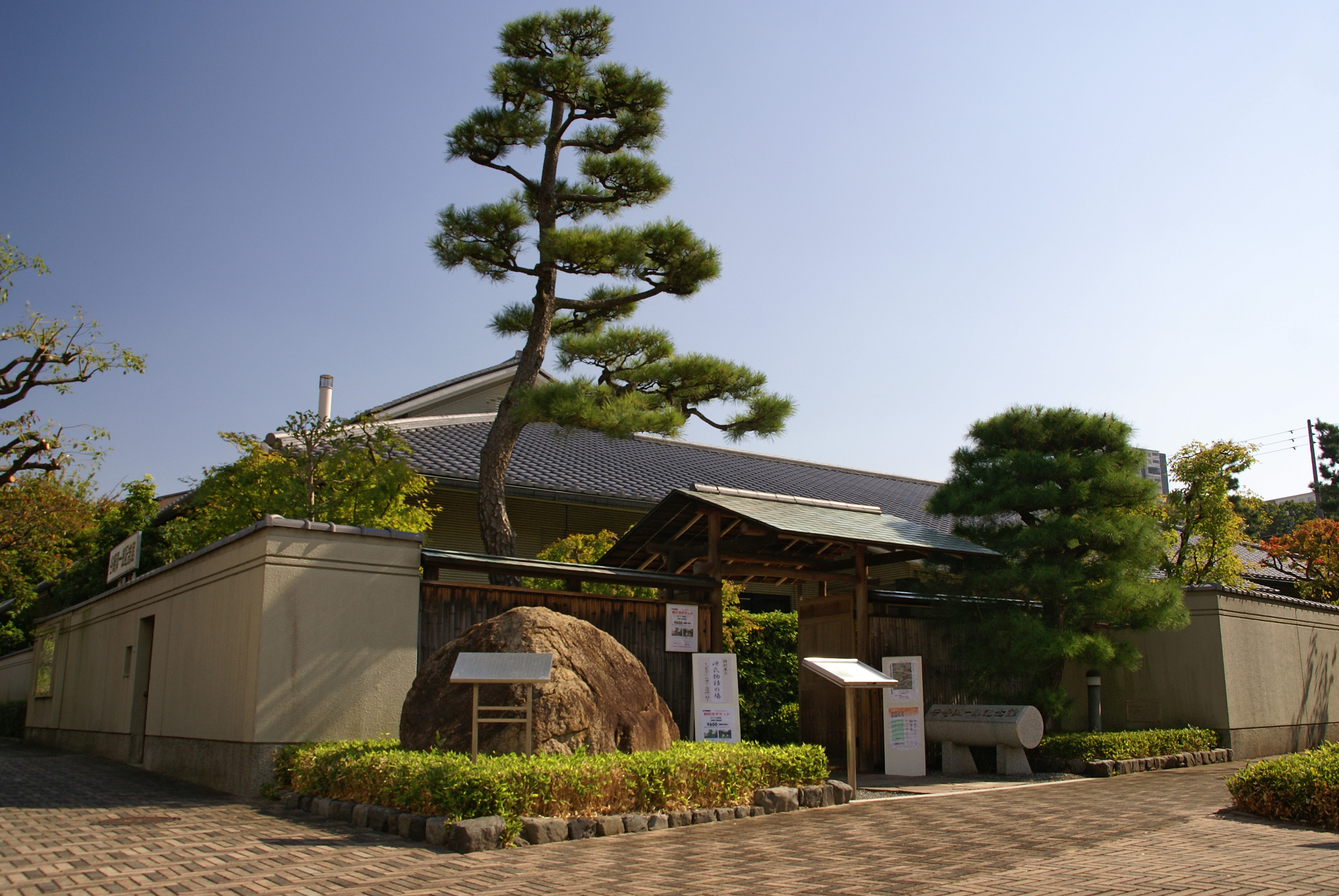
芦屋市谷崎潤一郎記念館
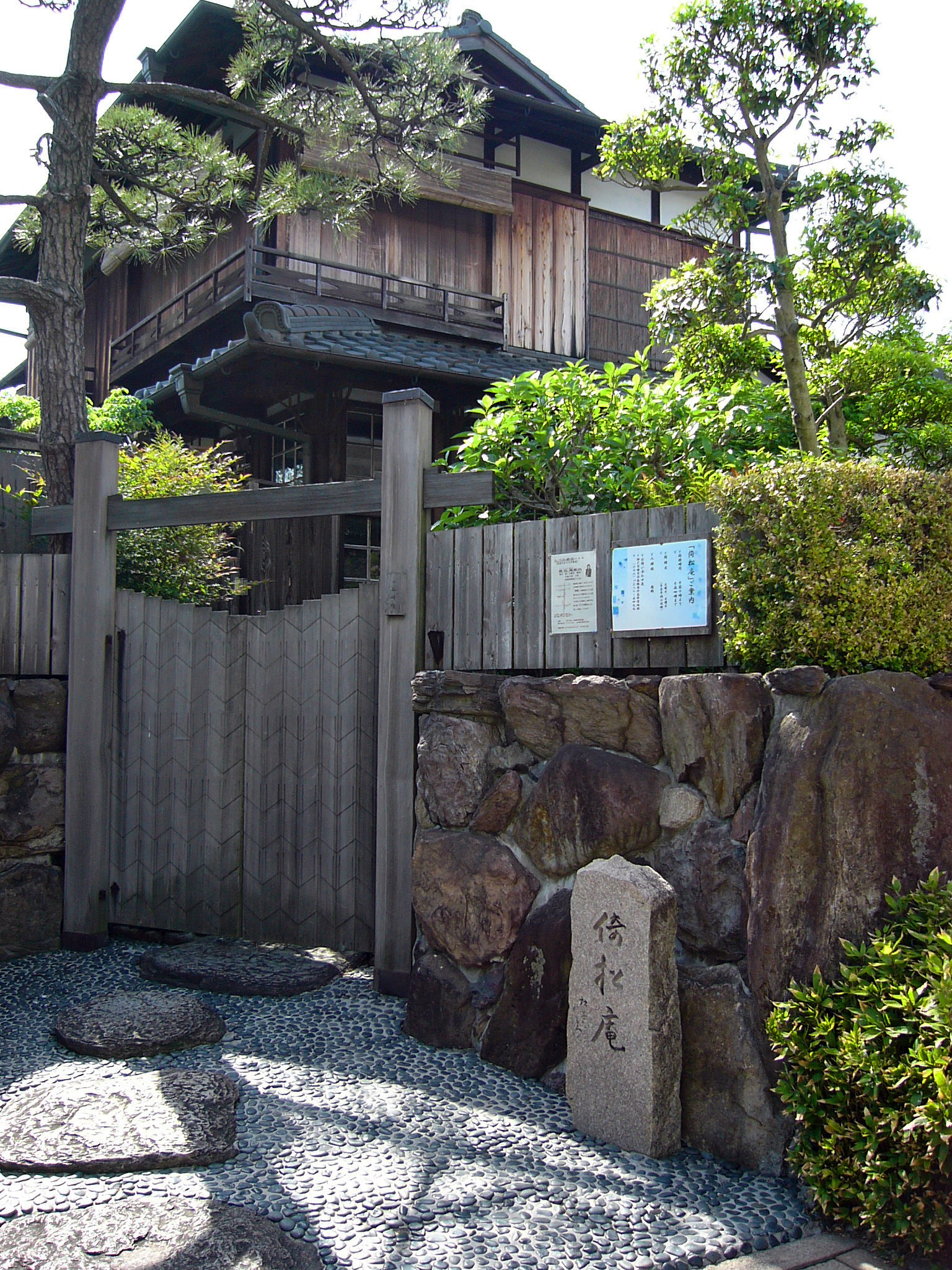
倚松庵
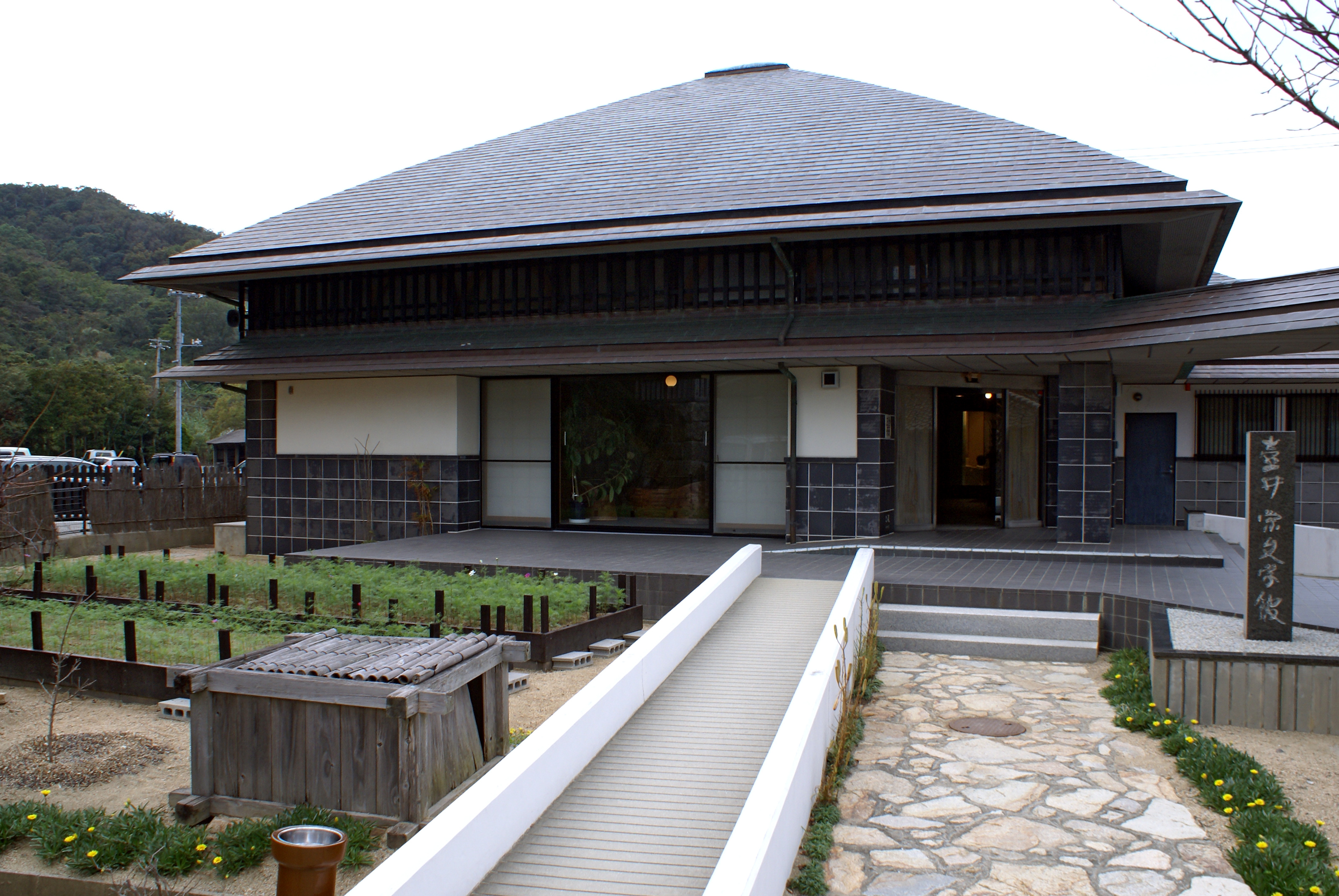
壺井栄文学館
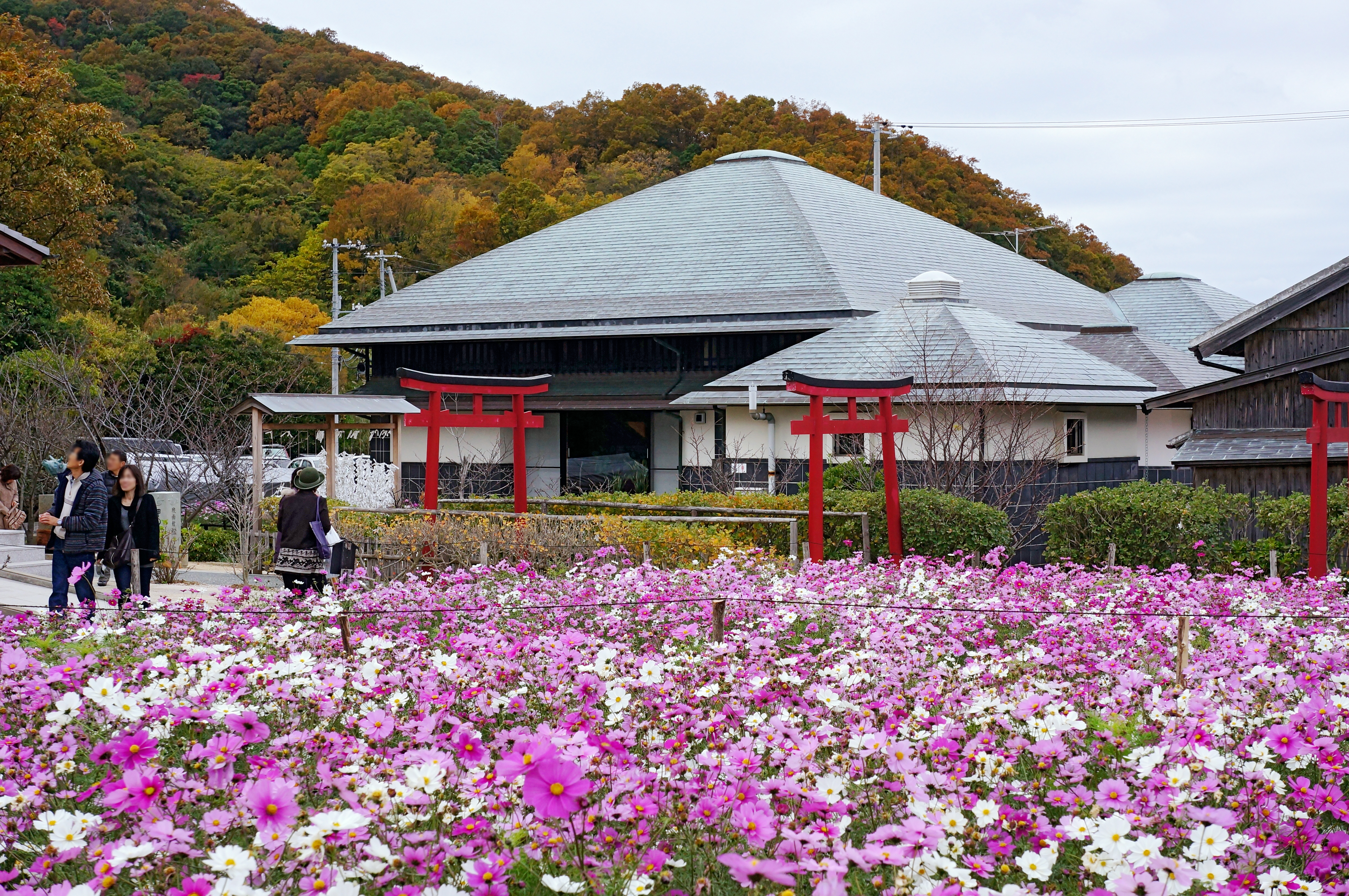
壺井栄文学館
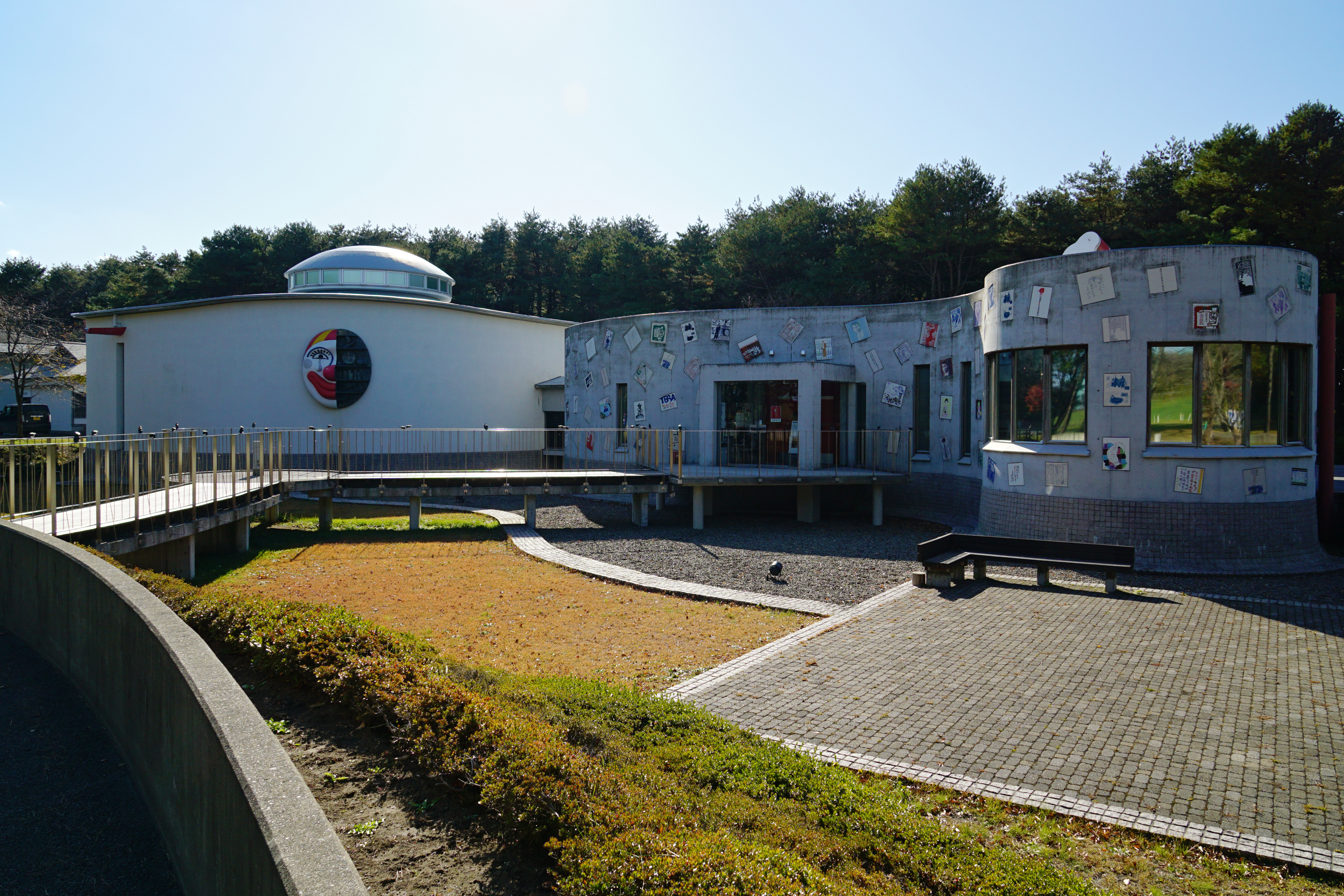
三沢市寺山修司記念館
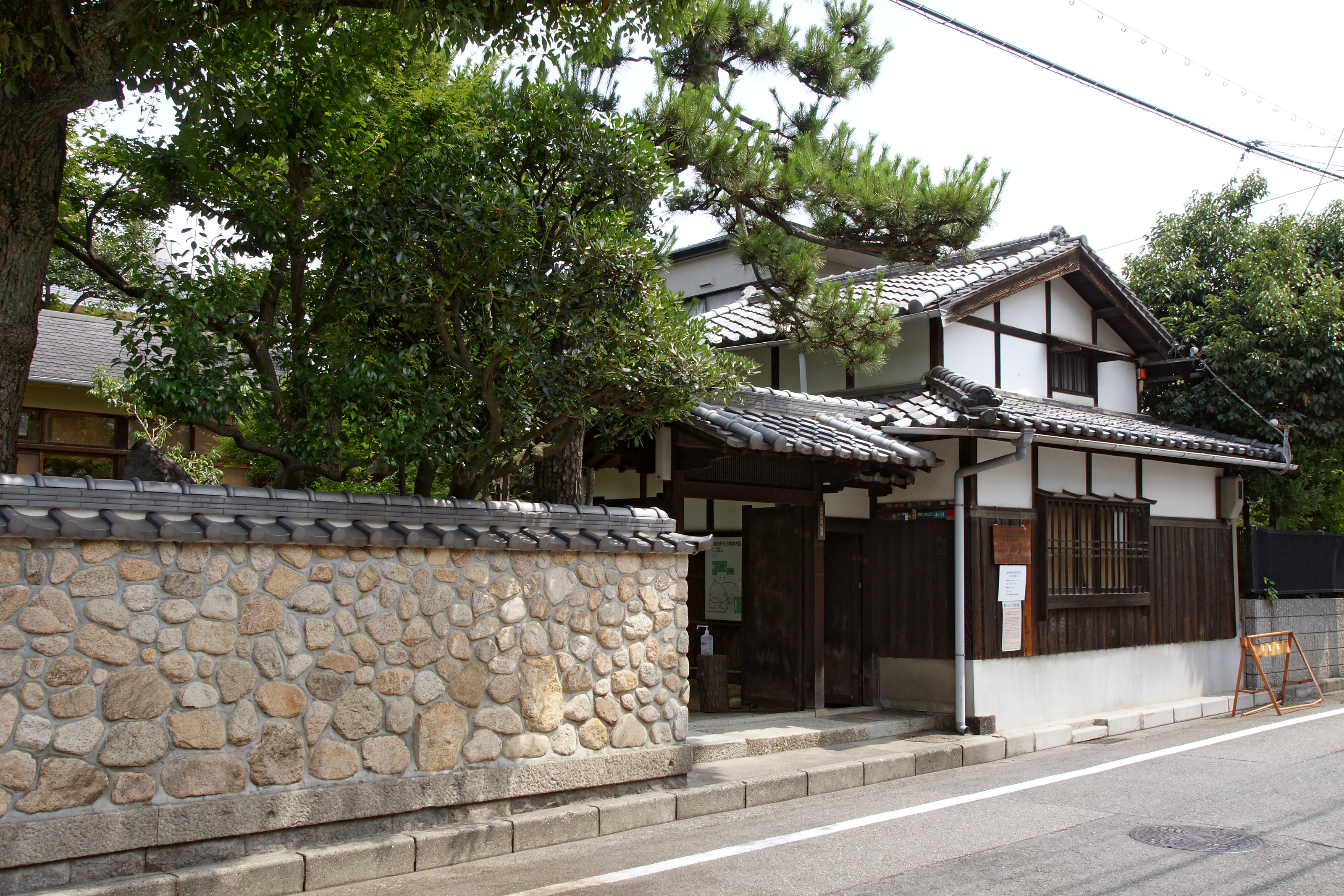
富田砕花旧居

#### な行
- 直木三十五 - 直木三十五記念館（大阪市中央区谷町）
- 中勘助 - 中勘助文学記念館　杓子庵（静岡県静岡市）
- 長塚節 - 長塚節展示室（茨城県常総市　地域交流センター6階）
- 中野重治 - 中野重治記念文庫（福井県坂井市）
- 中原中也 - 中原中也記念館（山口県山口市）
- 中山義秀 - 中山義秀記念文学館（福島県白河市）
- 夏目漱石 - 新宿区立漱石山房記念館（新宿区早稲田南町）
- 新美南吉 - 新美南吉記念館（愛知県半田市）
- 西田幾多郎 - 石川県西田幾多郎記念哲学館（石川県かほく市）
- 西村伊作 - 西村記念館（和歌山県新宮市）
- 西村京太郎 - 西村京太郎記念館（神奈川県湯河原町）
- 西脇順三郎 - 西脇順三郎記念室（新潟県小千谷市　小千谷市立図書館内）
- 丹羽文雄 - 丹羽文雄記念室（三重県四日市　四日市市立博物館3階）
- 野上弥生子 - 野上弥生子文学記念館（大分県臼杵市）
- 野口雨情 - 野口雨情記念館（茨城県北茨城市）
- 野田宇太郎 - 野田宇太郎文学資料館（福岡県小郡市　小郡市立図書館内）
- 野村胡堂 - 野村胡堂・あらえびす記念館（岩手県紫波郡）

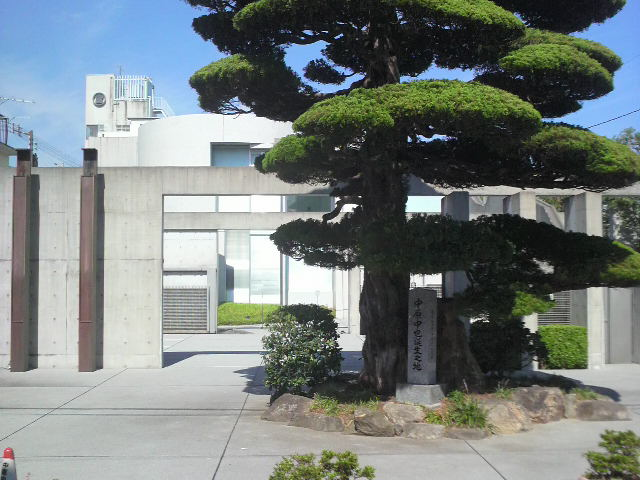
中原中也記念館
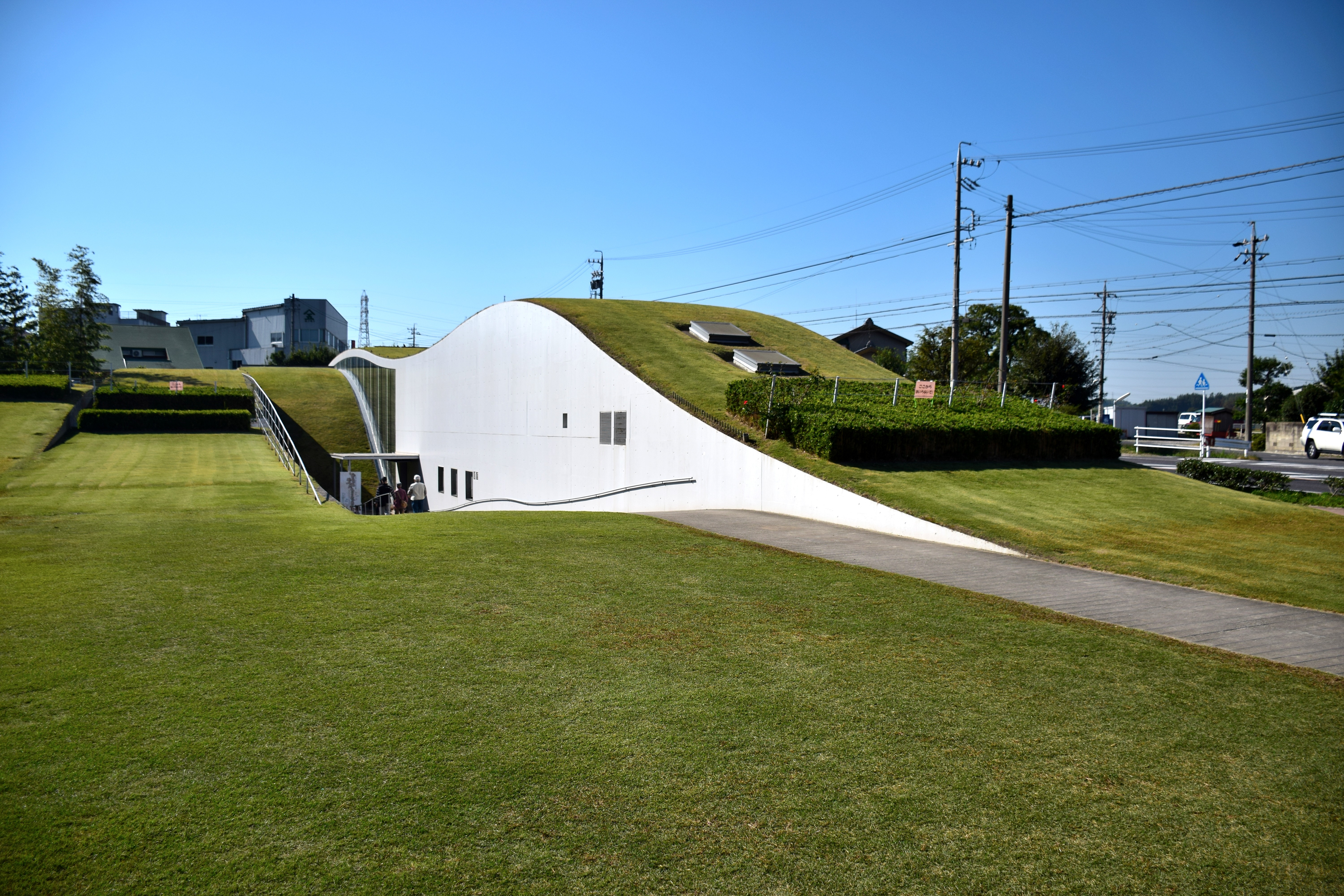
新美南吉記念館
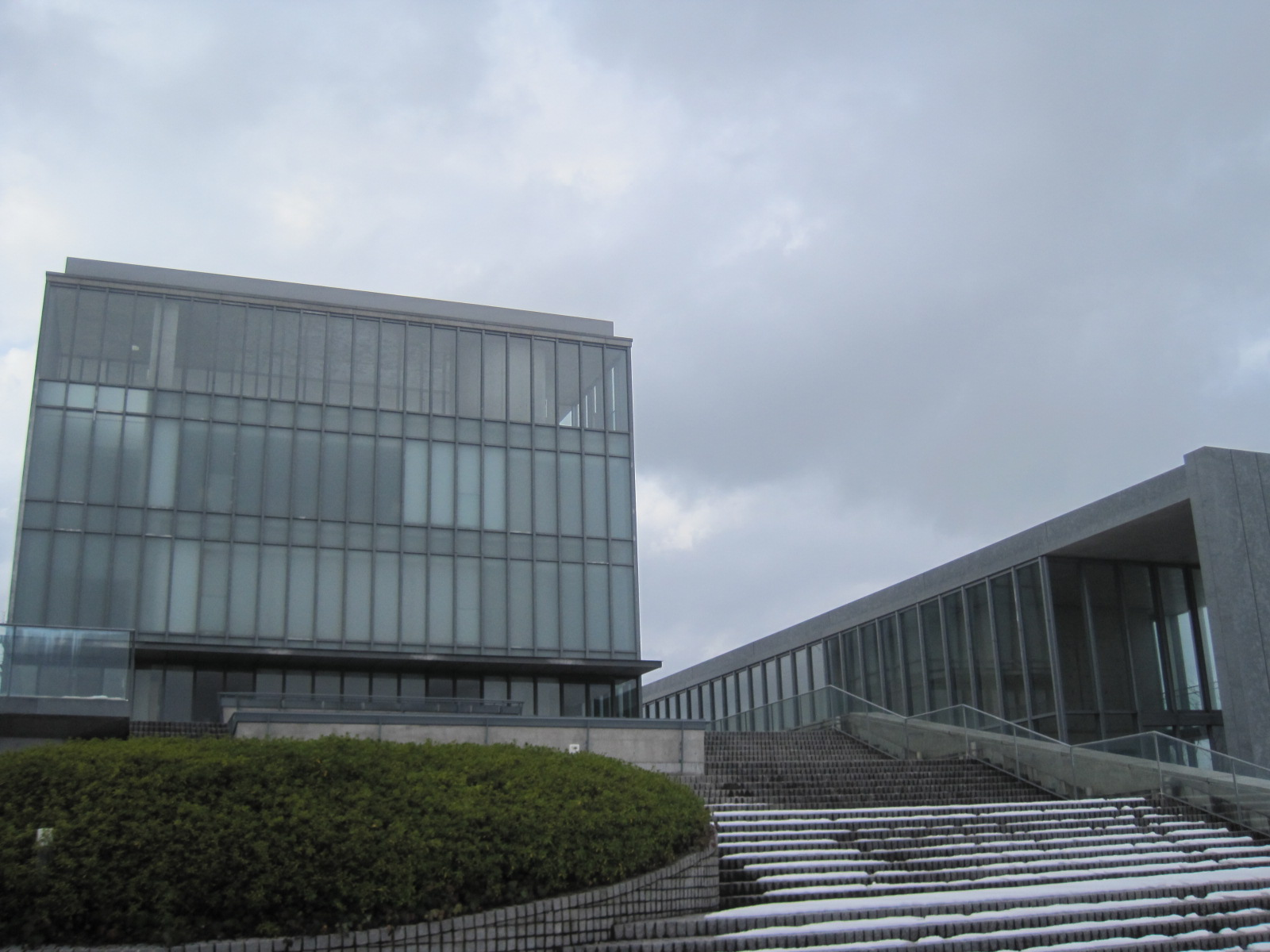
石川県西田幾多郎記念哲学館
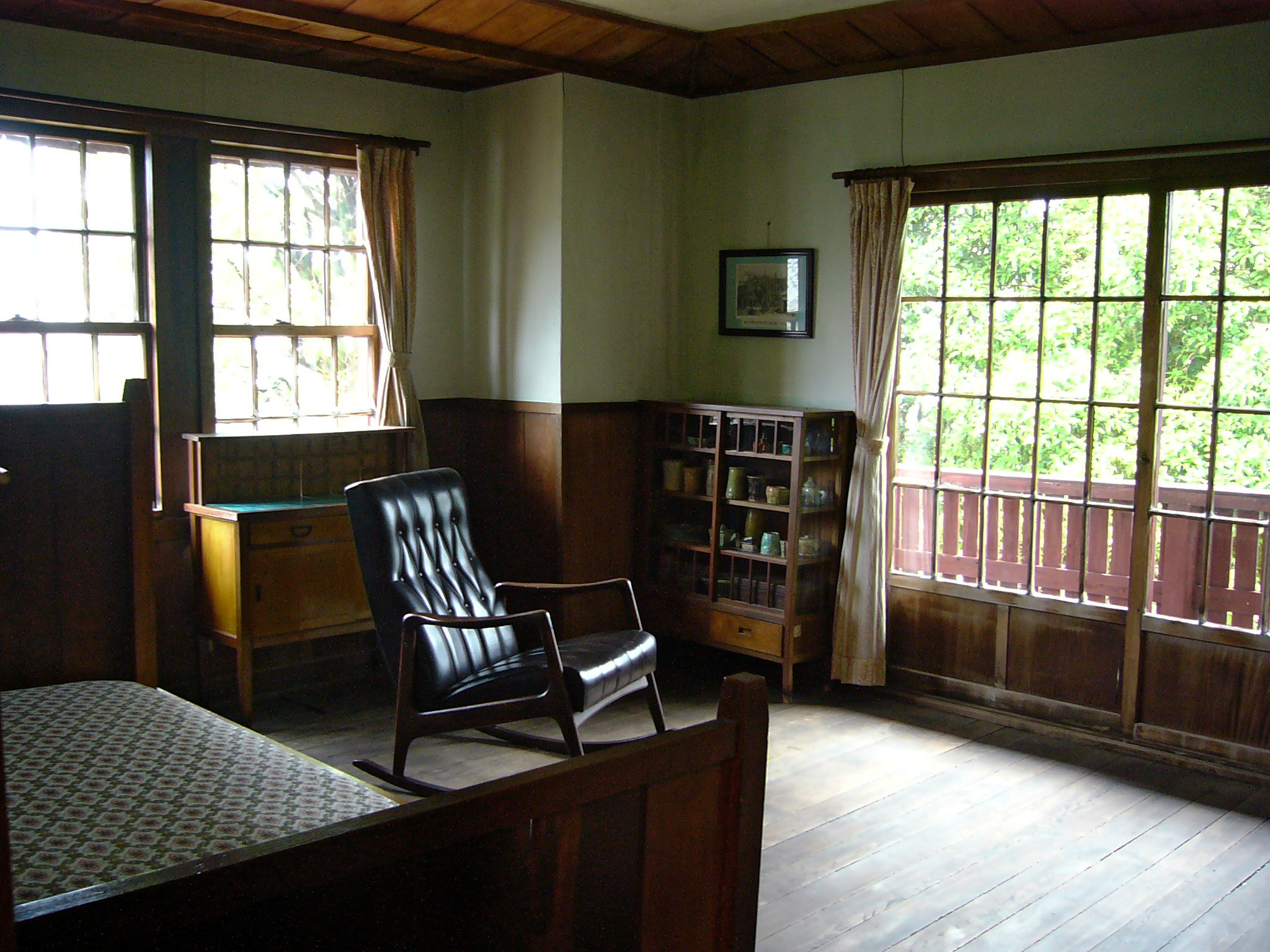
西村記念館

#### は行
- 萩原朔太郎 - 前橋文学館・萩原朔太郎記念館（群馬県前橋市）
- 橋本忍 - 橋本忍記念館（兵庫県神崎郡市川町）
- 浜田広介 - まほろば・童話の里 浜田広介記念館（山形県高畠町）
- 林芙美子 - 新宿区立林芙美子記念館（新宿区中井）
- 原阿佐緒 - 原阿佐緒記念館（宮城県黒川郡大和町宮床）
- 樋口一葉 - 台東区立一葉記念館（台東区）
- 日夏耿之介 - 日夏耿之介記念館（長野県飯田市）
- 火野葦平 - 火野葦平資料館（福岡県北九州市若松区　若松市民会館内）
- 平林たい子 - 平林たい子記念館（長野県諏訪市）
- 藤沢周平 - 鶴岡市立藤沢周平記念館（山形県鶴岡市）
- 富士正晴 - 富士正晴記念館（大阪府茨木市）
- 舟橋聖一 - 舟橋聖一記念文庫（滋賀県彦根市　彦根市立図書館内）
- 堀辰雄 - 堀辰雄文学記念館（長野県北佐久郡軽井沢町）

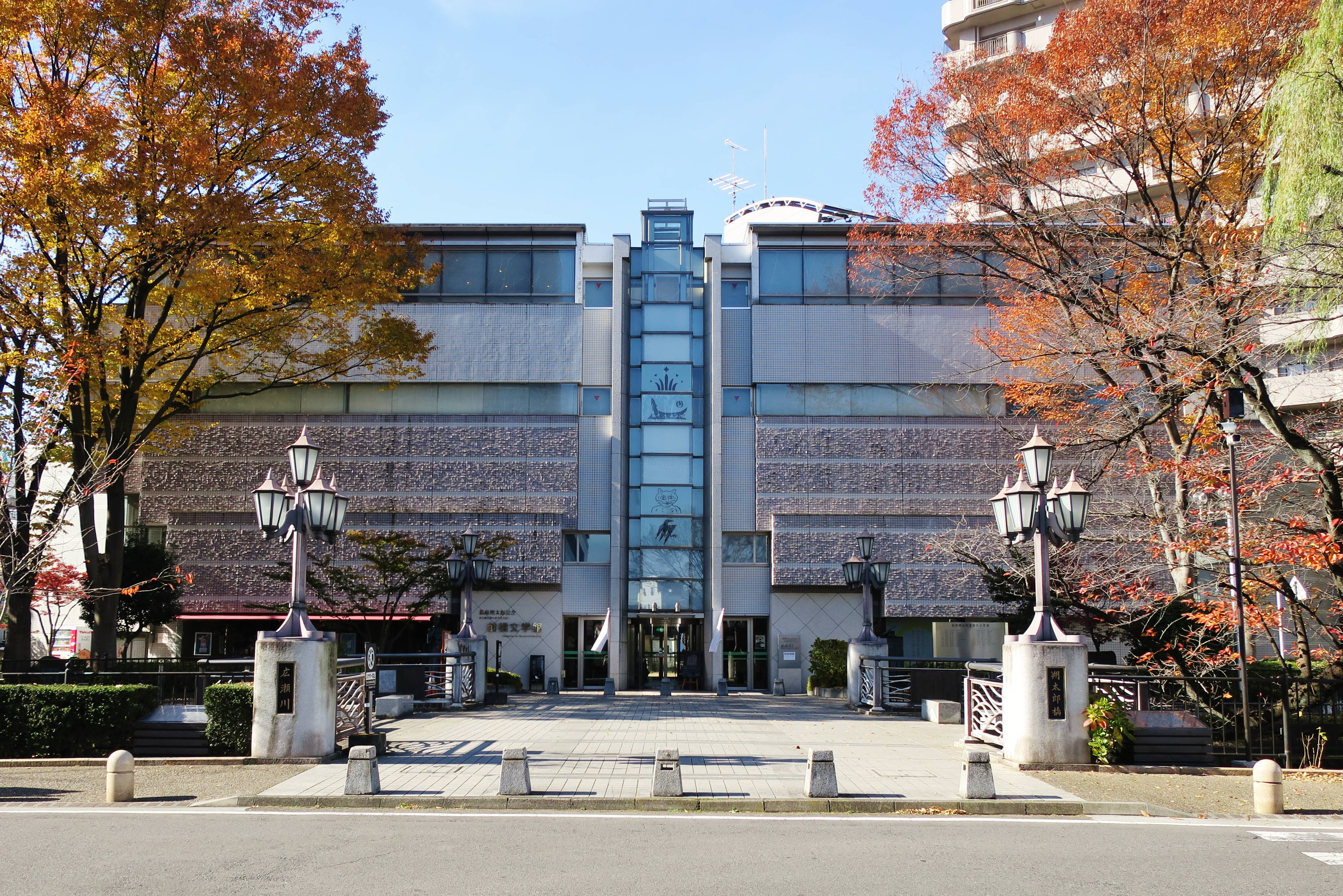
前橋文学館
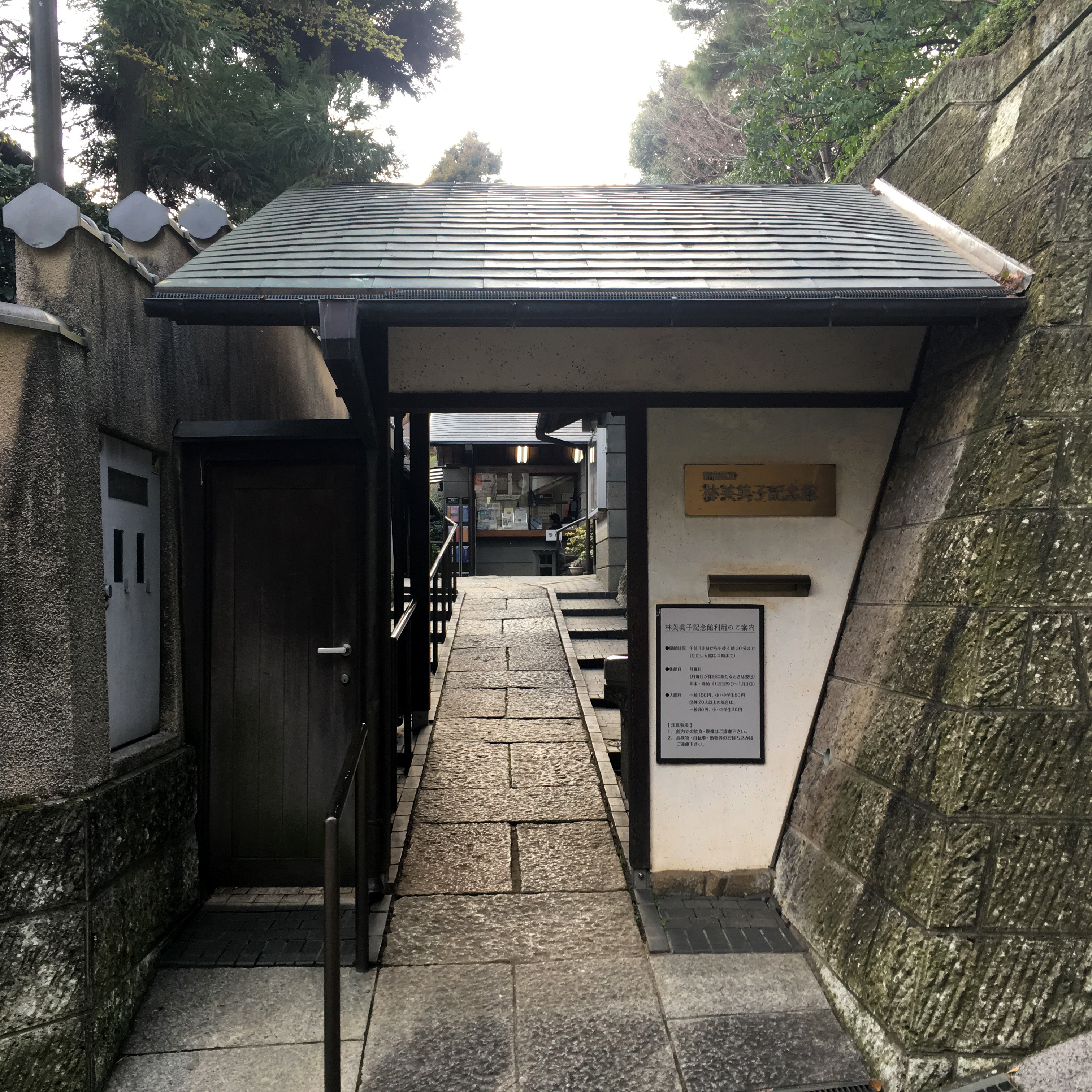
林芙美子記念館
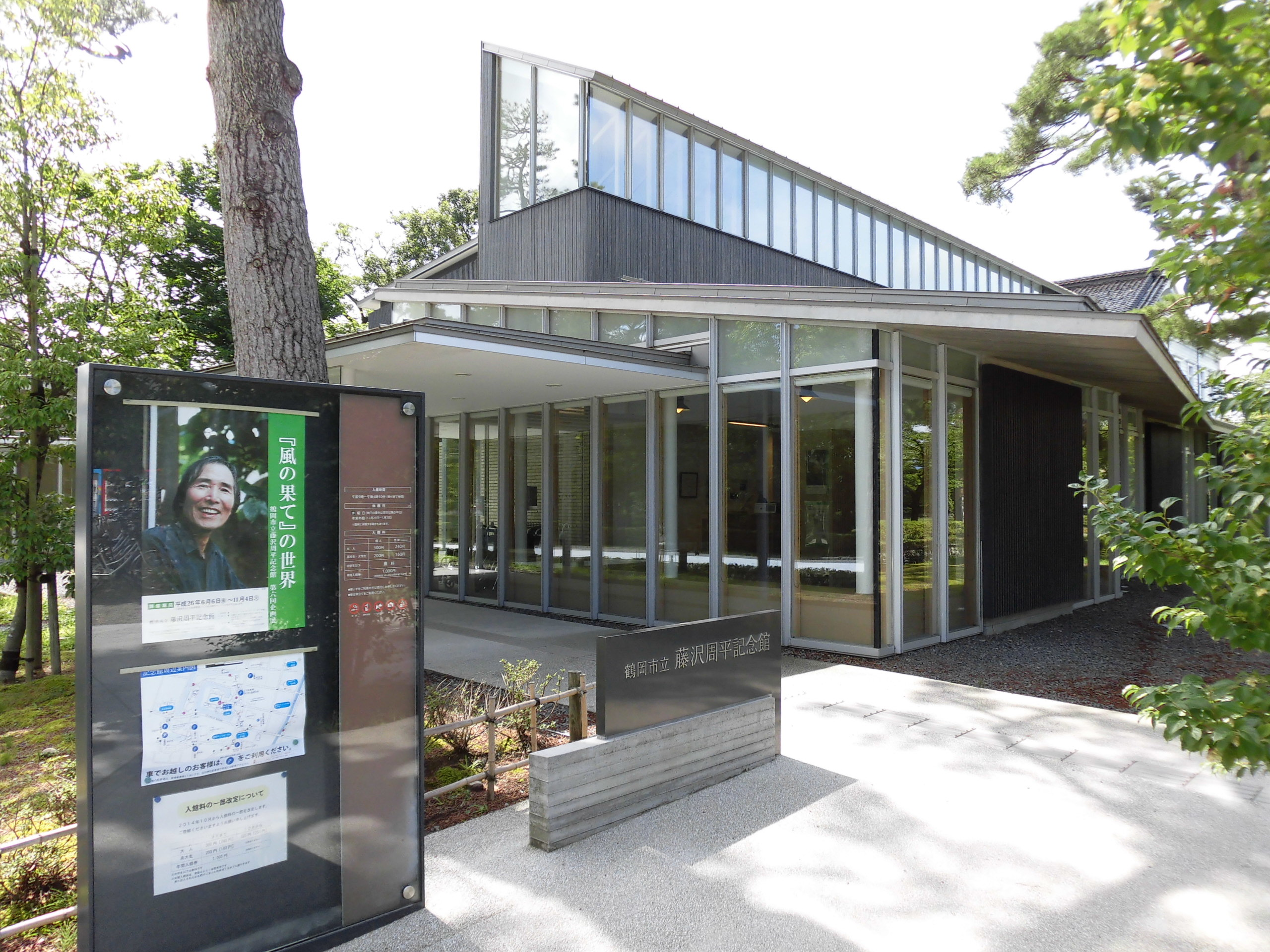
鶴岡市立藤沢周平記念館

#### ま行
- 前田夕暮 - 前田夕暮記念室（神奈川県秦野市　秦野市立図書館内）
- 正岡子規 - 子規堂（愛媛県松山市）
- 松尾芭蕉 - 江東区芭蕉記念館（東京都江東区）、 山寺芭蕉記念館（山形県山形市）
- 松本清張 - 北九州市立松本清張記念館（福岡県北九州市）
- 丸山薫 - 丸山薫記念館（山形県西村山郡西川町）
- キャサリン・マンスフィールド - マンスフィールド記念館（福島県西白河郡泉崎村）
- 三浦綾子 - 三浦綾子記念文学館（北海道旭川市）、塩狩峠記念館（北海道和寒町）
- 三島由紀夫 - 三島由紀夫文学館（山梨県南都留郡山中湖村）、隠し文学館 花ざかりの森（富山県富山市向新庄町）
- 南方熊楠 - 南方熊楠記念館（和歌山県西牟婁郡白浜町）
- 宮柊二 - 宮柊二記念館（新潟県魚沼市）
- 宮尾登美子 - 宮尾登美子文学記念館（北海道伊達市）
- 宮沢賢治 - 宮澤賢治記念館（岩手県花巻市）
- 三好達治 - 三好達治記念館（大阪府高槻市）
- 椋鳩十 - 椋鳩十文学記念館（鹿児島県姶良市）
- 向田邦子 - 向田邦子文庫（東京都渋谷区）
- 武者小路実篤 - 調布市武者小路実篤記念館（東京都調布市）
- 村岡花子 - 村岡花子文庫展示コーナー（東洋英和女学院内）
- 村上春樹 - 早稲田大学国際文学館 通称：村上春樹ライブラリー（早稲田大学内）
- 村野四郎 - 村野四郎記念館（東京都府中市　府中市郷土の森博物館内）
- 室生犀星 - 室生犀星記念館（石川県金沢市）
- 本居宣長 - 本居宣長記念館（三重県松阪市）
- 森鷗外 - 森鴎外記念館（島根県鹿足郡津和野町）、文京区立森鷗外記念館（文京区千駄木）

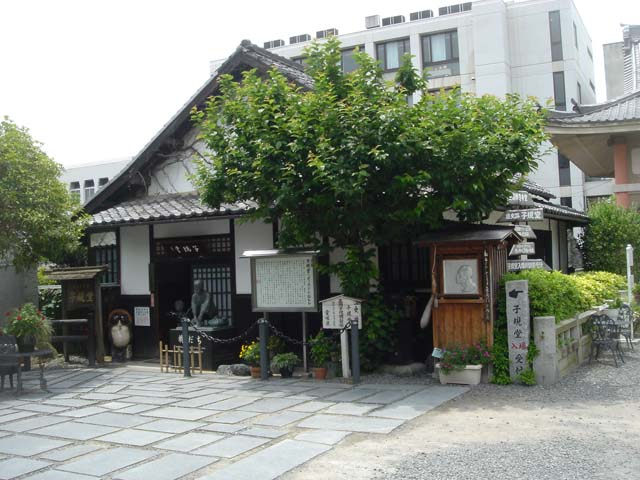
子規堂
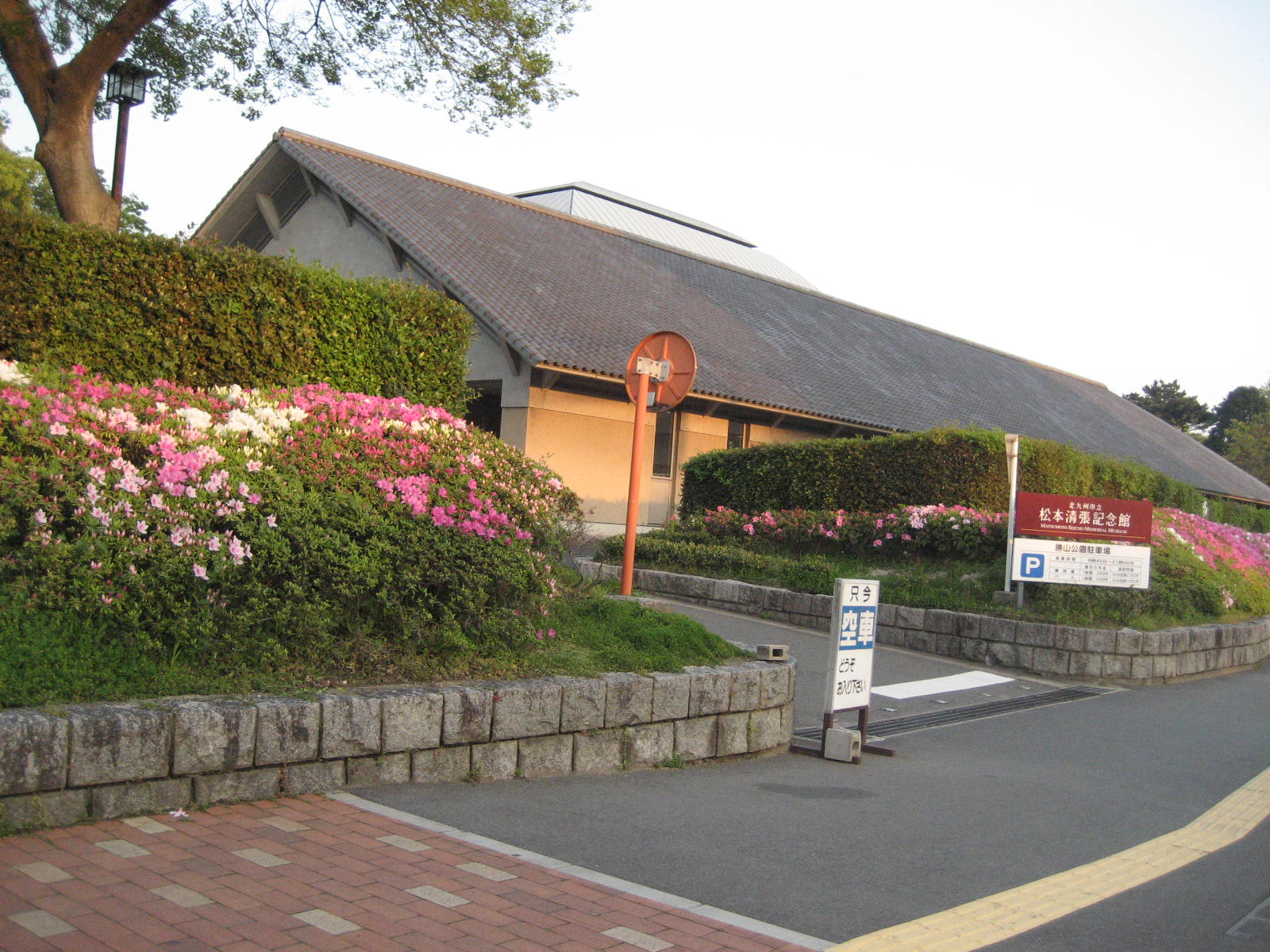
北九州市立松本清張記念館
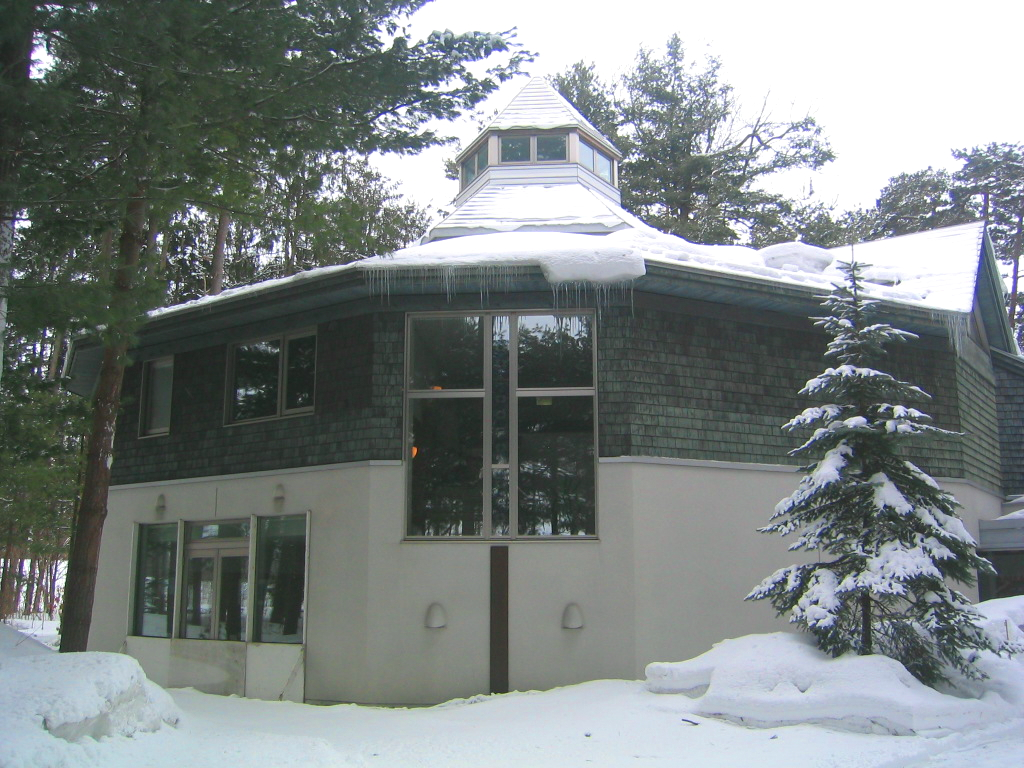
三浦綾子記念文学館
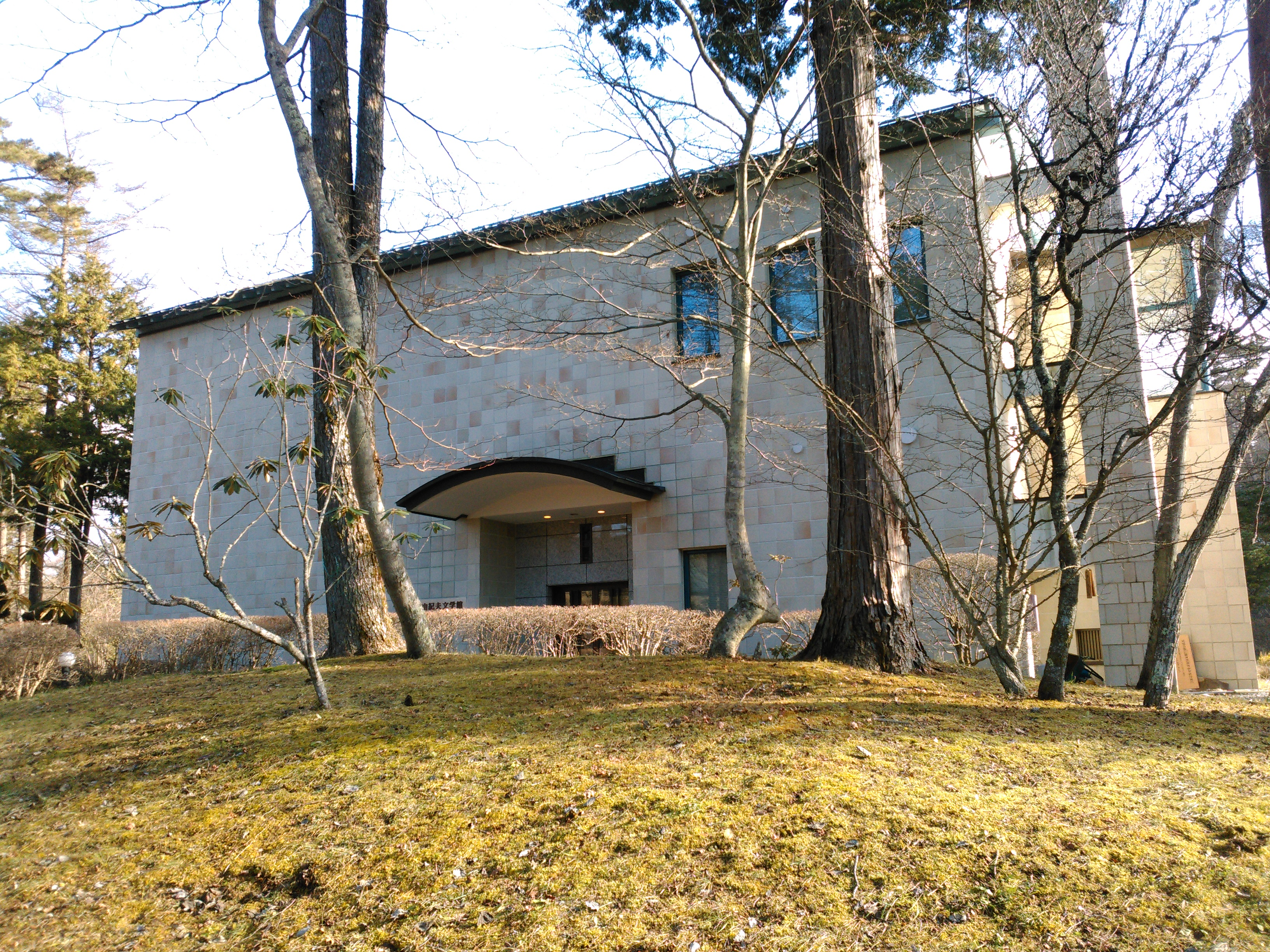
三島由紀夫文学館
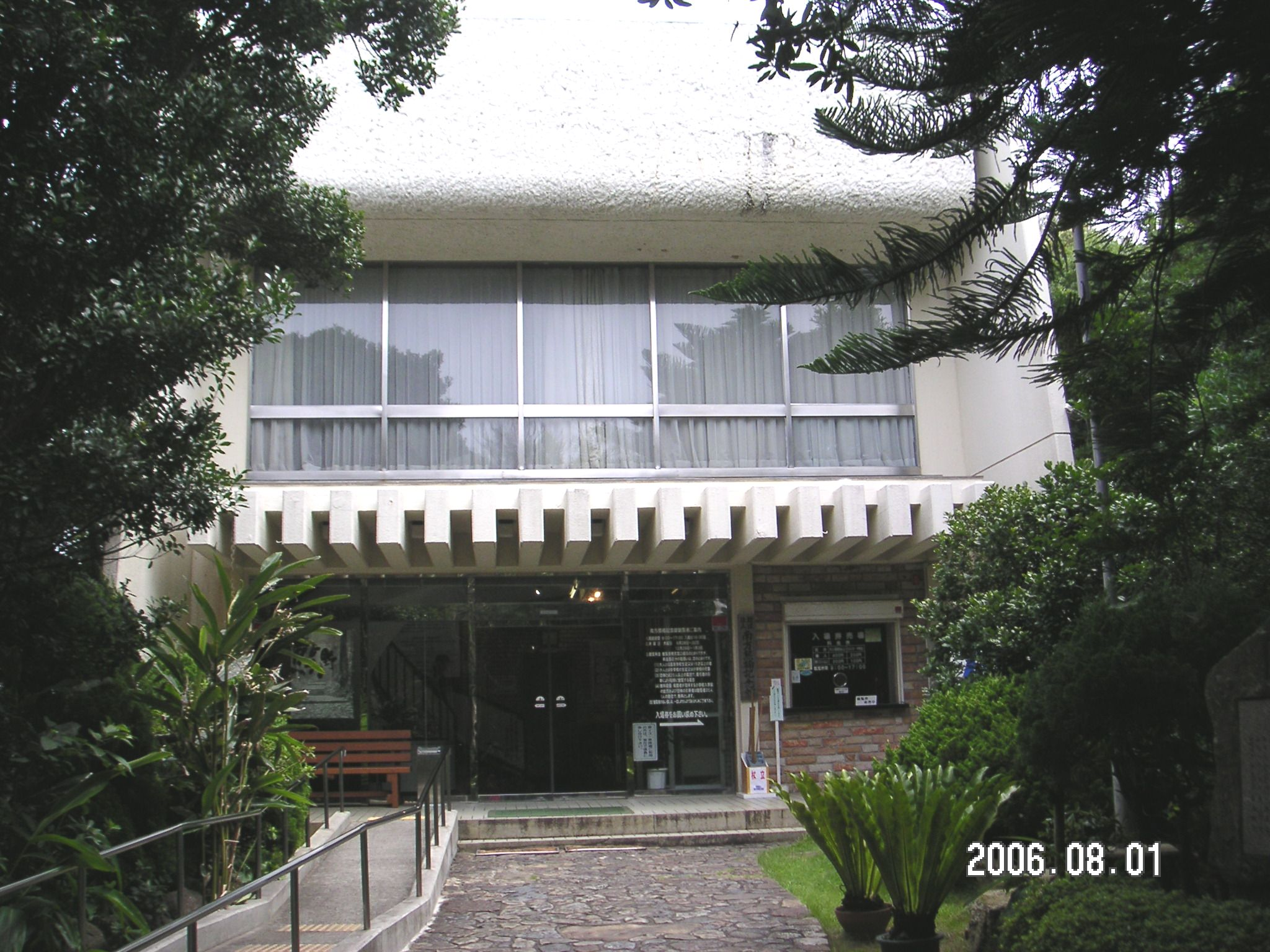
南方熊楠記念館
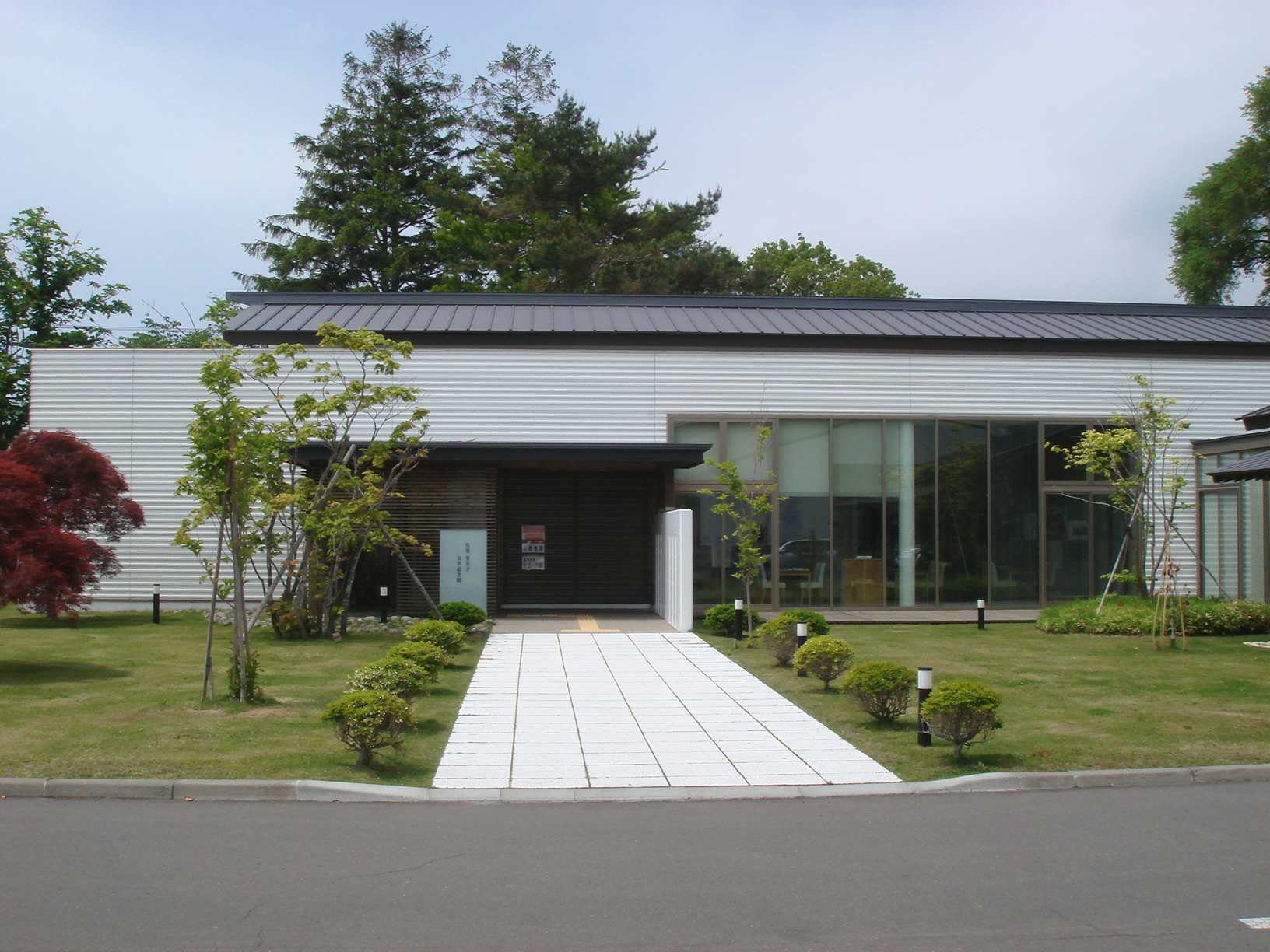
宮尾登美子文学記念館

#### や行
- 矢田津世子 - 矢田津世子文学資料室（秋田県南秋田郡五城目町 五城館内）
- 柳田國男 - 柳田國男・松岡家顕彰会記念館（兵庫県神崎郡福崎町）
- 矢野勘治 - 矢野勘治記念館（兵庫県たつの市）
- 山川登美子 - 山川登美子記念館（福井県小浜市）
- 山田風太郎 - 山田風太郎記念館（兵庫県養父市）
- 山本有三 - 三鷹市山本有三記念館（東京都三鷹市）、山本有三ふるさと記念館（栃木県栃木市）
- 横溝正史 - 横溝正史館（山梨県山梨市）
- 与謝野晶子 - 与謝野晶子記念館（大阪府堺市）、三国路与謝野晶子紀行文学館（群馬県利根郡みなかみ町）
- 吉井勇 - 香美市立吉井勇記念館（高知県香美市）
- 吉川英治 - 青梅市吉川英治記念館（東京都青梅市）
- 吉村昭 - 吉村昭記念文学館（東京都荒川区）
- 吉行淳之介 - 吉行淳之介文学館（静岡県掛川市）

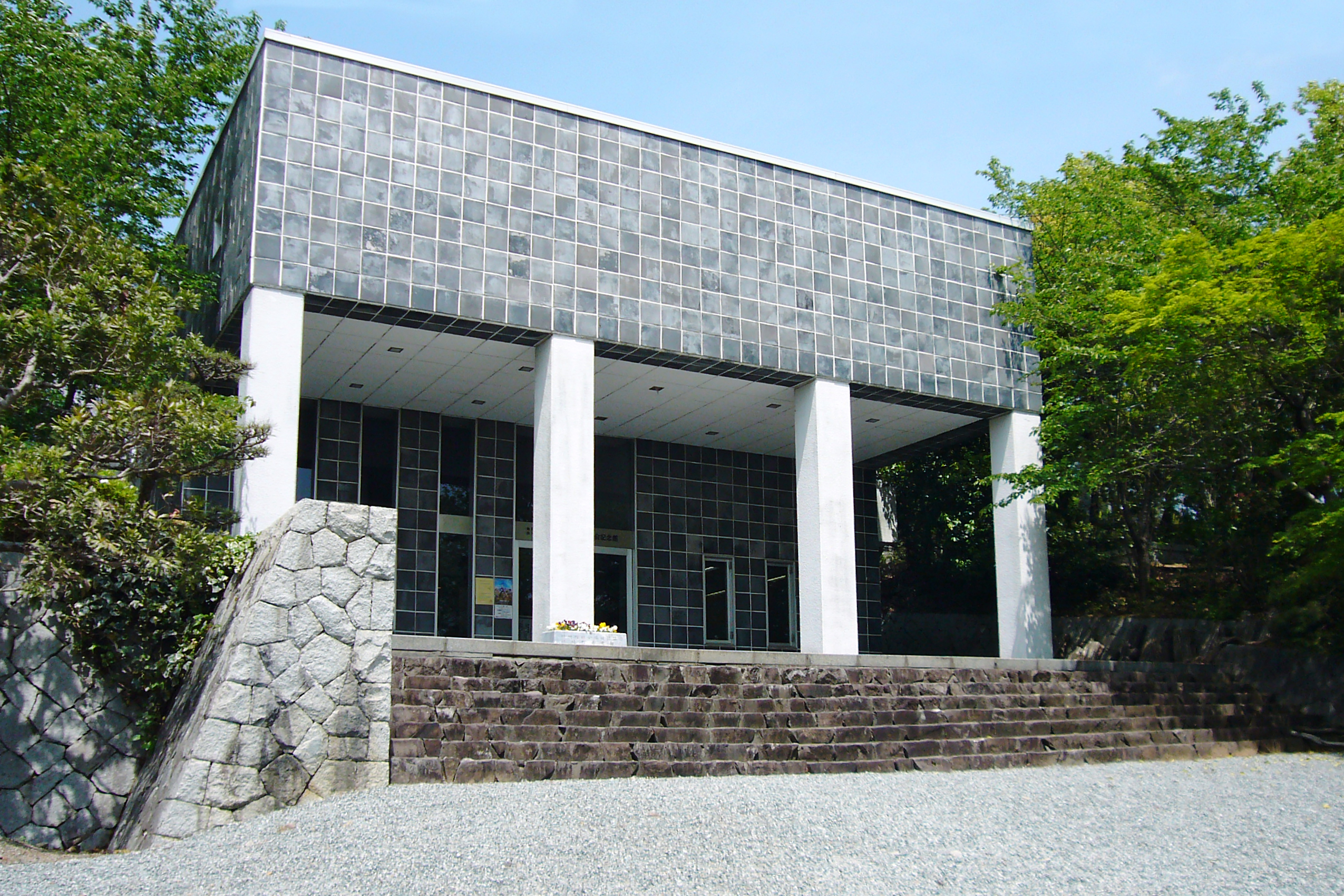
柳田國男・松岡家顕彰会記念館
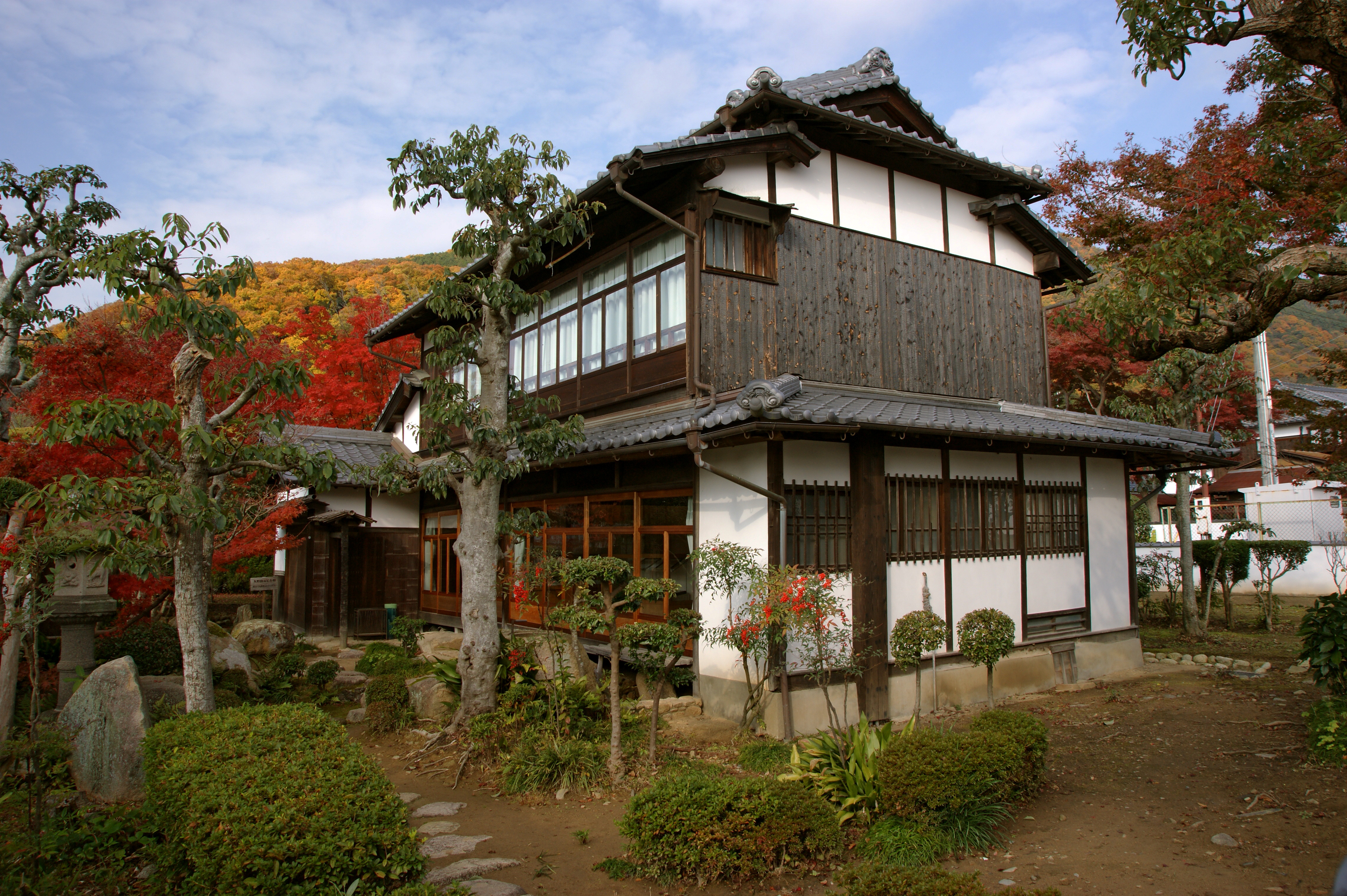
矢野勘治記念館
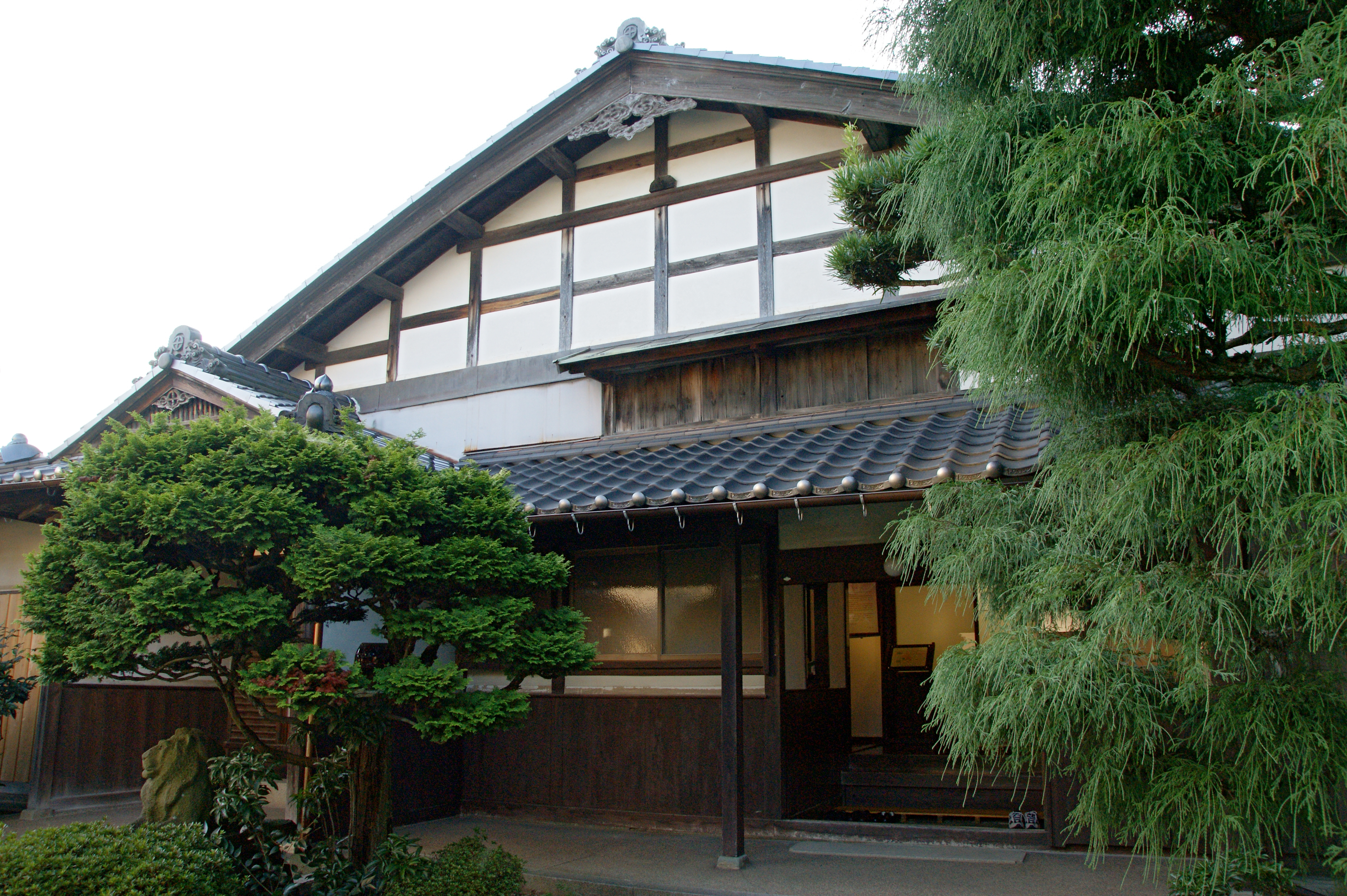
山川登美子記念館
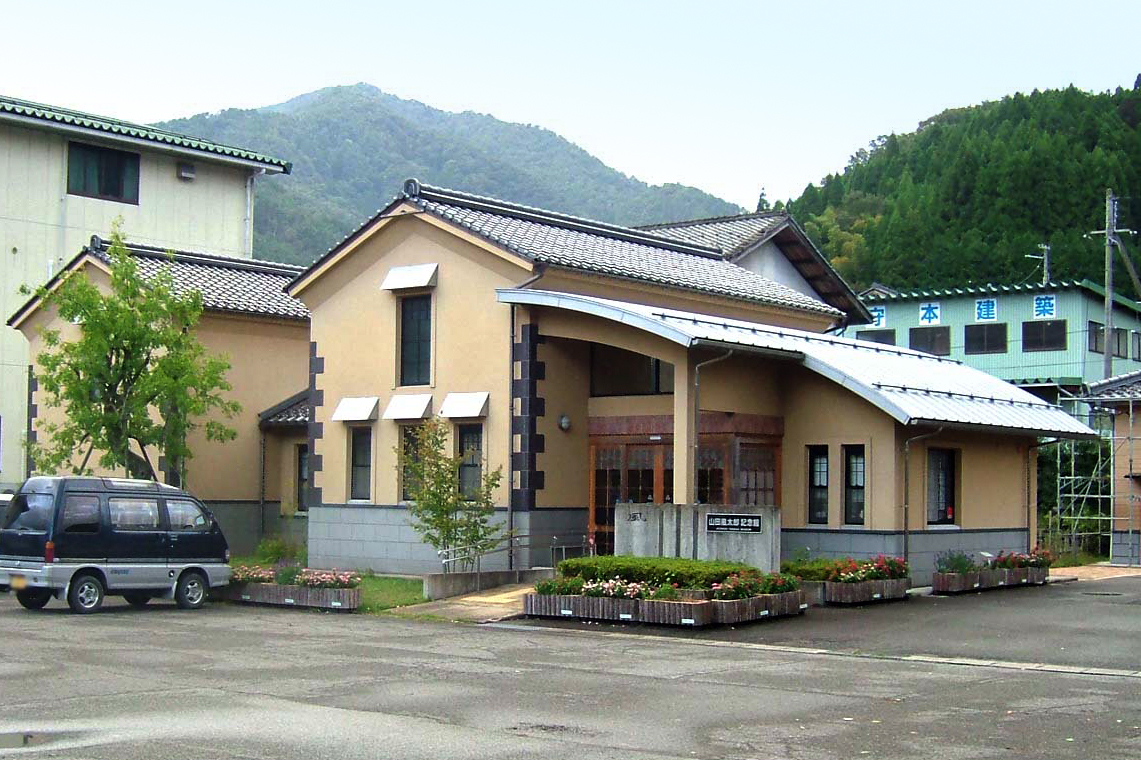
山田風太郎記念館
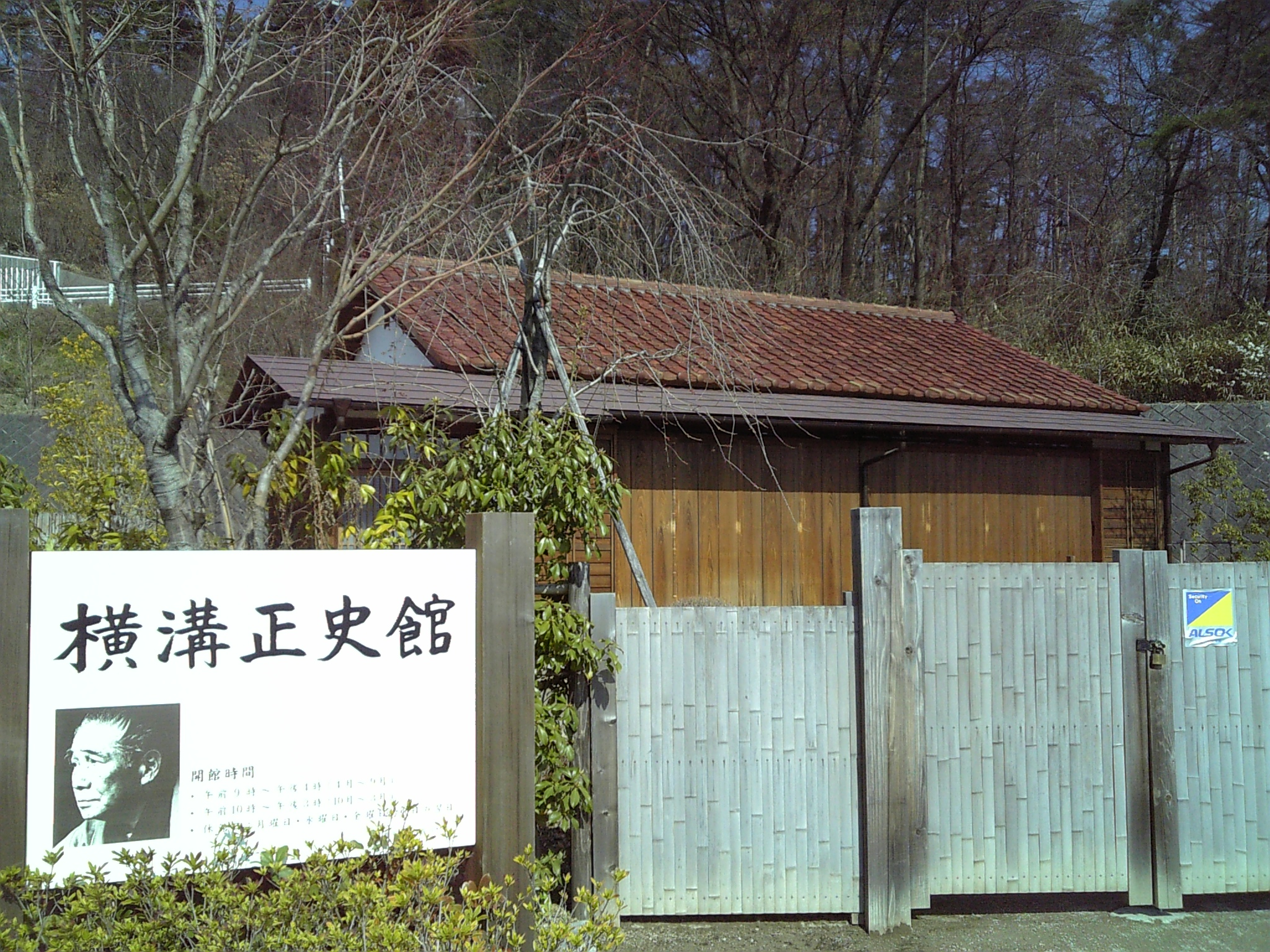
横溝正史館

#### わ行
- 若山牧水 - 沼津市若山牧水記念館（静岡県沼津市）、若山牧水記念文学館（宮崎県日向市）
- 渡辺淳一 - 渡辺淳一文学館（北海道札幌市）

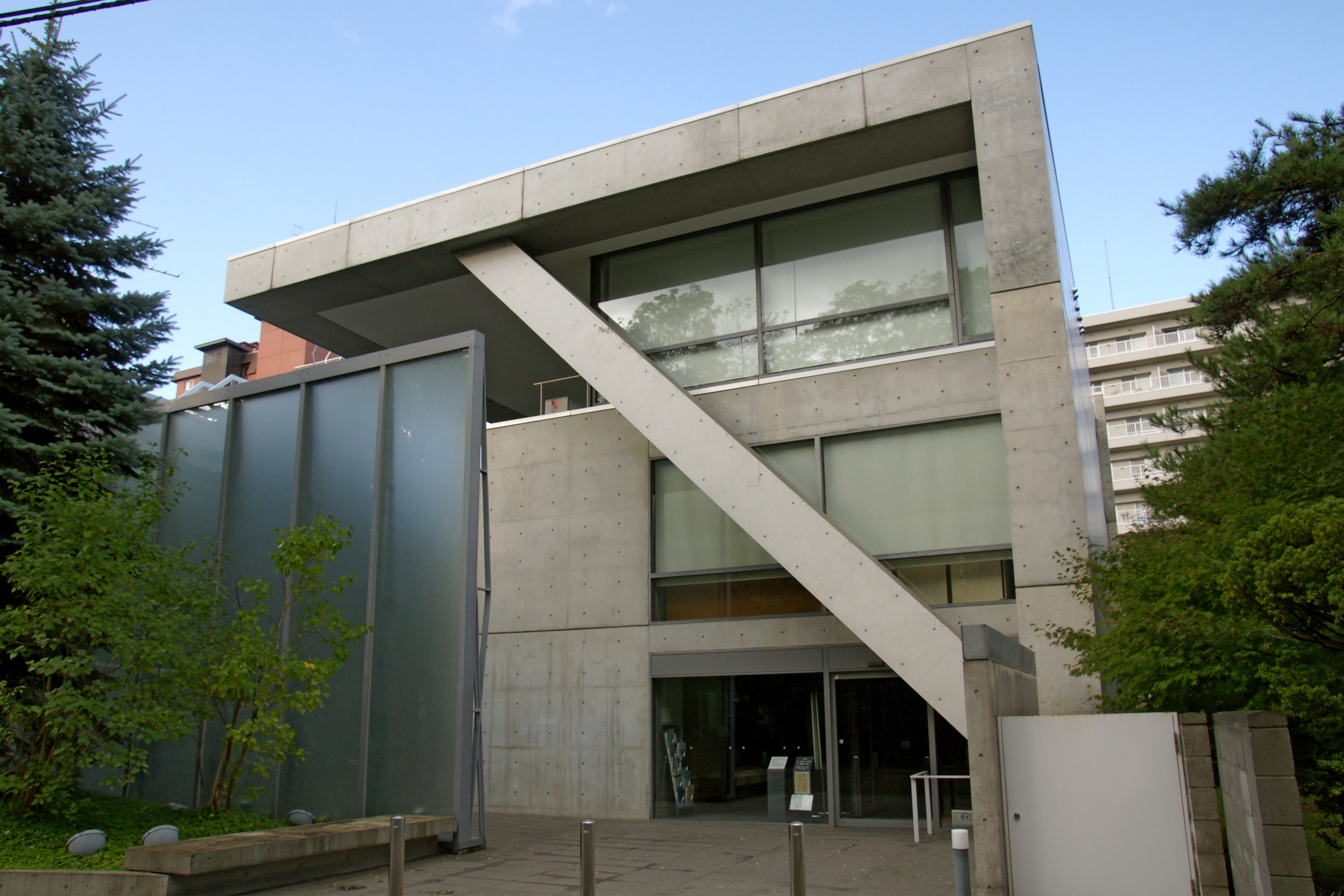
渡辺淳一文学館

### 閉館した施設
- 東京都近代文学博物館（1967年 - 2002年）
- 加藤楸邨記念館（1992年開館、2001年閉館）→さいたま文学館
- 林芙美子文学館（長野県下高井郡山ノ内町、平成11年8月開館、平成25年閉館）
- 森敦文庫（山形県鶴岡市、1986年開館、2012年閉館）→郷土人物資料館「大宝館」

## 日本国外の施設

### 中国
- 中国現代文学館
- 魯迅 - 北京魯迅博物館（Beijing Lu Xun Museum）
- 香港文學館(The Museum of Hong Kong Literature)

### イギリス
- 作家博物館（Writers' Museum）

### ドイツ
- ヨハン・ヴォルフガング・フォン・ゲーテ - Goethe House

### ロシア
- アントン・チェーホフ - A.P. Chekhov Literary Museum
- フョードル・ドストエフスキー - Dostoevsky Museum
- マクシム・ゴーリキー - Gorky Museum